# Французская архитектура эпохи Возрождения

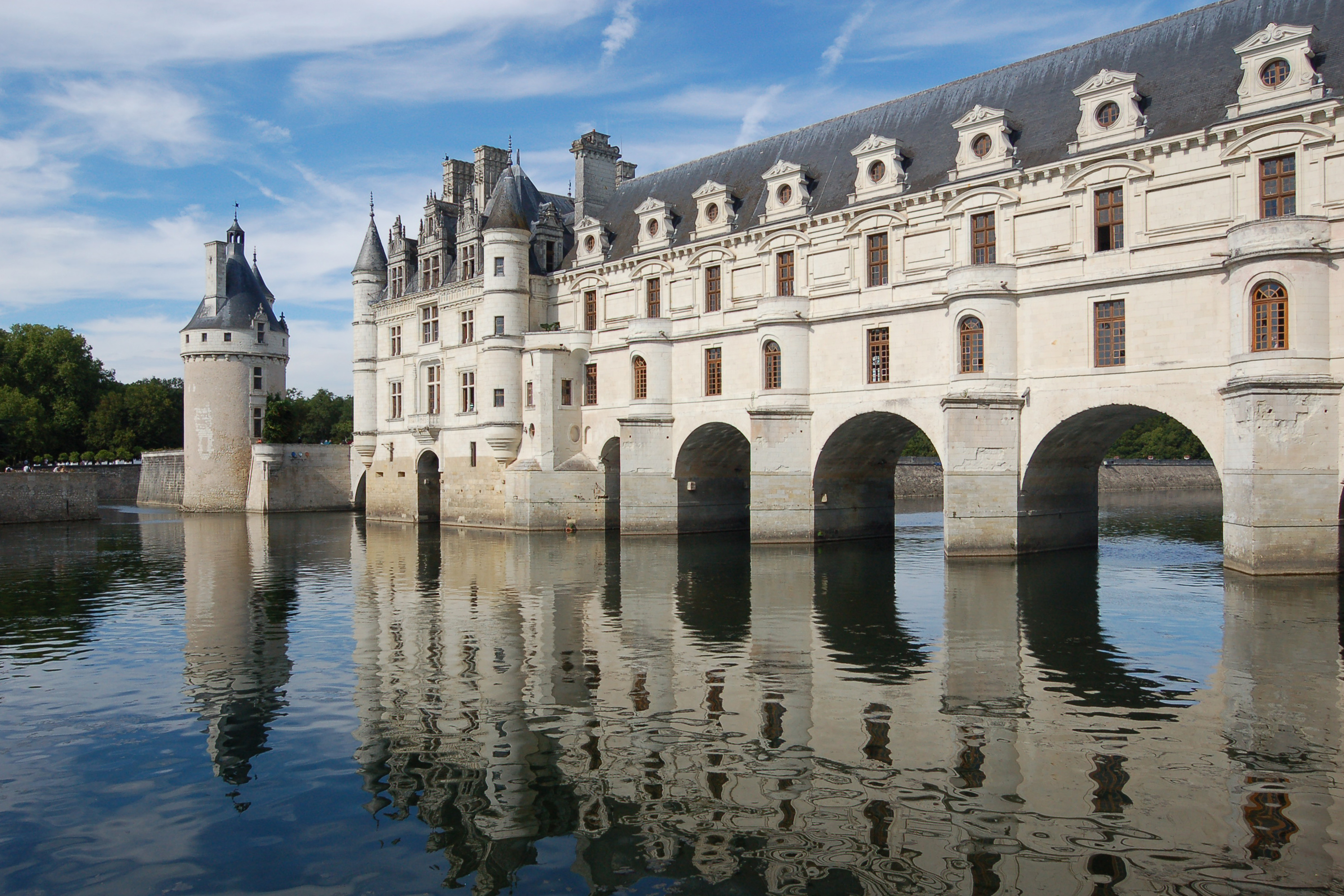
Замок Шенонсо, архитектор Филибер Делорм.

Французская архитектура эпохи Возрождения — французская архитектура, создававшаяся со второй половины XV по начало XVII века в разных регионах Королевства Франции. Стилистически архитектура эпохи Возрождения следовала за готической архитектурой, возникшей во Франции в XII веке. Архитектуру эпохи Возрождения во Франции сменил стиль классицизм.

## История

### Середина и 2-я пол. XV века. От Средневековья к Ренессансу

#### Общественно-политическая и культурная жизнь Франции в середине века
Возрождению во Франции предшествовал период особенной активности французской культуры — готический (XI—XIV век). В это время Франция оказывала решающее влияние на искусство стран Северной Европы, а созданный французами вариант готического стиля в других государствах называли «французской манерой». Внутри готической культуры шла постепенная трансформация феодального общества, обусловленная появлением и расцветом средневековых городов, в которых возникли городские школы (с XII века) и университеты с зачатками светской культуры. Архитектура стала ведущим видом готического искусства, наиболее полно воплотившись в формах городского собора, считавшегося символом достоинства города и его жителей. Основой готического строительства выступала каркасная конструкция, изобретённая на севере Франции и распространившаяся по всей Европе. В отличие от итальянских городов-государств, где художники черпали вдохновение в античности, во Франции вплоть до XIV века развивались реалистические тенденции позднеготического искусства.
Рубеж XIV—XV веков характеризовался напряжённой политической обстановкой в стране. Уже более полувека шла Столетняя война (1337—1453). Ряд побед Карла V приостановил врага, и два последних десятилетия XIV века отличались относительным затишьем, но на исходе столетия англичане возобновили военные действия. Междоусобная война арманьяков и бургиньонов привела к гражданской войне и оккупации англичанами Парижа в 1420 году. 20—30-е годы XV столетия характеризовались резким спадом художественной активности, все силы страны были брошены на борьбу с внешним врагом. Перелом наступил после выступления Жанны д’Арк. В 1453 году капитуляция английского гарнизона в Бордо положила конец военным действиям, после чего возобновился процесс собирания земель. Карл VII и Людовик XI как военной силой, так и дипломатией добились политического объединения страны и уже к 1483 году из всех областей Франции только Бретань сохраняла независимость.
В этот период начинают постепенно восстанавливаться сельское хозяйство, ремесленные центры, торговля, возрождаются старые и крепнут новые очаги культуры. Возобновляются приостановленные в тяжёлые военные годы строительные работы и начинается возведение новых зданий. При этом, картина архитектурной жизни, по сравнению с предыдущими столетиями, значительно изменилась: существенно сократилось церковное, в то время как начало расцветать светское строительство. Французская культовая архитектура в то время переживала непродолжительную вспышку уходившей в прошлое пламенеющей готики и оставалась в рамках традиционного средневекового зодчества.

#### Светская архитектура
Период середины и второй половины XV века во Франции являлся переходным этапом от средневековой архитектуры к архитектуре Возрождения. Достижения итальянского Возрождения проникли в искусство Франции позже, чем в других странах. В то время, когда при дворах венгерского короля Матьяша I Корвина и русского государя Ивана III итальянские мастера уже начали строительство храмов и дворцов, Франция только разбиралась с последствиями Столетней войны. Тем не менее, духовный и экономический подъём послевоенного времени стал мощным импульсом развития строительного искусства. По этой причине историю французского Возрождения в архитектуре принято вести с первых послевоенных десятилетий.

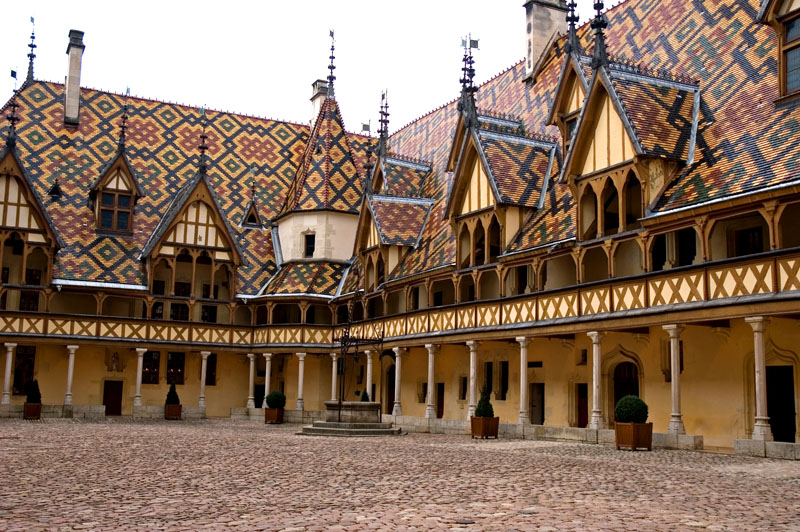
Отель-Дьё (1443—1448)

Проводником новых веяний в архитектуре стала городская буржуазия, стремившаяся закрепить свои успехи и утвердить значение городов в жизни страны. Одним из наиболее характерных свидетельств богатства города становится ратуша. Вплоть до середины XV века собрания цеховых и городских советов проходили в соборах, а казна и архив хранились либо в сторожевых башнях, либо в частных домах, выкупленных у кого-то из жителей. Исключением являлись северо-восточные и северные области, где крупные торговые города давно строили ратуши. С середины столетия ратуши стали возводить во всех городах Франции, при этом городская буржуазия не скупилась выделять большие средства на строительные работы. Ратуши Арраса, Сен-Кантена, Компьена и других городов имели свой неповторимый облик, выступая городскими доминантами.
По старинной традиции на общественные деньги или пожертвования в городах нередко возводили дома призрения и больницы. Самый известный госпиталь XV века, возведённый на средства бургундского канцлера Никола Роллена, — Отель-Дьё, — сохранился в городе Боне. Фасады двора комплекса были оформлены колоннадой, несущей крытую галерею.
В XV веке главную роль в зодчестве стало играть строительство частных городских домов богатых горожан — строений, напоминавших каменные замки со сложным планом и изысканным внешним и внутренним убранством. Подобные здания принадлежали наиболее богатым купцам и финансистам, приближенным ко двору, принимавшим участие в управлении государством и желавшим ни в чём не уступать феодальной знати. Также важное место по прежнему занимал фахверковый дом — жилище самых разных социальных страт, архитектура которого всё ещё подчинялась средневековым традициям в планировке, конструкции и способах декора.

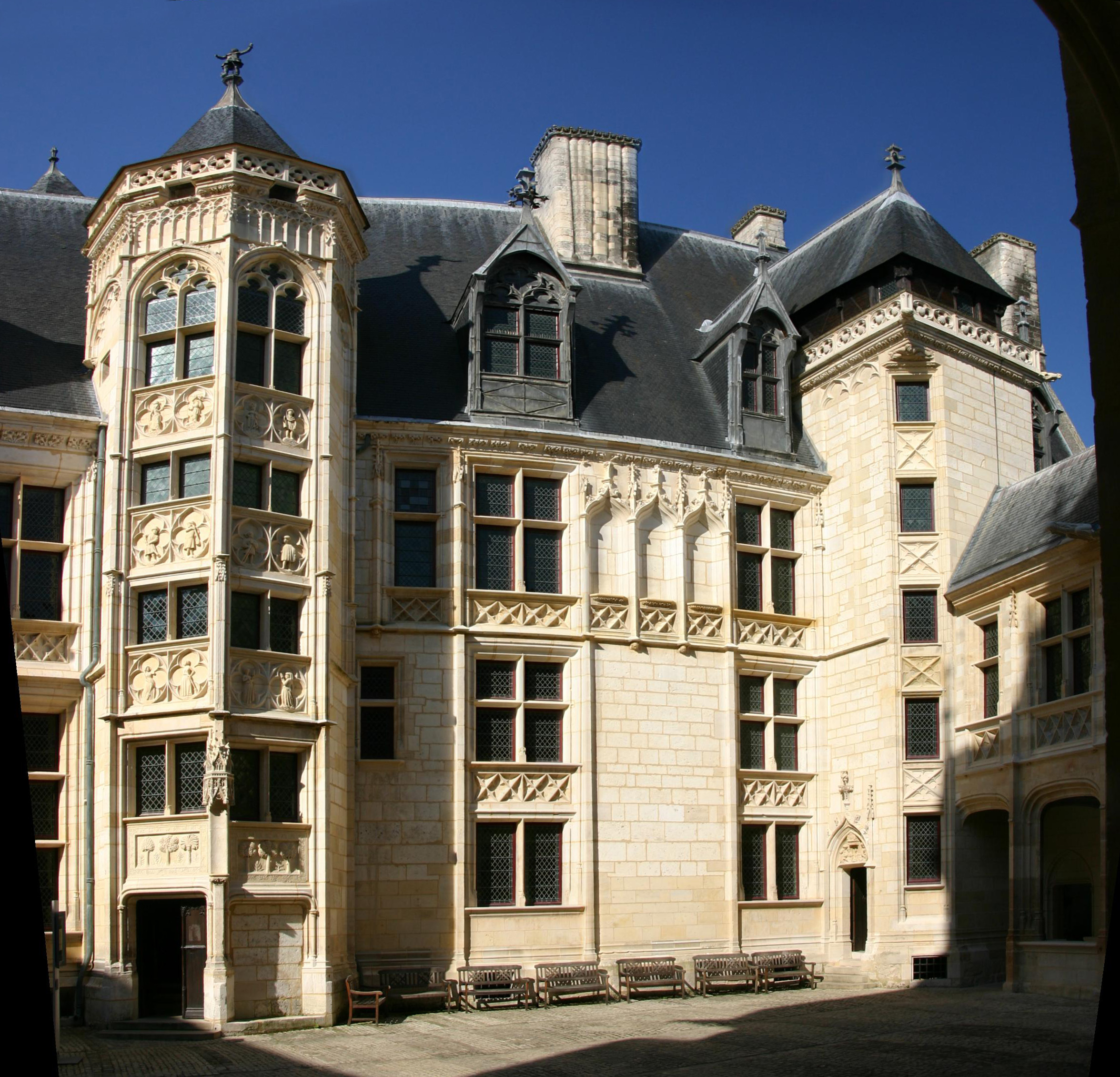
Особняк Жака Кёра середины XV века

Характерным памятником переходного периода от готики к Возрождению стал выстроенный в середине XV века в Бурже городской дом Жака Кёра — управляющего государственными финансами при Карле VII. Архитектурный декор особняка был в большой степени высечен из камня — основного строительного материала здания, искусно применённого в оформлении наружных фасадов и отчасти в интерьере. Автор проекта здания не стремился к внешней упорядоченности и равномерности ритма фасадов, свойственных современной ему ренессансной архитектуре Италии, однако в плоскости практического удобства в доме явно прослеживались трезвый расчёт и тщательная деталировка. Помещения — большие парадные залы и маленькие комнаты, для частных деловых встреч, — располагались обособленно друг от друга и соединялись различными переходами и лестницами. В домашней капелле были оборудованы отдельные молельни. Внутренний двор огибала открытая галерея. Всё это было непривычным новшеством для частного дома того времени, в той же степени, что и беспримерная роскошь отделки: витражи, фрески, скульптура украшали помещения, характерный для пламенеющей готики резной каменный декор покрывал стены, окна и лестничные башни во дворе. Дом Жака Кёра стал ярким примером изменения частной жилой архитектуры буржуазного сословия в русле улучшения комфорта и демонстрации высокого социального статуса владельца.
О придворной архитектуре середины века сложно судить, так как перестроенные королевские дворцы Лувр и Сен-Поль Карла V не сохранились. Главным застройщиком во французской архитектуре в период после окончания Столетней войны являлся король Людовик XI. В целом равнодушный к искусствам, он был вынужден заниматься новым строительством. Людовик XI был коронован в 1461 году и через некоторое время организовал перестройку Амбуаза, но вскоре подарил замок наследнику. Небольшой королевский замок из кирпича с белокаменной отделкой был построен в Плесси-ле-Тур и в то же время под руководством казначея Жана Бурре рядом с Туром был возведён новый замок Ланже, суровый крепостной стиль которого уже тогда казался анахронизмом. Плесси-ле-Тур (1463—1472), в настоящее время в большей части руинированный, представлял собой новый тип замка — загородного дворца с относительно простыми архитектурными формами: высокими крышами, люкарнами, каменными крестовинами окон, аркадными галереями, характерными для городских и загородных дворцов того времени. В качестве предположительных строителей Плесси-ле-Тур называли трёх «королевских мастеров»: Жана Дюшемена, Жана Тибо и Жана Реньяра.

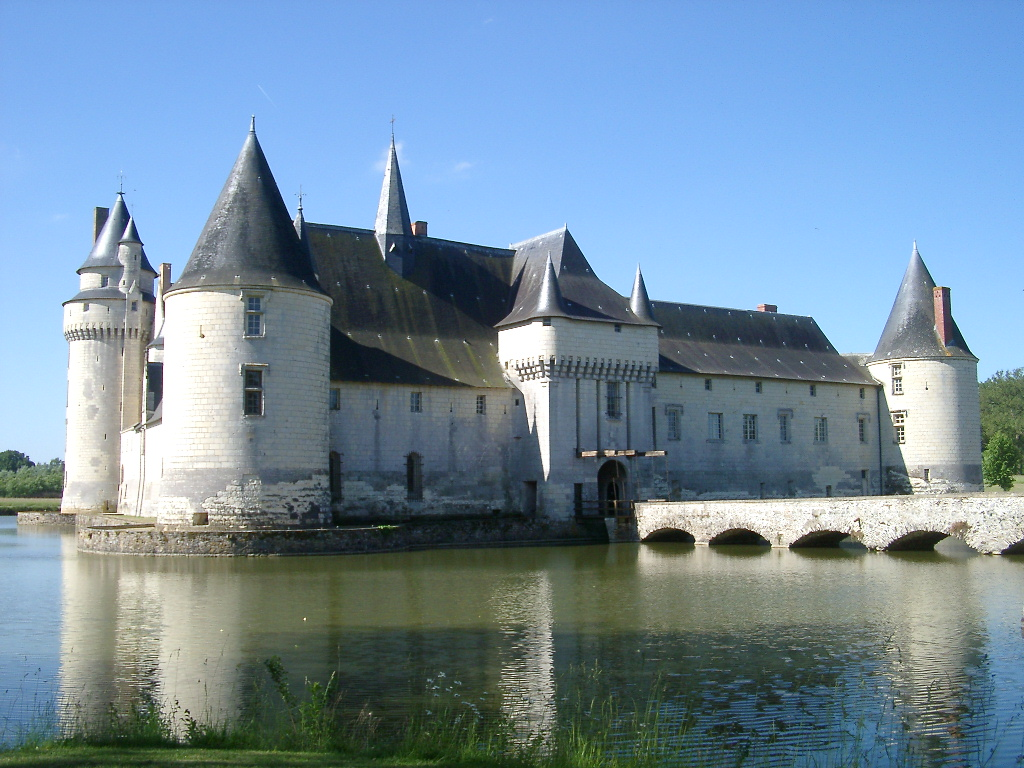
Замок Плесси-Бурре (1468—1473)

Главным детищем Жана Бурре стал Анжуйский замок Плесси-Бурре, построенный в долине между притоками Луары в короткие сроки (1468—1473). В постройке были воплощены принципиально новая композиционная схема укреплённого замка переходного типа и новая организация пространства: оборонные задачи отходили на второй план, фортификационные сооружения лишились функционального значения и стали элементом внешнего декора. Схема Плесси-Бурре получила распространение и применялась, по меньшей мере, два раза: для маршала де Жье в замке Верже и для Флоримона Роберте в замке Бюри. Наступившая мирная эпоха предопределила развитие замковой архитектуры на столетие вперёд. Замок стал символическим манифестом новой секулярной культуры, воплощением французского Ренессанса, как когда-то собор — воплощением средневековой готики. Перемены в архитектуре Плесси-Бурре зафиксировали начальный этап преобразования замка-крепости в замок-дворец.
В 1460-е годы многие аристократы желали придать современный вид своим замкам и особнякам. Жан де Дюнуа перестроил западное крыло замка Шатодён. Франциск II, последний герцог Бретонский, — фамильный замок в Нанте. Для Карла Орлеанского был возведён новый корпус замка в Блуа, от которого сохранилась только двухэтажная галерея. Хорошо сохранился Отель де Клюни в Париже, построенный в конце XV века для клюнийского аббатства, сочетавший в архитектуре позднеготические формы и спокойное ясное соотношение декора и общей композиции.

### Конец XV — 1-я пол. XVI века. Раннее Возрождение
На рубеже XV и XVI веков французские короли совершили несколько военных походов в Италию, окончившихся безуспешно, но познакомивших французскую аристократию с передовой для того времени итальянской культурой, интерпретация которой позже стала одним из важных факторов развития французского Ренессанса. В тот же период шёл процесс восстановления французских городов после крайне истощившей страну Столетней войны. Новая застройка, тем не менее, была, как правило, беспорядочной, за исключением нескольких вновь возведённых городов-крепостей (Валлери 1501 года; Йер-Бруаж второй пол. XV века). Париж с середины XV века быстро рос, но медленно менял средневековый характер, сохраняя беспорядочную планировку с узкими улочками. Тем не менее, рубеж XV—XVI века стал важной вехой как в истории французского общества и государства, так и во французской архитектуре.

#### 1483—1498. Период правления Карла VIII
Очевидные сдвиги в зодчестве Франции наметились с воцарением Карла VIII, предпочитавшим роскошь и удовольствия, в отличие от его предшественников. Король впервые привёз итальянских мастеров архитектуры, скульптуры и ремёсел из итальянского похода 1494—1495 годов, в том числе архитектора Фра Джокондо, скульптора Гвидо Маццони, садовника Пачелло да Меркольяно, краснодеревщика Бернардино да Бреша. Все они оказались привлечены к перестройке Амбуаза, хотя существенно на ход работ не повлияли. Гораздо более важным стало наличие среди военных трофеев короля предметов роскоши — мебели, скульптуры и ювелирных изделий, — повлиявших на вкусы французского общества и эстетику местных мастеров-ремесленников.

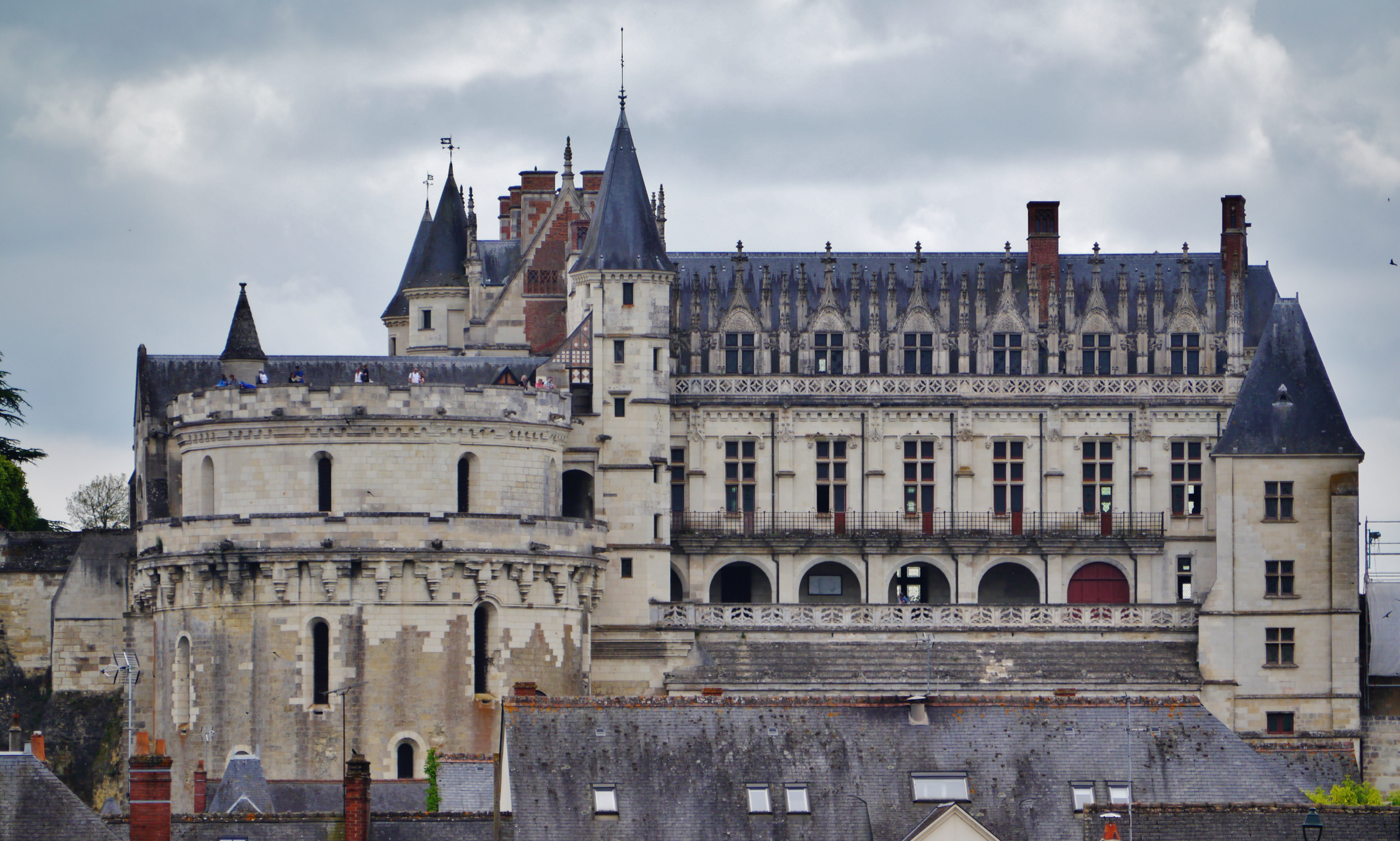
Амбуазский замок (1492—1498)

Ознакомление с культурой Италии открыло французам новые образцы аристократического жилища-дворца. Ведущую роль в процессе создания нового типа дворцовой архитектуры сыграл королевский двор. Во второй половине XVI века был построен ряд королевских резиденций: Гайон, Блуа, Шамбон, Виллер-Котре, Мадридский замок, Фонтенбло, Сен-Жермен, Лувр, Тюильри и другие. Многочисленную группу сооружений составляли городские и загородные дворцы аристократии и крупной буржуазии, так называемые отели и шато (замки). С утратой военной функции феодальные замки уже со второй половины XV века приобретали светские черты. Несмотря на то, что донжон, круглые башни, машикули, рвы и дозорные галереи продолжили бытование в первой половине XVI века, пробивка окон, декор стен и другие элементы совершенно изменили прежний суровый облик этих сооружений.
Архитектура Амбуазского замка (1492—1498) знаменовала собой конец безраздельного господства готики, хотя в ней было ещё немного признаков Возрождения. Реконструкция для Карла VIII замка-дворца имела ярко выраженный праздничный облик и изначально задумывалась королём с целью поразить воображение европейских монархов. Влияние итальянского Ренессанса проявилось главным образом в декоративной обработке интерьеров, а также в экстерьере более позднего бокового корпуса. Отличительной чертой нового облика замка стала нарочитая пышность внешнего декора, сочетавшаяся с полным отсутствием заботы об обороне. Это был первый столь очевидный случай преимущественного внимания к украшению экстерьера. До Карла VIII роскошной отделкой отличались только церковные сооружения, но с лёгкой руки короля, французская знать начала пышно декорировать свои резиденции. «Каменные кружева» разместили на пространства стен, элементы кровель и лестничных башен дворовых фасадов замков Мейян, Шомон и Жослен.

#### 1498—1530. Первый французский Ренессанс или Стиль Франциска I

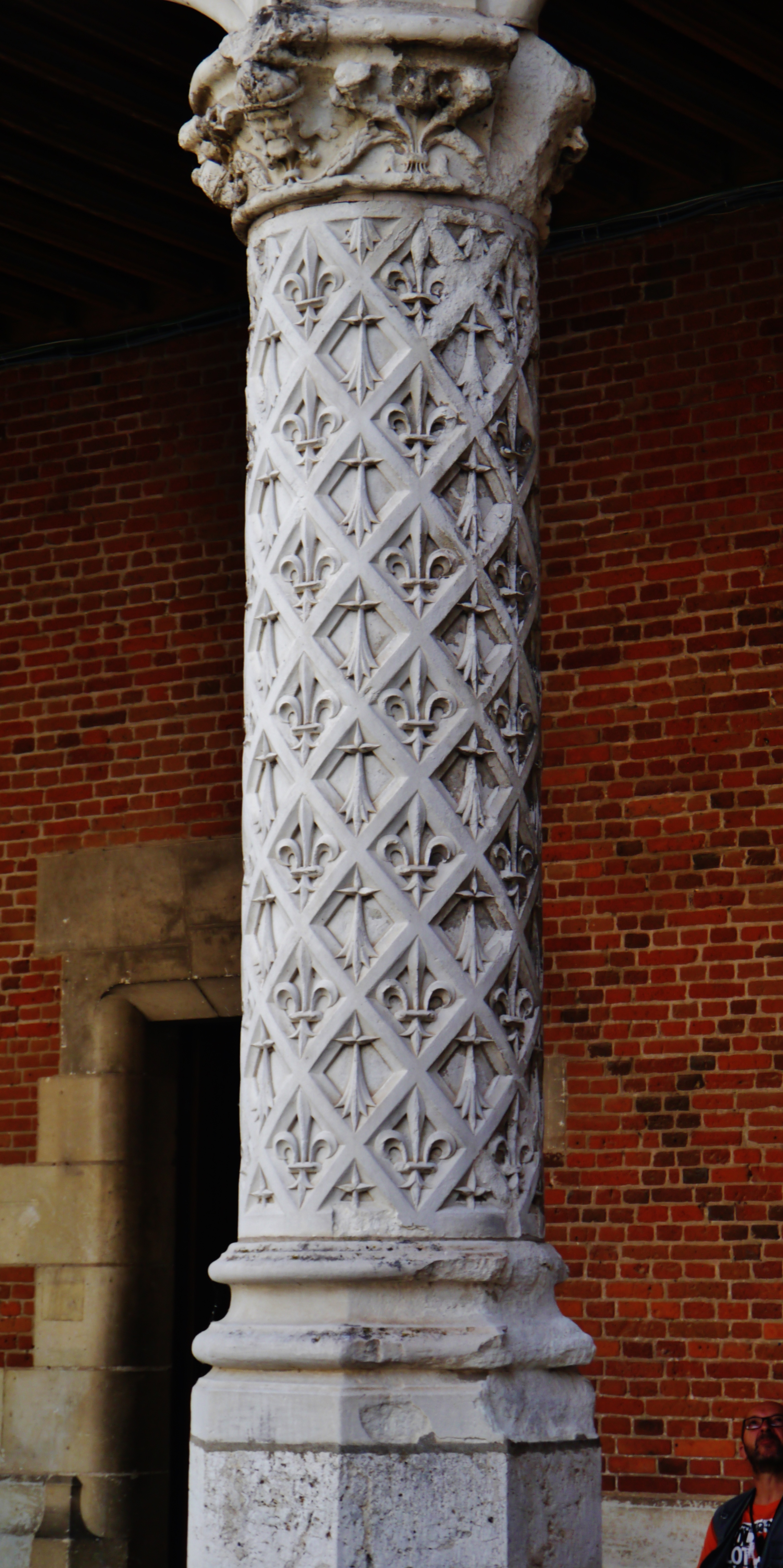
Колонна галереи замка Блуа

Период первой четверти XVI века называют Первым французским Ренессансом или стилем Франциска I (фр. François Ier style). Это было время необычайной активизации строительства в долине Луары, где по-прежнему располагался королевский двор. В период правления Людовика XII (1498—1515) королевская власть ещё не достигла абсолютизма, а королевский двор не был центром французской культуры. По этой причине проводником новых веяний в искусстве стали не феодалы, сопровождавшие короля в неаполитанском походе, а крупная городская буржуазия, поддерживавшая связи с итальянскими городами, и просвещённые церковные иерархи, зависевшие от двора Папы Римского в Ватикане. Особо выделялась в числе последних семья д’Амбуазов, крупных меценатов второй половины XV — начала XVI века. Под их покровительством в конце XV века был пышно декорирован собор в Альби, западную стену которого украсили величественной фреской «Страшный суд».
Дворец Людовика XII в Блуа, строительство которого началось в 1498 году, был интересен характерным для того времени сочетанием готической композиции и деталями, навеянными зодчеством итальянского Возрождения: декоративной обработкой колонн галереи, с орнаментами явно не готического происхождения. В скульптурный узор были вплетены изображения дельфинов, рогов изобилия и детей с цветами, а на внешнем фасаде, над воротами, установлена золочёная конная статуя Людовика XII — ранее неизвестный во Франции тип монумента. Готика же выражалась в общем строе здания, асимметрии плана и в огромной высоте крыш. Предположительно, авторами дворца выступали мастера-каменщиками Симон Гишар и Жан Сурдо.

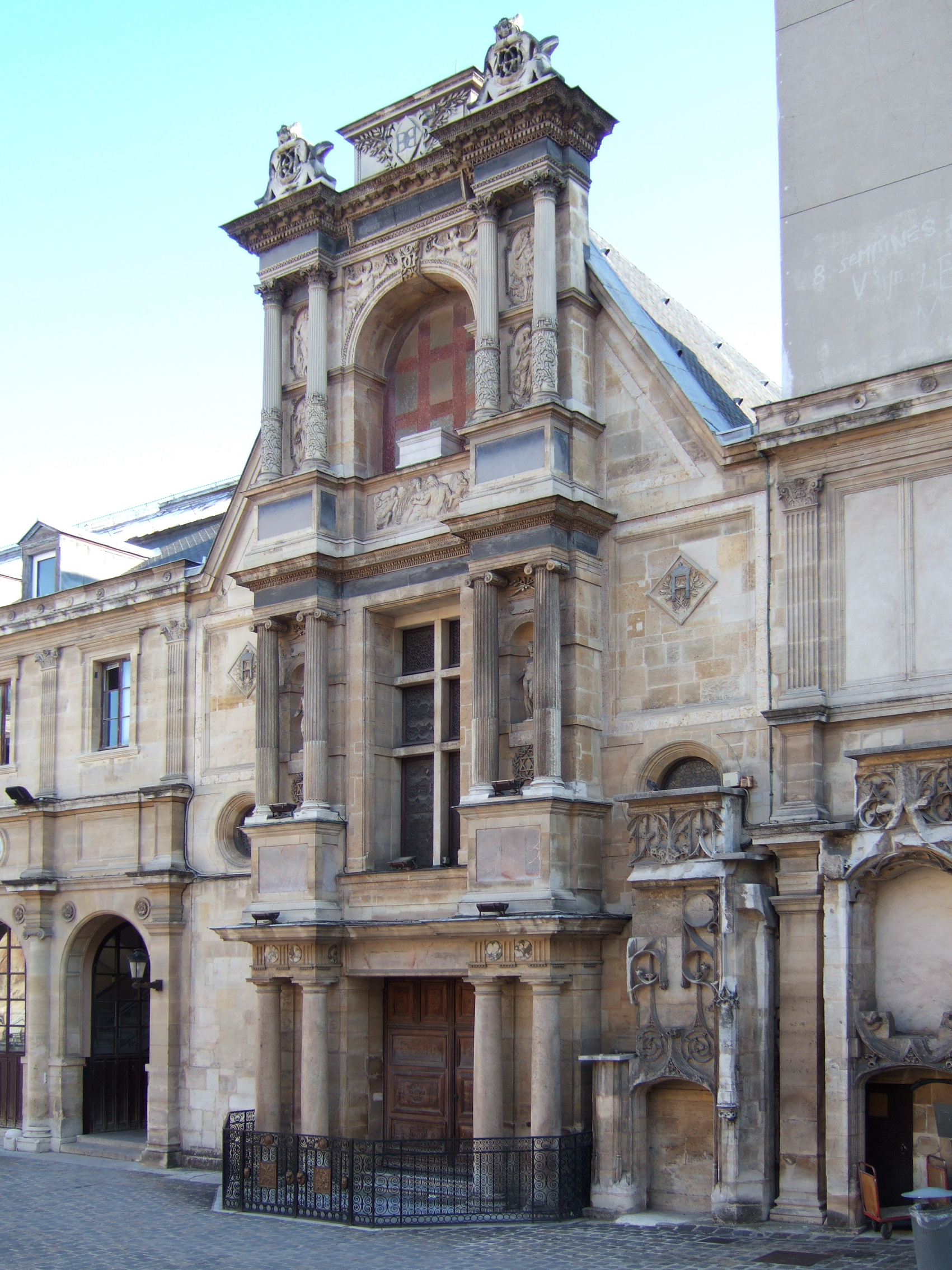
Портал замка Гайон, установленный в парижской Школе изящных искусств

Одним из самых ярких представителей династии д’Амбуазов был кардинал Жорж д’Амбуаз — папский легат во Франции, вице-король Ломбардии, претендент на папский престол в 1503 году. Символом новшеств во французской архитектуре стал принадлежавший ему замок Гайон в Нормандии. Строившееся примерно десять лет (1501—1510) здание вначале возводили французские зодчие (Гийом Сено, Жан Фуке, Колен Биар, Пьер Делорм) в традиционных готических формах. С 1508 года строительство возглавили итальянские мастера, во главе которых стояли скульпторы-декораторы Жером Пашеро (Пакьяротти) и Бертран де Мейналь, творившие в привычных для них формах итальянского Возрождения. Планировка сада была поручена итальянскому мастеру ещё в первый период строительства. Мотивы и формы итальянского Возрождения нашли место в галерее первого этажа по северо-западной стороне парадного двора, в архитектуре крыла, выстроенного позднее по юго-восточной стороне, а также в главных воротах. Ведущую роль в декоре играли свободно трактованные ордерные формы, а также медальоны. В орнаментах местная флора уступила место листьям аканта и прочим классическим стилизованным растительным мотивам. В архитектуре замка был сделан первых решительный шаг от готики к Возрождению. Гайон не сохранился до настоящего времени, разобранный на части скульптурный декор замка был передан различным музеям Франции, в частности монументальный портал, установленный на фасаде капеллы Школы изящных искусств в Париже.
Примером попытки соединить готические и ренессансные формы стал фасад здания Финансового бюро в Руане (1510), построенного Роланом Леру. В декоре здания были использованы и чисто готические мотивы (статуи с балдахинами) и подобие ренессансного ордера с горизонтальным междуэтажным панно и круглыми медальонами.
В 1515 году на престол взошёл Франциск I, с деятельностью которого была связана следующая страница во французской архитектуре. Политика короля в сфере искусств являлась логическим продолжением общей государственной: для реализации планов преобразования страны ему была необходима придворная жизнь. При королевском дворе был создан светский гуманистический центр, а сам правитель провозгласил себя покровителем наук и искусств, с целью утверждения престижа собственной власти. Франциск I пригласил во Францию итальянских учёных-гуманистов, художников и архитекторов. Первый символический жест новой политики монарх сделал в 1516 году, пригласив ко французскому двору знаменитого Леонардо да Винчи.

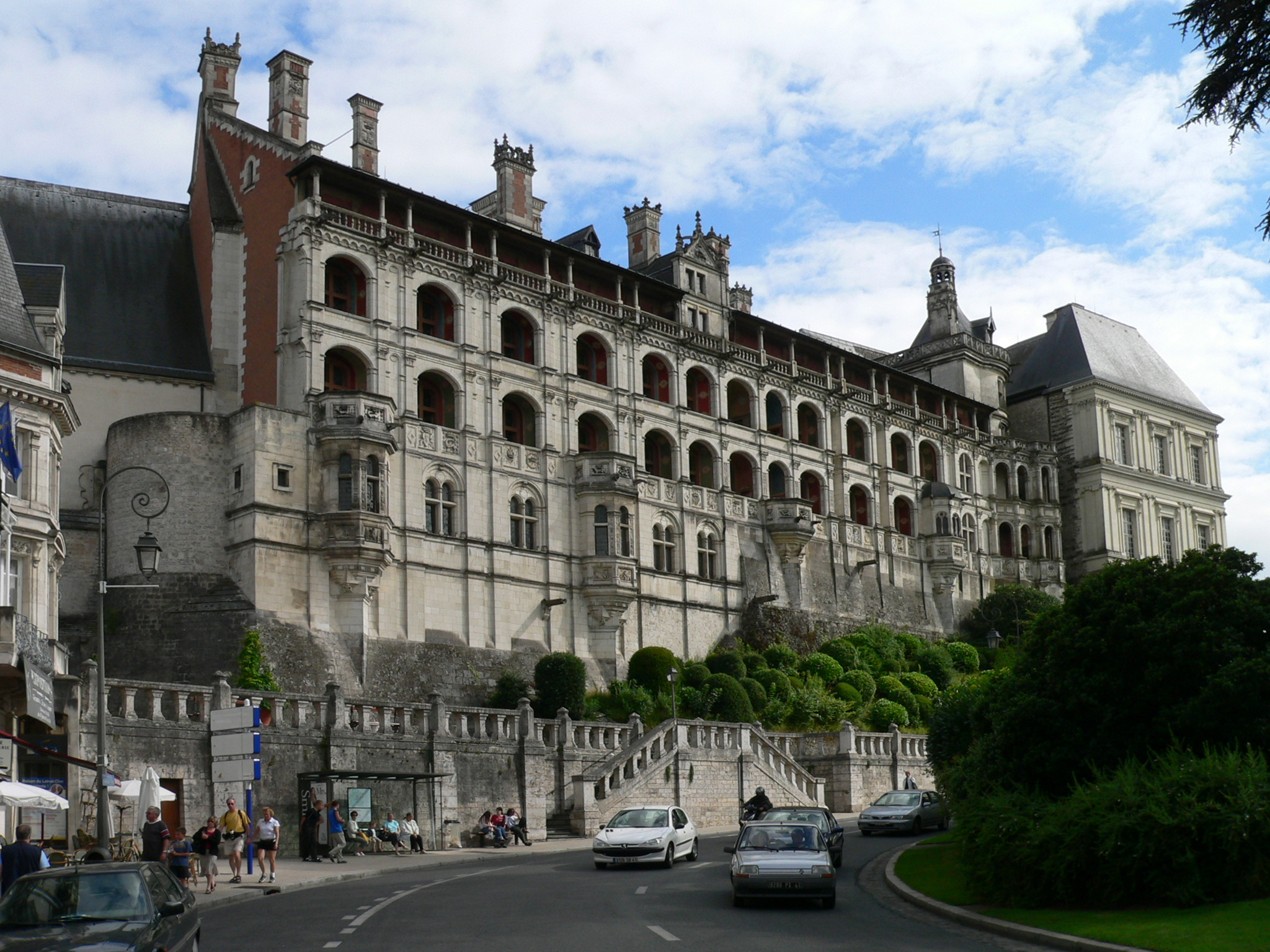
Ренессансное крыло замка Блуа (1515—1524)

Отдали дань итальянскому Возрождению архитекторы северного крыла замка Франциска I в Блуа (1515—1524). Из строителей документально известно лишь имя Жака Сурдо, но предполагается, что в работах над декором принимал участие Доменико да Кортон. Убеждённый сторонник итальянского стиля, Франциск I уже не ограничивался цитатами и некоторыми заимствованиями, а одобрил прямое копирование итальянских образцов при строительстве. Симметрия первоначального плана, мощный карниз, общая система фасада и декоративная обработка свидетельствовали о разрыве с готической традицией. Скульптурная обработка деталей впервые во Франции достигла высокого художественного уровня, при этом обломы, ранее отличавшиеся хрупкостью и перегруженные резьбой, изменились в сторону большей пластичности и классицистической простоты. Важным новшеством стала система членения фасада поставленными друг на друга пилястрами и двойными поясами междуэтажных тяг, которая позже служила переходом к классическому приёму членения фасадов поставленным друг на друга ордером. Прообразом для наружного фасада, очевидно, по указанию самого Франциска I, послужили ватиканские дворцы Сан-Дамазо и Бельведер. Оттуда была позаимствована и перетолкованная на французско-готический лад схема с чередованием открытых арок и ниш в сетке, созданной на фасаде с помощью ордера. Применённый в Блуа мотив «ордерной аркады» был позже использован в нескольких замках того времени: в разрушенном ныне Бюри, в Шамборе и в Ларошфуко.

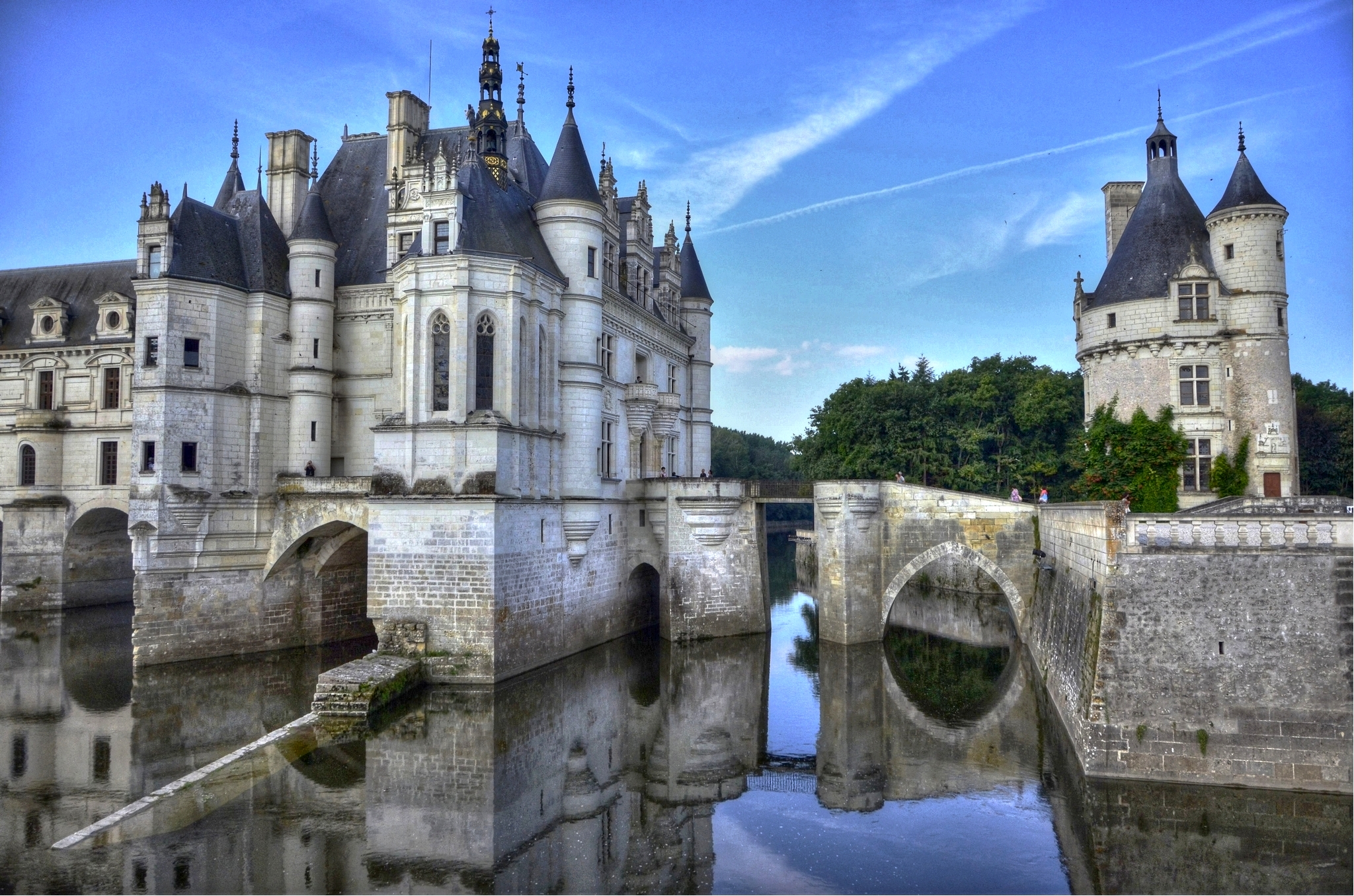
Замок Шенонсо (слева) и старый донжон (справа)

В авангарде движения снова, как и в середине XV столетия, оказались самые состоятельные представители буржуазии из ближнего окружения короля. Замки Тома Бойе в Шенонсо и Жиля Бертло в Азе-лё-Ридо стали классическими образцами Первого Ренессанса района Луары. Их архитектуру объединяли такие черты, как регулярная планировка, стремление к симметрии и увлечённость итальянским декором, вписанным в плоскую сетку вертикальных и горизонтальных членений, без затрагивания плоскостей стен.
Крупный финансист Тома Бойе около 1514 года начал возведение нового жилища в Шенонсо. Старый замок был разрушен до основания, сохранён лишь донжон как символ престижа. Здание представляло собой один квадратный в плане корпус, что стало новым словом в архитектуре того времени. В композицию фасадов, вслед за Блуа, были введены чёткий ритм вертикальных членений по травеям, прерываемых тонкими горизонтальными междуэтажными тягами и сплошным фризом. Модными орнаментами итальянского стиля были украшены стены и замка и старого донжона. Ещё более смелыми были пространственные решения в интерьерах: впервые, вопреки традиции, была выстроена не винтовая, а прямая двухпролётная лестница; кабинет украшал кессонированный потолок.

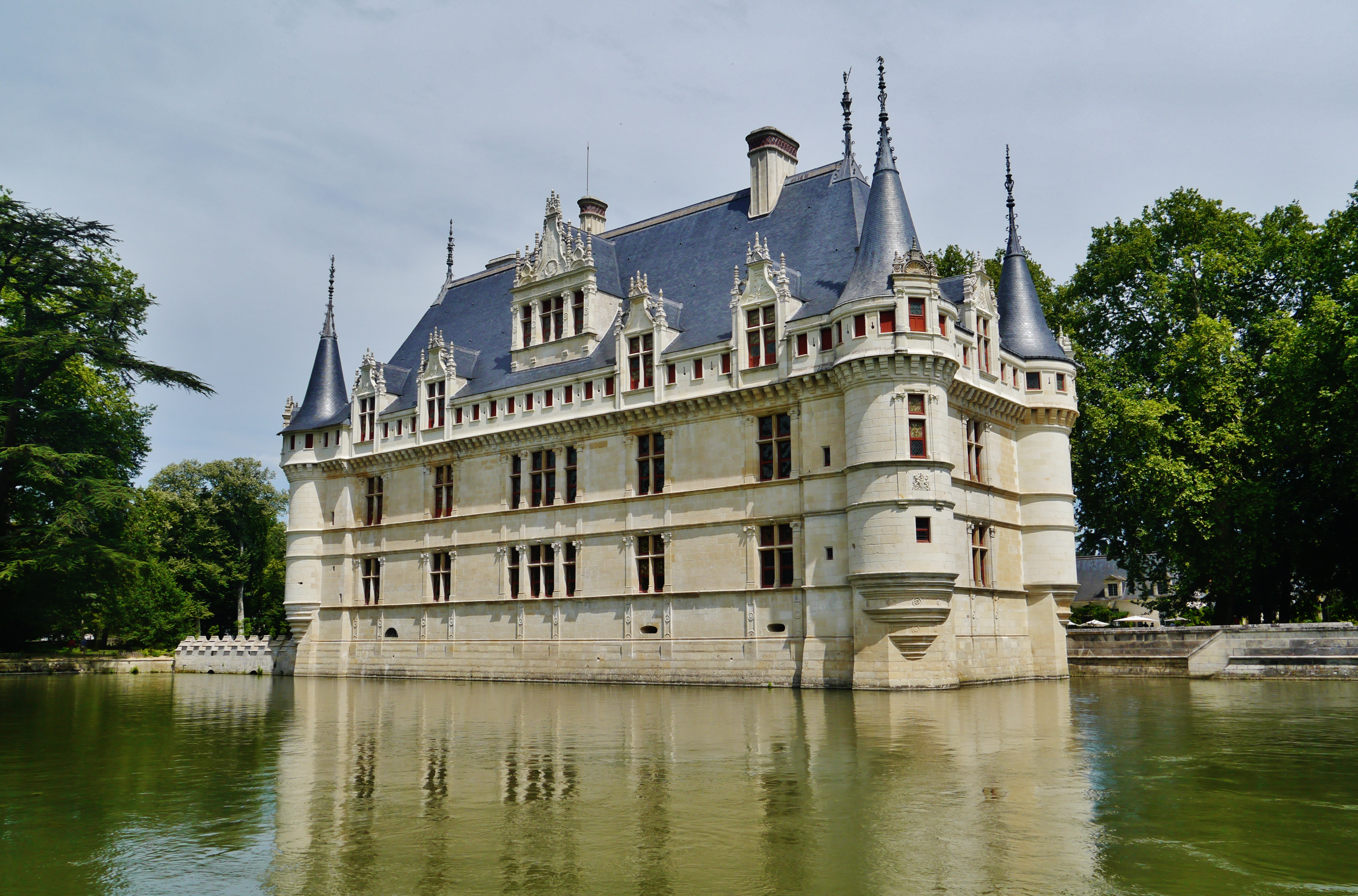
Замок Азе-лё-Ридо (1518—1527)

В 1518—1527 годах королевский казначей Жиль Бертло построил замок Азе-лё-Ридо. Архитектурное решение комплекса шло по уже проторённой тропе, сочетая традиции и нововведения: из запланированных традиционных четырёх корпусов были возведены два (главный южный и западный), как атрибуты величия была сохранена башня старого замка, машикули, дозорный путь и караульные башенки. Классицистический орнамент был в свободной форме применён в оформлении люкарн и центрального дворового входа. Лестница в замке была выстроена прямой итальянской формы, с плоскими кессонированными сводами. Постройка отличалась необычайно пышным скульптурным декором с использованием инициалов и геральдических знаков Франциска I и королевы Клод, раковин, медальонов в углах арок и на пилястрах, антикизирующих гротесков и канделябров. Новизной архитектурного решения замка стала строгая симметричность дворового и боковых фасадов. Строителям Азе-ле-Ридо удалось создать один из наиболее законченных и гармоничных памятников раннего французского Ренессанса, с равновесным сочетанием средневековой традиции и итальянской классической архитектуры.

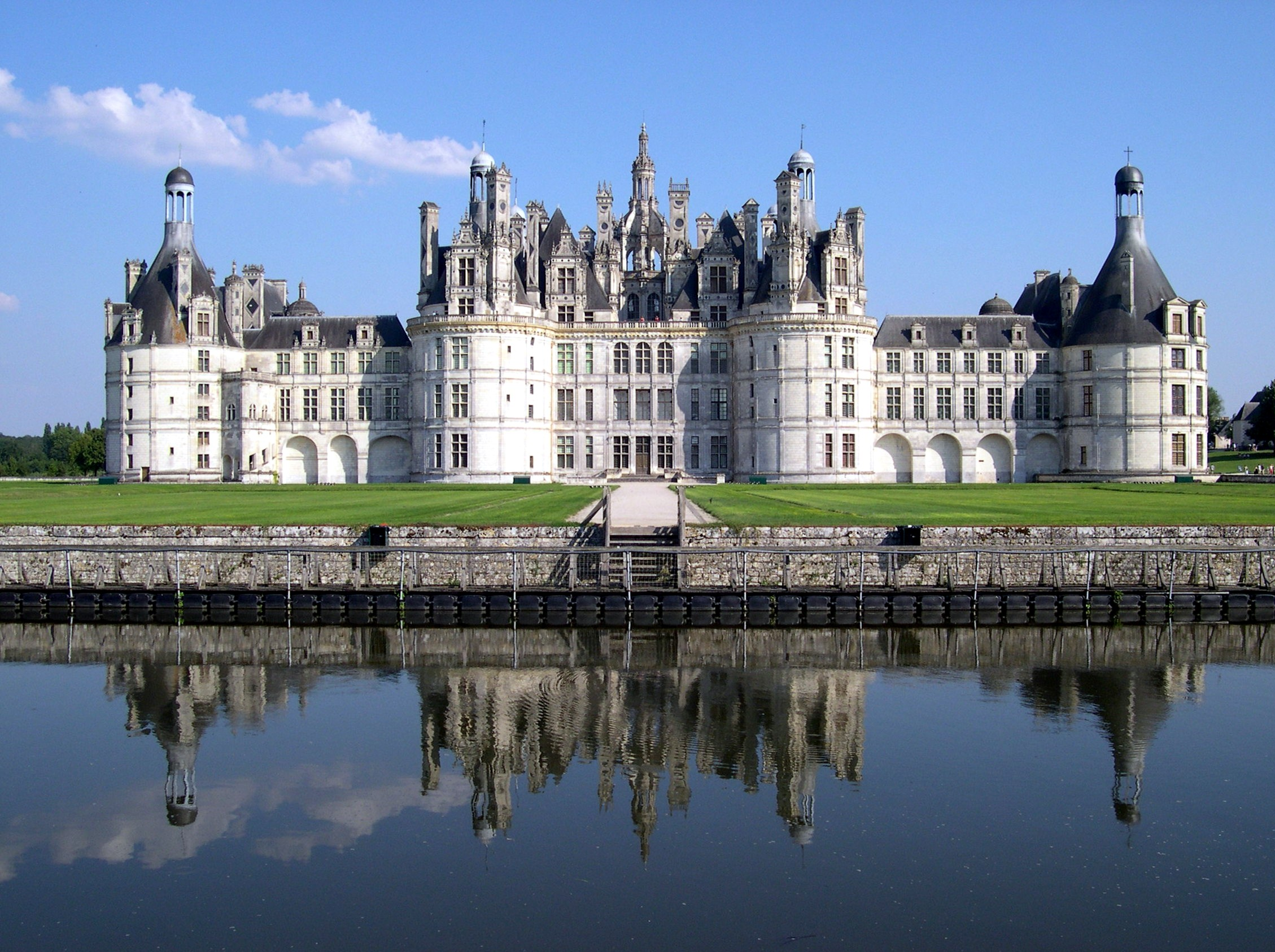
Замок Шамбор (1526—1559)

Заключительным звеном короткого раннего французского Возрождения стал замок Шамбор (1526—1559) — самый грандиозный архитектурный ансамбль в долине Луары, воплощённый символ власти монарха. Основные строительные работы были выполнены, по видимому, между 1526 и 1533 годами; восточный корпус Франциска I и соединяющая часть — в 1539—1544 годах; сооружение симметричных частей на западной стороне — в 1547—1559 годах. Несмотря на то что готические мотивы использовались в венчании угловых башен и в завершении донжона, Шамбор был не готическим замком, а классическим ренессансным дворцом. Проявилось это в отказе от традиционного венчания зубцами и машикулями башен дозорной галереи, открытии фасадов наружу большим количеством окон и их членением на ясные горизонтальные ленты этажей, а также применении многоярусной ордерной композиции. Важными новшествами стали упрощение декора, укрупнение орнаментальных мотивов и выделение архитектурных частей: люкарн, труб и так далее, а также введение ряда новых архитектурных и декоративных элементов: бельведеров, полихромных филёнок с геометрическим орнаментом и других. Влияние архитектурного решения Шамбора сказалось на двух крупных памятниках последующего периода: Фонтенбло и Экуане.

#### 1530—1547. Период Иль-де-Франс. Распространение маньеризма

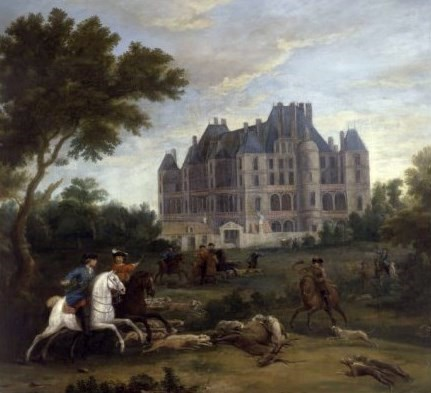
«Мадридский замок» (1722), худ. Жан-Виктор Бертен

Примерно с 1530 года начался новый период в архитектуре Франции. Франциск I пригласил из Италии несколько известных художников и архитекторов: Россо Фьорентино, Франческо Приматиччо, Себастьяно Серлио, Джакомо да Виньолу и Бенвенуто Челлини. Последователи Микеланджело и Рафаэля, они изменили вектор развития французской архитектуры в сторону итальянского маньеризма. Сложившийся стиль, доминировавший в архитектуре с 1530 по 1590 год, иногда называют стилем Генриха II, хотя его развитие пришлось на период правления пяти французских монархов. Наиболее полно черты стиля были представлены в архитектуре дворца Фонтенбло. После возвращения из мадридского плена 1524—1526 годов Франциск I решил перенести свою резиденцию с берегов Луары в Париж и его окрестности, где начался новый этап усиленного дворцового строительства. Королевский двор вслед за монархом покинул берега Луары и вся придворная жизнь переместилась в Иль-де-Франс. Перенос столицы был отмечен и сменой состава придворных строителей: французских мастеров, строивших замки Луары, сменили парижане, а с ними пришли новые веяния итальянского Возрождения. Франциск I одновременно развернул строительство Мадридского замка и реконструкцию замка в Фонтенбло, позже — замков в Сен-Жермен-ан-Ле и Виллер-Котре. В Париже была возведена новая ратуша (1532), а ближе к концу 1530-х годов началась реконструкция королевских апартаментов в Лувре.
Одним из самых своеобразных образцов этого времени стал утраченный дворец Франциска I в Булонском лесу, известный как Мадридский замок. Создателем его пышного майоликового декора, как, вероятно, и проекта, стал Джироламо делла Роббиа, сын Андреа делла Роббиа, украсившего майоликами Воспитательный дом Брунеллеско во Флоренции. Руководил строительством француз Пьер Гадьё. Новым для Франции стал в первую очередь план замка в виде единого блока, без замкнутого внутреннего двора. Об итальянском влиянии говорили чёткое поэтажное членение сквозными горизонтальными карнизами, широкие открытые лестницы и по-новому решённые аркадные галереи. Аркады Мадридского замка представляли собой что-то среднее между восходящими к Древнему Риму формами Блуа и аркадами Брунеллеско. В архитектуре замка проявилась проникшая в зодчество Франции струя флорентийского искусства, более сдержанная, чем привычные на тот момент неаполитанская или ломбардская архитектура. Подобно Шамбору, новая резиденция представляла собой большой парадный замок с регулярной планировкой, в котором два массивных квадратных павильона (впервые во французской архитектуре сменившие угловые башни) соединялись небольшим корпусом. После длительного периода экспериментов появился памятник, в котором гармонично и оригинально сочетались национальные традиции и итальянские новшества.

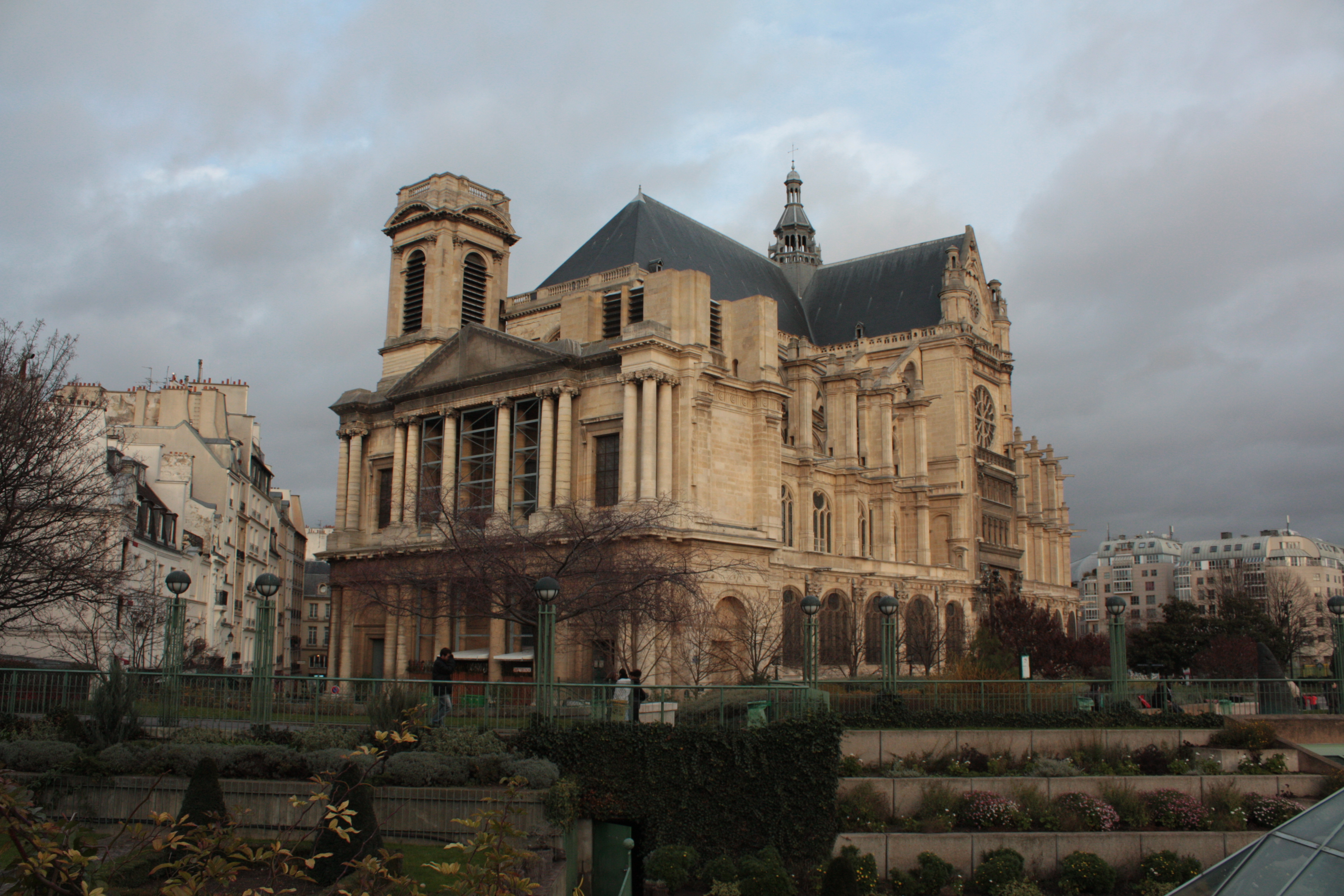
Церковь Сент-Эсташ

Важным проектом Франциска I стало возведение нового королевского храма в Париже — церкви Сент-Эсташ, — архитектурный облик которой должен был отвечать духу времени. Церковь была заложена в 1532 году. Зодчие решились на неожиданный шаг — выбрали для храма план, структуру и пропорции классической готики: пятинефная церковь почти копировала Собор Парижской Богоматери. На готический объём здания был помещён классицистический декор: на контрфорсы были наложены классические пилястры, в верхнем ярусе переходившие в полуколонны, увенчанные коринфскими капителями. Художественное решение церкви противоречило всякой логике, в связи с чем Виолле-ле-Люк в XIX веке назвал храм «готическим скелетом в римских лохмотьях». Ещё менее удачным оказался интерьер парижской церкви Сент-Этьен-дю-Мон, в котором соединились две принципиально различные художественные системы: готические арки опирались на мощные широко расставленные колонны центрального нефа. Среди других робких попыток привнести новые веяния в церковную архитектуру стала круглая капелла, пристроенная к готическому собору Святого Петра в Ванне (1537). Другой, более поздний вариант совмещения церковной готики и Возрождения представляли собой башни собора Сан-Мишель в Дижоне (нижний этаж был выстроен в стиле Франциска I в 1537 году).
В архитектуре общественных зданий так называемый стиль Франциска I использовался при сооружении большой Парижской ратуши (около 1533 года), разрушенной в 1871 году, и небольшой, но выразительной, ратуши Божанси (1526) — маленького городка на Луаре недалеко от Блуа.

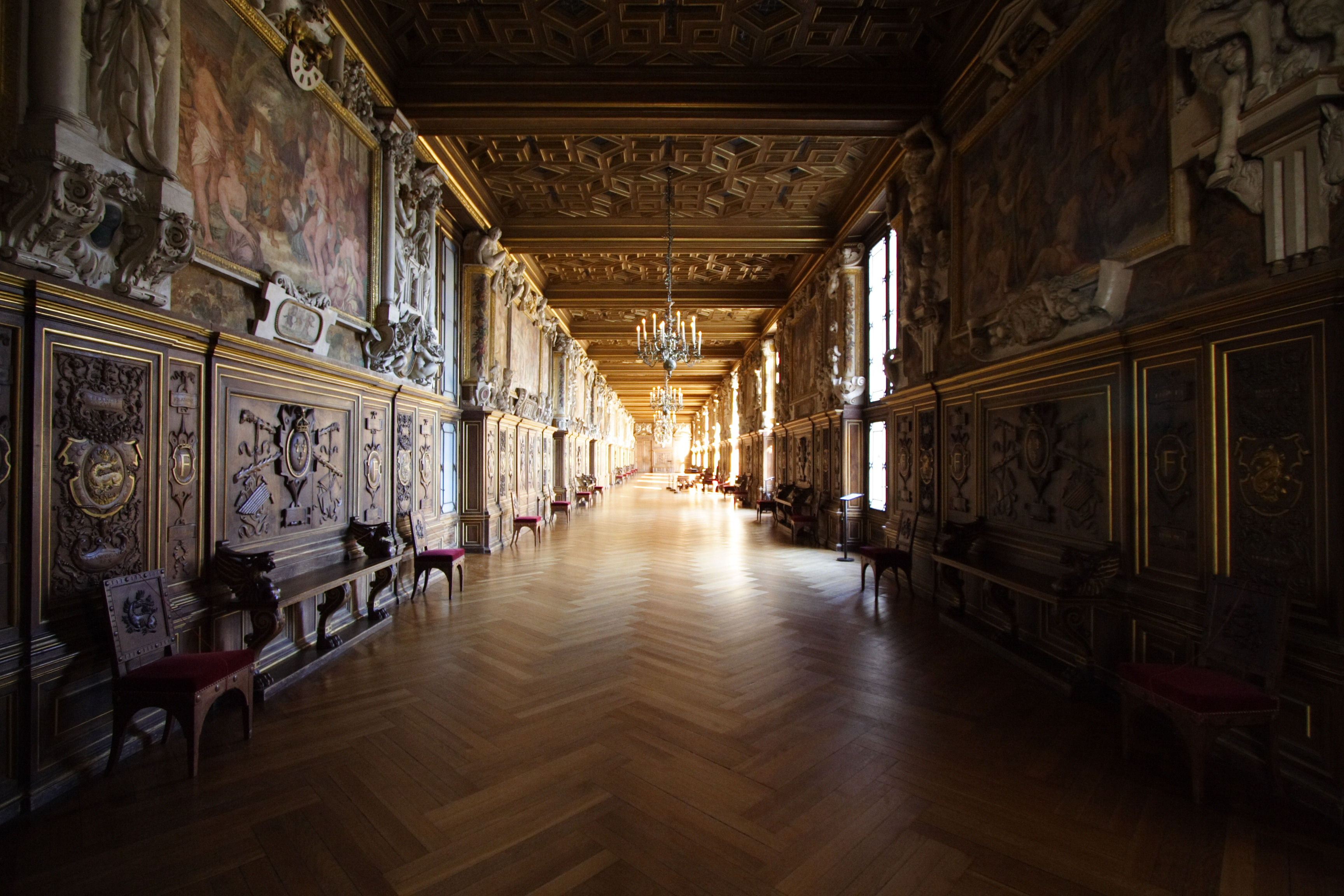
Галерея Франциска I. Дворец Фонтенбло

Некоторые новые мотивы и приёмы Возрождения были сразу заимствованы и переработаны строителями загородного дворца Фонтенбло. Подрядчик Жиль Лебретон, возводивший новые дворцовые здания вокруг Овального двора и некоторые другие корпуса, заимствовал из Шамбора равномерную расстановку пиляст; из Мадридского замка — треугольные фронтоны над окнами и большие полуциркулярные арки с круглыми медальонами в фасаде галереи Генриха II. Дворцовый ансамбль достраивался и расширялся вплоть до XIX века, но его экстерьер никогда не отличался особенными художественными достоинствами. В противоположность, интерьеры и внутреннее убранство занимали важное значение в истории французских дворцовых интерьеров XVI века. Среди них особенно выделялись Галерея Франциска I и Галерея Генриха II. Первую создали итальянцы Россо и Приматиччо; вторую — Приматиччо и Делорма. Используя в Галерее Франциска I приёмы итальянского декоративного искусства, Россо Фьорентино и Приматиччо, однако, создали своеобразный вариант стиля на французской почве: главную роль играли стукковые рельефы, стенная живопись, деревянные панели и богатые кессоны потолка. Широкое применение получили гротески, ставшие в Италии популярной декоративной формой под влиянием Рафаэля. Роль ватиканских лоджий в Фонтенбло сыграла 150-метровая Галерея Улисса, расписанная сценами из Одиссеи с введением гротесков. Знаменитая галерея была уничтожена в 1738 году. Искусство Рафаэля и его ученика Джулио Романо стало основным источником вдохновения для «школы Фонтенбло», возглавляемой Россо и Приматиччо. Акцент на украшение интерьера в Фонтенбло был следствием того, что во Франции не сложилась традиция декорирования внутреннего пространства (предметы внутреннего убранства путешествовали в дорожных сундуках вместе с королём и его свитой), однако Франциск I желал создать настоящую резиденцию и достойно украсить её интерьер.
Вслед за окончанием застройки Овального двора Фонтебло в 1532 году началось возведение небольшого королевского дворца в Вилле-Котре, в котором французская архитектура сделала ещё один шаг в сторону сближения с классическими формами. В тот же период в ряде провинциальных памятников появился прогресс в освоении ордерной архитектуры. Толчком к этому послужили выход во Франции в 1542 году первого перевода Витрувия и приезд в страну в 1541 году Себастьяно Серлио.

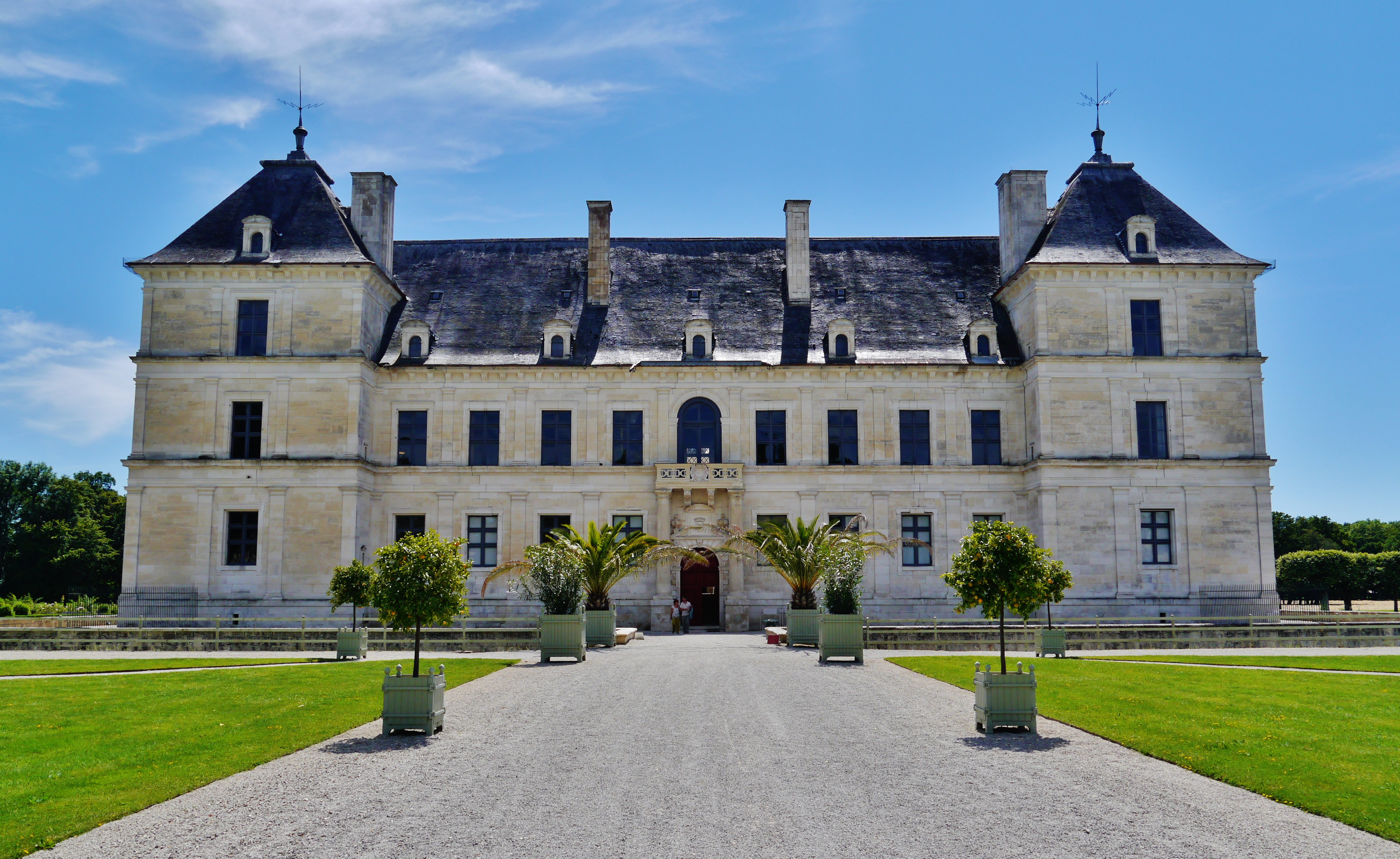
Шато Анси-ле-Фран

Серлио принадлежал к поколению Микеланджело и Рафаэля, работал в Болонье, Риме и Венеции. Основной сферой его деятельности стало не проектирование, а обучение и популяризация классицистических основ зодчества. В 1528 году он издал пособие по использованию греческих ордеров, в 1537 году свой главный трактат — четвёртую книгу «Общие правила пяти ордеров», в 1540 году — третью книгу трактата, посвящённую памятникам римской античности. Во Франции зодчий сразу получил титул «королевского архитектора» и стал осуществлять надзор за строительством в Фонтенбло, где также проектировал купальный павильон, лоджию и портал. В 1545 году вышел перевод трактата Серлио на французский язык, выполненный Жаном Мартеном. Труды архитектора сыграли большую роль в приобщении французских зодчих к античной архитектуре, вывели изучение принципов итальянского Возрождения на новый уровень. Филибер Делорм и Жан Гужон считали его своим учителем. Во многом это объяснялось тем, что Серлио, прожив много лет во Франции, с уважением и вниманием относился к местным традициям, считал, что французское жилище не может быть копией итальянского. Хотя практическая карьера Серлио во Франции сложилась не очень удачно, им были построены несколько важных памятников французского Возрождения, в том числе замок Анси-ле-Фран.
Себастьян Серлио, несмотря на покровительство короля, строил в основном для частных заказчиков. В Фонтенбло заказчиком архитектора стал феррарский кардинал Ипполито д’Эсте, для которого зодчий в короткий срок возвёл особняк, получивший название «Большой Феррарец» (1544—1546) и ставший прототипом для всех последующих парижских аристократических особняков периода французского Возрождения. В 1544 году крупный меценат, граф Клермон-Тоннер заказал Серлио новый дворец. Так появился Анси-ле-Фран — жемчужина французского Возрождения, первый французский дворец, возведённый от начала и до конца в концепции автора. Остальные проекты зодчего, в том числе для Лувра, остались на бумаге, но составили классику архитектурного наследия французского Возрождения.

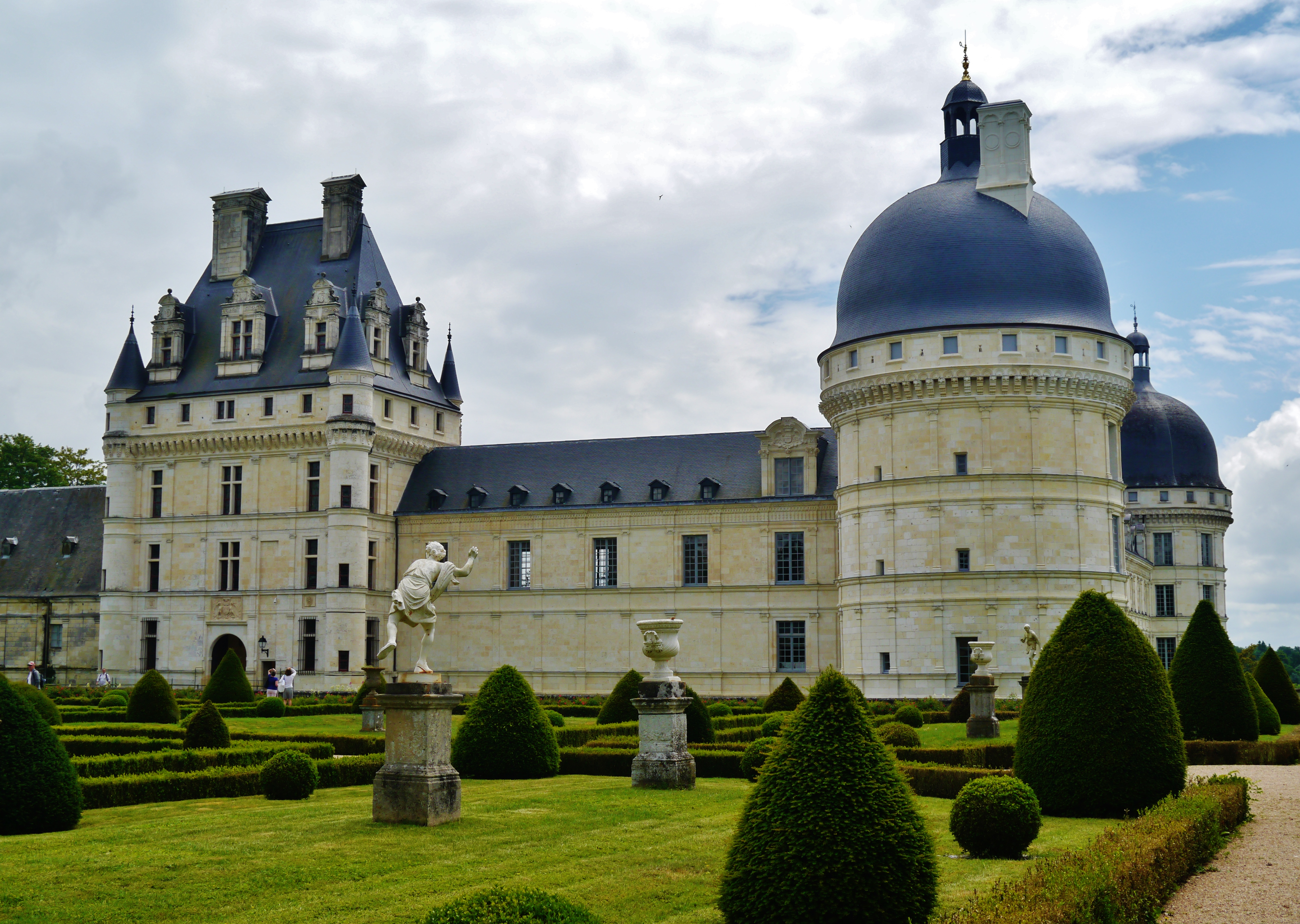
Валансе (около 1540 года)

Вслед за Франциском I, не жалевшим средств на перестройку дворцов, стали перестраивать свои замки и представители аристократии. Характерной архитектурой в духе раннего французского Возрождения обладал Сен-Жерменский замок, построенный Пьером Шамбижем и его преемниками (1539—1549). Многочисленные замки, возведённые и перестроенные в прилегающих к Луаре районах и ряде других местностей Франции, были стилистически сходны с королевскими дворцами. Причина этого была в том, что в строительстве в основном участвовали королевские зодчие. К числу характерных сооружений такого типа относят грандиозный Валансе (около 1540 года), пышный Шантильи (окончен в 1530 году) и Фонтен-Анри с фантастически высокими крышами.
Новые веяния постепенно охватывали все классы французского общества. Формы итальянского Возрождения распространялись в богатых провинциальных городах. Характерным примером городского жилого дома эпохи был отель д’Эковилль в Кане (1535—1538), украшенный исключительно тонкими орнаментами сплошь ренессансного происхождения. Предположительно, при участии итальянцев был декорирован фасад галереи отеля Бургтерульд в Руане, с переработанным на французский лад популярным в Северной Италии мотивом канделябров. В более монументальной и рафинированной форме этот мотив был использован в декоре отеля Бернюи в Тулузе (около 1530 года).

### Середина и 2-я пол. XVI века. Высокое Возрождение
Середина XVI века во Франции была отмечена достижениями в социальной, экономической жизни и демографии. Бурное развитие городов привело к расцвету всех сфер культурной жизни. Французский Ренессанс в это время достиг своей зрелости и совпал с периодом поиска национальной самоидентификации французов. В 1549 году Жоашен Дю Белле опубликовал манифест в «Защиту и прославление французского языка». Поэты «Плеяды», во главе с Пьером де Ронсаром, отстаивали независимость родного языка, право писать и говорить по-французски, а не на латыни. В истории архитектуры в середине столетия произошла смена поколений. Появилась плеяда новых талантливых архитекторов: Филибер Делорм, Жан Бюллан, Пьер Леско и Жак Андруэ Дюсерсо. Как и молодые поэты, придворные архитекторы отстаивали право строить «по-французски», считая что Франция уже не нуждалась в учителях и наставниках. Характерным было высказывание Филибера Делорма: «Если древние архитекторы других народов создавали новые колонны — что мешает нам, французам, изобрести одну-другую и назвать её французской?». Следуя за своим высказыванием, Делорм создал колонну «французского» ордера, украсившую многочисленные постройки периода зрелого Ренессанса.

#### 1547—1559. Период правления Генриха II
В конце 1540-х годов изменилась политическая ситуация в стране, резко усилились антиитальянские настроения в обществе, вызванные засильем итальянцев во всех сферах культурной и общественной жизни — политике, финансах, медицине и искусствах. Взошедший на престол Генрих II воспользовался сложившейся ситуацией для смены своего окружения. Управляющим королевскими резиденциями он назначил Филибера Делорма. Впервые во французской истории эту должность занял не администратор из аристократии, а профессиональный архитектор. Пьер Леско был назначен ответственным за административную и художественную сферу Лувра.

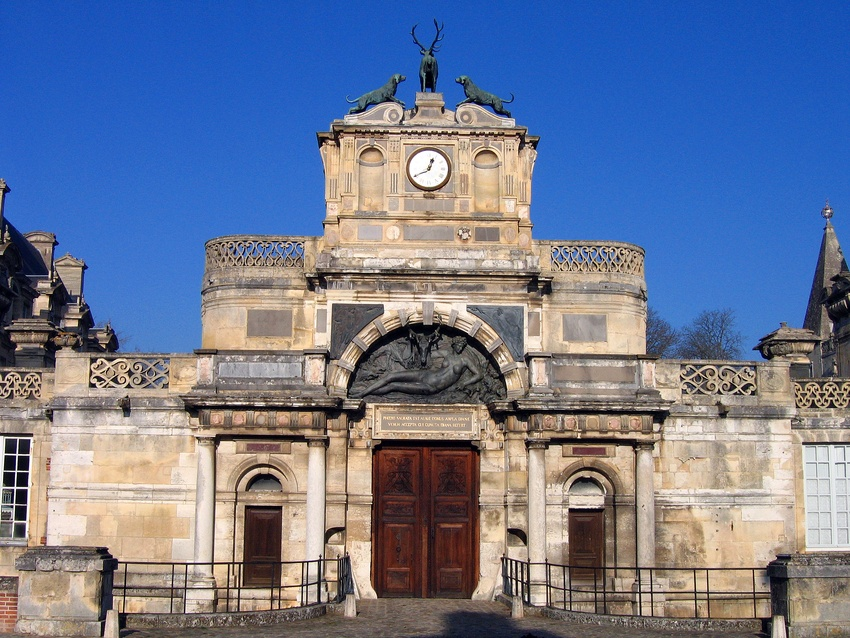
Сохранившийся павильон ворот в замке Ане авторства Филибера Делорма — образец классической архитектуры зрелого Ренессанса

Филибер Делорм, сын строителя, приступил к деятельности хорошо подготовленным и имел широкое для того времени образование, выступив позже теоретиком архитектуры с трактатами «Архитектура» и «Новые изобретения, чтобы строить хорошо и дёшево». 1533—1536 года Делорм провёл в Италии, где хорошо ознакомился с античностью и итальянским Возрождением, работал для папы Павла III в Риме. Первым большим заказом архитектора, по возвращении в Францию, стал дворец Сен-Мор-де-Фоссе в окрестностях Парижа, возведённый для кардинала Дю Белле (дворец был полностью перестроен в 1560-е годы и разрушен в конце XVIII века). Часть замка Сен-Мор, построенная архитектором около 1544 года, была наиболее итальянизированным сооружением во Франции накануне перелома в стилистическом развитии архитектуры, переходившей от стиля Франциска I к стилю Генриха II. С приходом к власти Генриха II зодчий оказался загружен королевскими заказами: в 1547 году начал одновременно реконструировать дворец в Сен-Леже-ан-Ивелин (утрачен), и рядом с ним замок Ане (1549—1552) — дворец фаворитки Дианы де Пуатье, а в 1548 году был назначен королевским архитектором. К дворцу Ане Делорм пристроил капеллу — сооружение нового типа во французской архитектуре, — купол которой стал жемчужиной ренессансной архитектуры Франции. В 1550-х годах зодчий спроектировал Галерею Генриха II в Фонтенбло и гробницу Франциска I в Сен-Дени. В 1563 году начал реконструкцию дворца Тюильри. Из архитектурного наследия Делорма до нашего времени сохранилась только часть замка Ане.

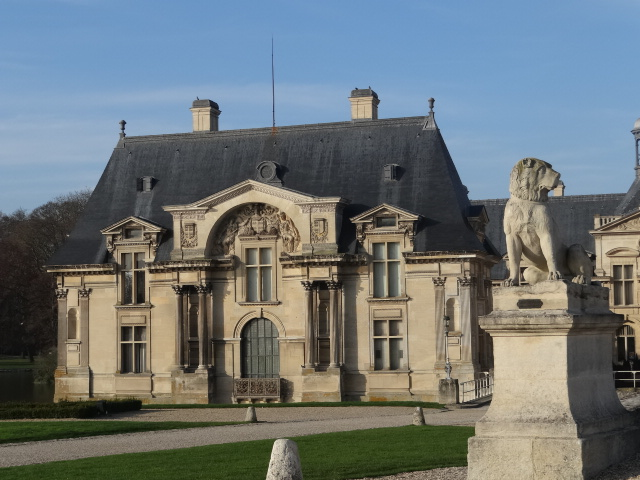
Шатле в Шантильи

Несколько в тени, по сравнению с Делормом, находилась фигура Жана Бюллана. Его труд о пяти ордерах колонн по Витрувию был значительно скромнее, как и его постройки: Шатле в Шантильи, полуразрушенная сегодня галерея-виадук в Фер-ан-Тарденуа и порталы в замке Экуан. Стремившийся приблизиться в творчестве к монументальности Древнего Рима, Бюллан стоял особняком и от современников-архитекторов и в целом от всех архитекторов Франции XVI и первой половины XVII века. Зодчий заимствовал из античности ордер, пытался возродить римский портик, воспроизвести мощные формы римских акведуков и мемориальные колонны, вдохнуть новую жизнь в схему триумфальной арки, изменив её почти до неузнаваемости и использовав для лоджии. Показательными в этом отношении были один из порталов и лоджия в замке Монморанси в Экуане. Творчество Бюллана характеризовалось эффектным, но рискованным сопоставлением форм и масштаба, отражавшим незрелость французской архитектуры того времени, выраженную в наивных попытках сочетания классики и национальных традиций. Такой подход выражался в диссонирующем соединении римского ордера и классической арки с французскими окнами, крышами, люкарнами, арками приземистой формы и так далее.

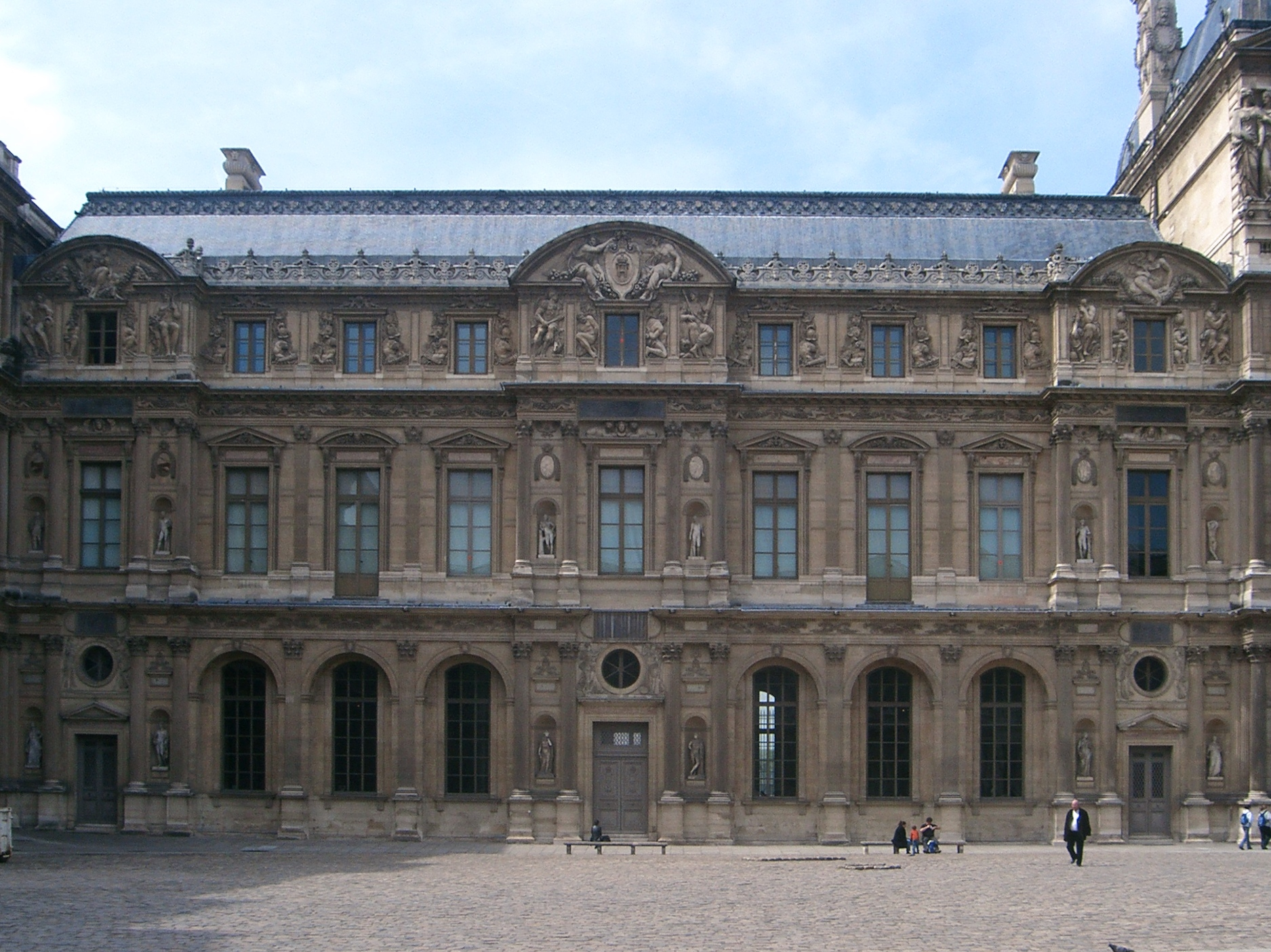
Западное крыло Лувра, построенное Пьером Леско и Жаном Гужоном (1546—1555)

Неоднозначной считается фигура Пьера Леско, создателя первоначального здания Лувра. Будучи блестящим придворным, он получил основательное общее и специальное образование, однако некоторые исследователи считали, что подлинным автором приписываемых ему произведений был его друг, скульптор Жан Гужон. В середине XVI века началось возведение королевского Луврского дворца, первоначально небольшого здания, впоследствии соединённого с находившимся к западу от него Тюильрийским дворцом и разросшегося в огромный ансамбль. Пьер Леско проектировал дворец вместе с Гужоном. Ранний Лувр стал одним из наиболее выдающихся произведений зрелого французского Возрождения. Главное внимание зодчего было обращено на экстерьер здания: ордерный декор фасада был приведён в соответствие с его объёмным строем, этажностью, распределением наружных проёмов. Первый и второй парадные этажи украшали изысканные нарядные ордера: коринфский и композитный; аттиковый этаж — вариация коринфского ордера с укороченными пилястрами, упрощёнными капителями и антаблементом. Хотя многие черты Луврского дворца были заимствованы из итальянской архитектуры, в целом оно стало произведением французского Возрождения, с ярко выраженным национальным своеобразием — изящным, не строгим обликом фасада и устремлённой вверх композицией. Помимо работ в Лувре, Леско и Гужон создали Фонтан невинных и отель Карнавале, впоследствии перестроенный Франсуа Мансаром.

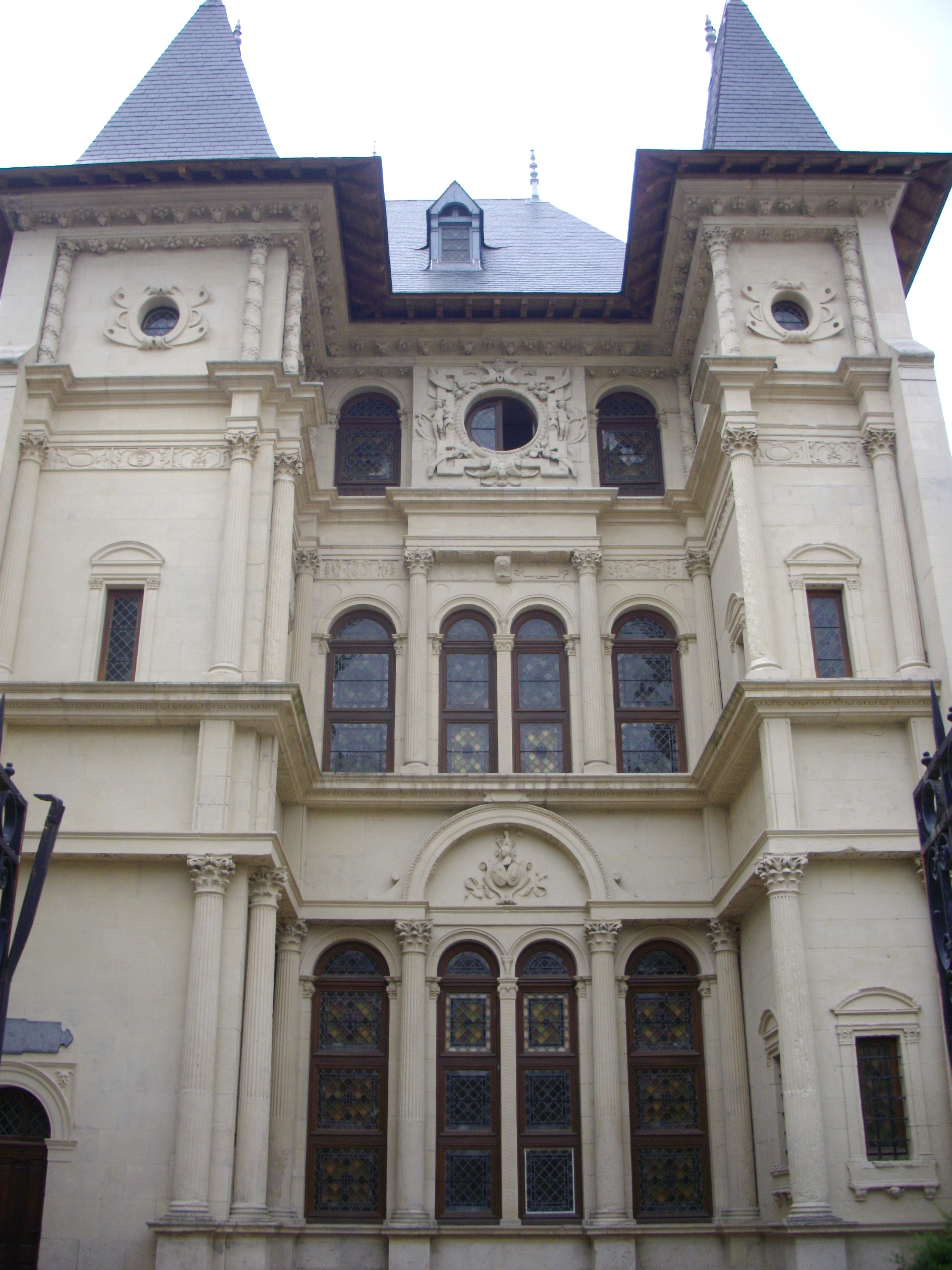
Дом Дианы де Пуатье (отель Кабю). Сегодня — Музей истории и археологии Орлеана

Жак Андруэ Дюсерсо старший стал известен не столько благодаря архитектурной деятельности, сколько публикациями на тему архитектуры — сериями гравюр всевозможных архитектурных деталей, орнаментов, целых сооружений. Он воспроизводил итальянские и французские образцы, заимствовал образцы из чужих увражей, частично их перерабатывая, но большую часть составляли его собственные произведения. Главная работа Дюсерсо — «Наиболее прекрасные постройки Франции» (1576—1579). Деятельность Дюсерсо оказала огромное влияние на французскую архитектуру. После Дюсерсо осталось множество оригинальных, но не реализованных проектов, в которых ощущалась предбарочная динамика архитектурных форм.
С середины XVI века архитектура Возрождения получает всё большее распространение в жилой застройке. Два скромных варианта ренессансных городских домов сохранились в Орлеане: так называемый дом Раковины и дом Жана д’Алибера. В декоративной обработке зданий главным мотивом выступал ордер пилястр, а скульптурный орнамент имел барочный характер. В сферу влияния Ренессанса постепенно втягивалось и городское фахверковое строительство. Деревянный каркас с прямоугольной сеткой стал естественным конструктивным элементом для размещения резьбы, имитировавшей пилястры и декоративные пояса ренессансных каменных зданий стиля Франциска I. Характерным примером выступал дворовый фасад отеля Де-ла-Муссэ в Ренне. Подобия ордеров распространились в фасадах небогатых фахверковых домов в бретонском городке Сен-Бриё. Утончённая переработка готического деревянного дома в ренессансном стиле проявилась в фасадах так называемого дома Дианы де Пуатье (отеля Кабю) в Орлеане.

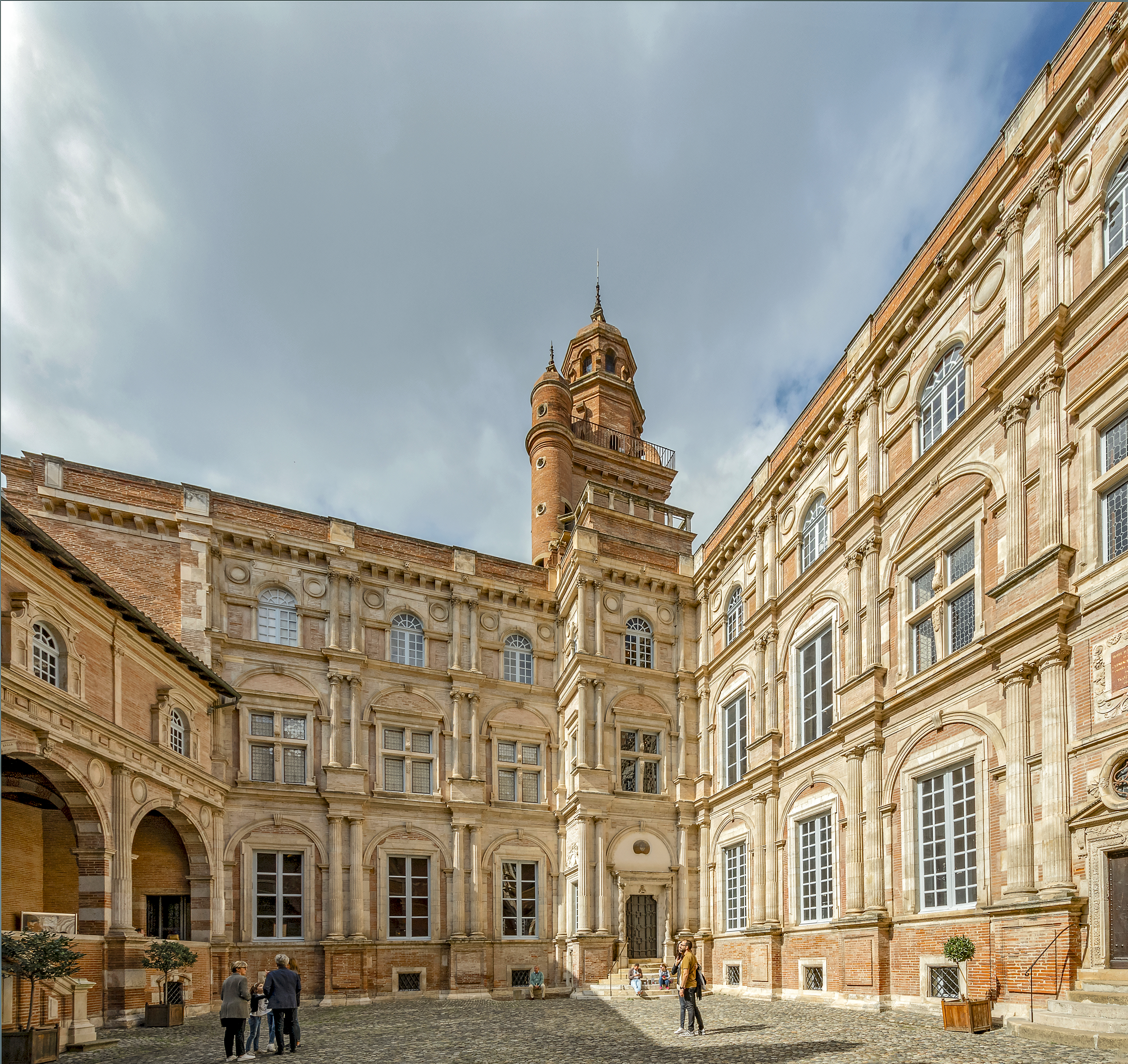
Отель Ассеза в Тулузе

Особенности архитектуры Возрождения наиболее полно проявились в центральной Франции и хотя политическое объединение страны способствовало рождению единой национальной культуры, продолжали существовать местные школы: архитектура Нормандии была более сурова, чем бургундская; в лотарингской проявлялось большее итальянское влияние; на юге Франции возник своеобразный вариант насыщенного декора, созданный под впечатлением от античных памятников Прованса и Лангедока. Ряд заметных памятников жилой архитектуры был создан в Тулузе провинциальным зодчим Николя Башелье. Его отцом был выходец из Италии, ученик Брунеллеско; сам он тоже работал в Италии под руководством Микеланджело. В Тулузе Башелье приписывают едва ли не все значительные сооружения эпохи Ренессанса. Одним из наиболее ярких его произведений был отель тулузского купца Ассеза. Фасады здания были обработаны тремя ярусами ложных ордерных аркад, при этом в третьем этаже применён так называемый «мотив Палладио». Несмотря на итальянизм фасадов, на них лежал налёт своеобразного французского стиля того периода (противоречие между формой окон и арок, разнородность частей, соединение ренессансных, готических и раннебарочных форм, сочетание камня и кирпича).

#### 1560—1589. Период правления Карла IX и Генриха III. Религиозные войны.
В последние сорок лет XVI столетия были практически утрачены все достижения Франциска I и Генриха II. Централизованная автократическая государственная система управления, построенная монархами, пошатнулась в период гражданских и религиозных войн, раздиравших Францию в период правления трёх сыновей Генриха II — Франциска II (1559—1560), Карла IX (1560—1574) и Генриха III (1574—1589). Начинавшийся как религиозный, спор между реформаторами-гугенотами и католиками быстро перерос в политическое противостояние между знатными аристократическими родами, увидевшими возможность вернуть себе политическое влияние, утраченное в ходе первой половины XVI века. Обе стороны конфликта считали период правления Хлодвига I «золотым веком» Франции, мечтая о восстановлении вотчинной монархии, при которой правитель подчинялся решениям родовой знати и высшего духовенства. Напряжённая атмосфера духовной жизни в Европе того времени — распространившееся насилие (Варфоломеевская ночь), католическая реакция, умножение тиранических дворов в Италии — всё шло в разрез с представлениями гуманистов о свободе мысли и величии человека. Искусство Франции данного периода отражало напряжение и конфликт эпохи. Простота и чёткость рационализма и классицизма, доминировавшие в предыдущие десятилетия, были отброшены в пользу запутанности и сложности прогрессивного направления искусства — маньеризма.
Неожиданная гибель Генриха II на праздничном турнире в 1559 году стала переломным моментом французского Возрождения, послужив катализатором изменений во всех сферах жизни — не только общественно-политической, но и культурной. Не стала исключением и архитектура. Занявший трон в 1560 году Карл IX старался продолжать курс, направленный на укрепление королевской власти, однако внутриполитическая ситуация не способствовала таким устремлениям. Династия Валуа уже не могла играть роль арбитра в борьбе католиков и протестантов. Тогда амбиции монарха были перенесены в сферу строительства: королевская семья выступила инициатором и проводником особенного направления в архитектуре Позднего Возрождения, отличавшегося невиданным ранее размахом строительных работ и оказавшимся наиболее близким к нормам и эстетическим принципам маньеризма. Ансамбли Тюильри и Шенонсон Екатерины Медичи, Шарлеваль Карла IX относят к числу самых грандиозных начинаний французских королей XVI века, однако их строительство осталось в основном в стадии проектов. Приуроченные к важным политическим событиям, направленные на укрепление королевской власти, новые ансамбли резиденций сегодня известны только по гравюрам второго тома «Самых прекрасных построек Франции» (1579), которые вызывают много споров о степени их достоверности.

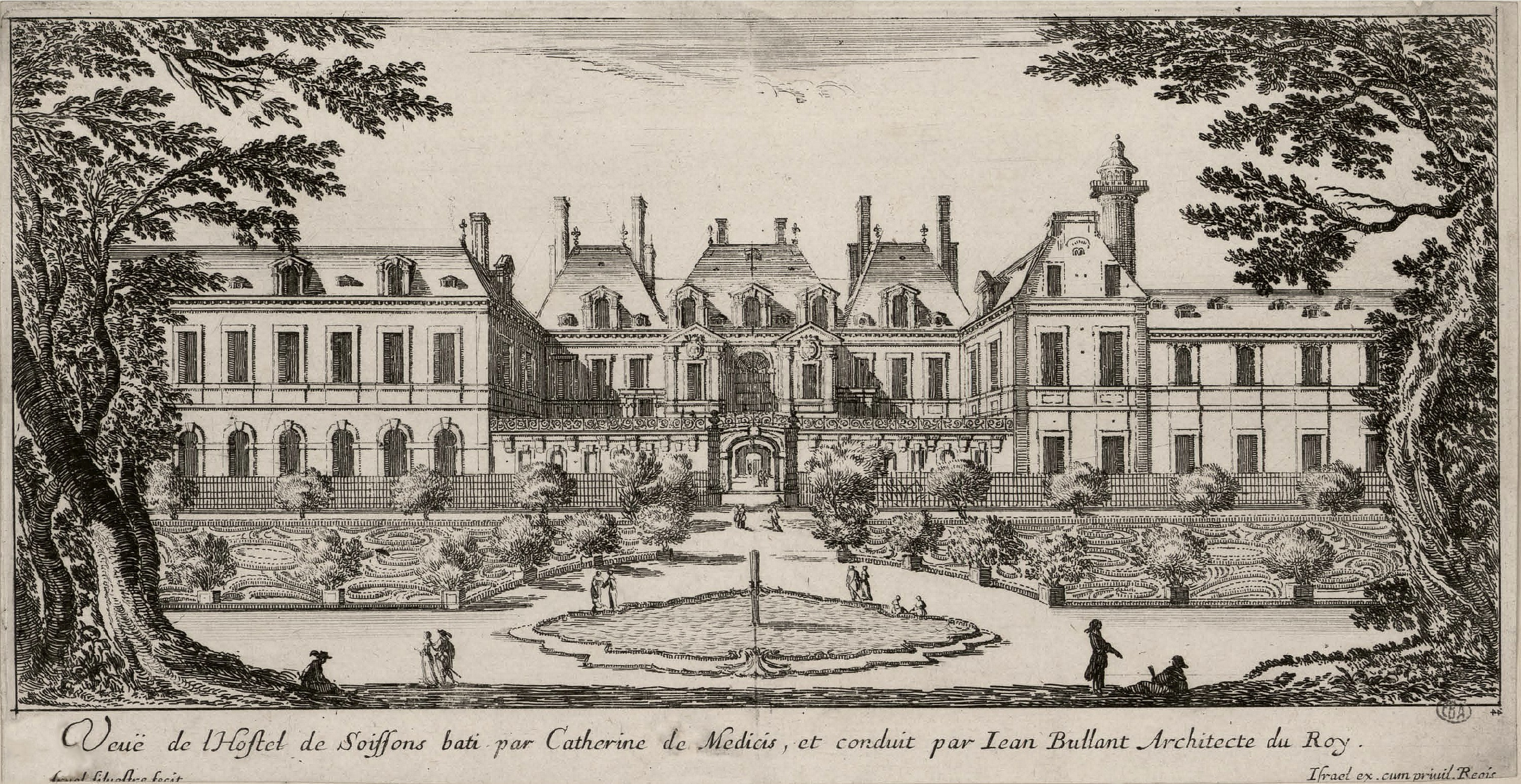
Суассонский особняк на гравюре 1650 года

Во французском зодчестве периода религиозных войн главенствовали два архитектора — Жан Бюллан и Жак Андруэ Дюсерсо старший, — творчество которых в то время сильно различалось.
О работах Жана Бюллана 1560-х годов практически ничего неизвестно. По всей видимости, архитектор попал в немилость после смерти Генриха II, так как был гугенотом. Однако после смерти Делорме в 1570 году, Бюллан был приглашён в качестве придворного архитектора Екатерины Медичи и все его последующие работы были связаны с заказом королевы-матери. В 1572 году архитектор спроектировал дворец для королевы, известный как Суассонский особняк (уничтожен в 1748 году). От комплекса сохранилась только использовавшаяся Екатериной Медичи в качестве смотровой площадки высокая Колонна Медичи, которая сегодня расположена за зданием Фондовой биржи (1889). В последние годы жизни Бюллан разработал два крупных строительных проекта для королевы-матери, реализованных частично. Между 1575 и 1579 годами Медичи заказала архитектору проект расширения замка Сент-Мор, первый вариант которого разработал Делорме. Проект, известный по гравюрам, предполагал строительство огромного гротескного фронтона со стороны парадного фасада, поставленного на девять пролётов лоджии и отражал возросшее с годами стремление зодчего к монументальности.

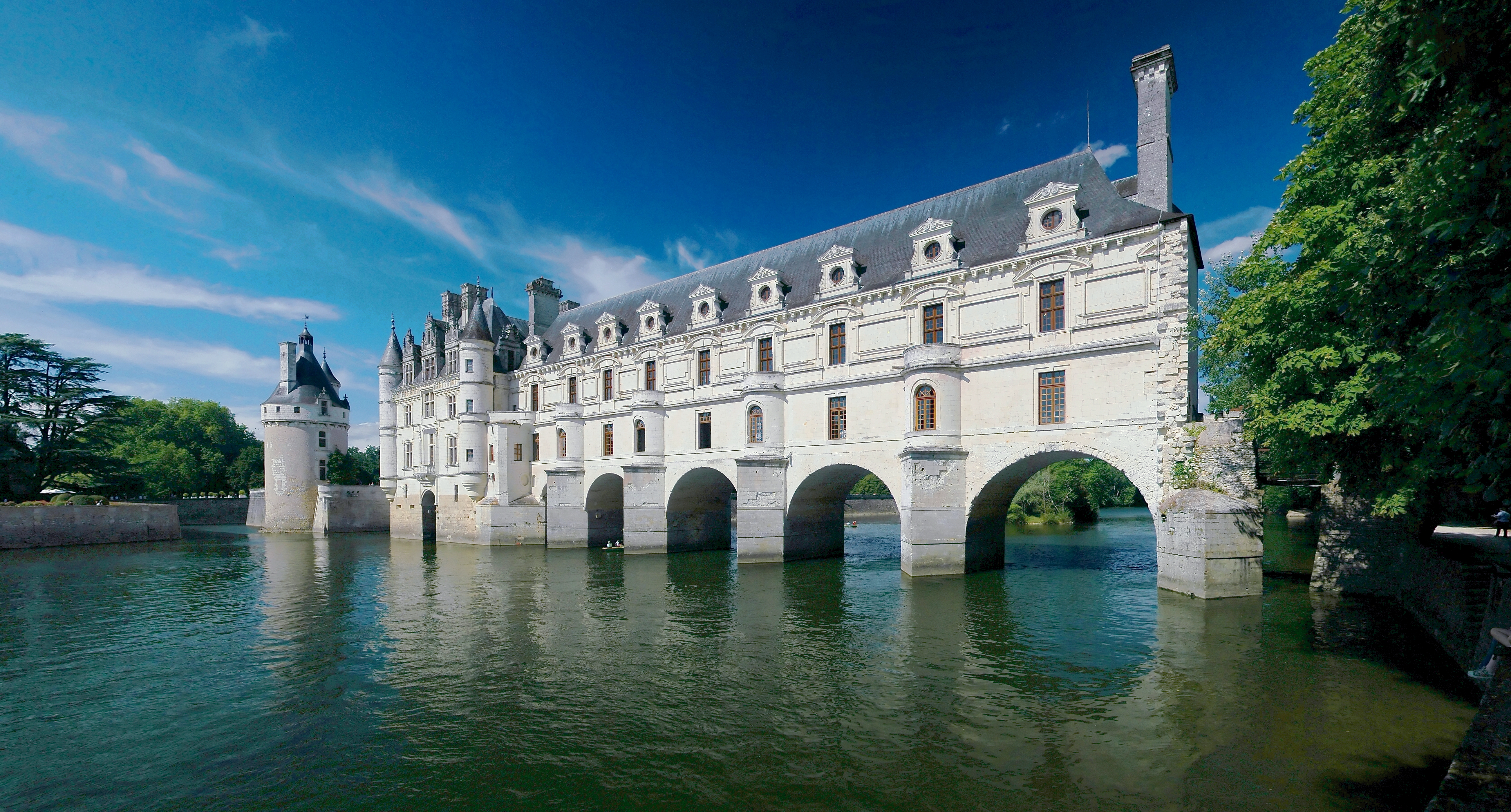
Галерея-мост замка Шенонсо, предположительно построенная по проекту Жана Бюллана

Стремление Екатерины Медичи к строительству не было удовлетворено возведением Суассонского особняка. В 1576 году королева решила перестроить дворец Шенонсо, который ей была вынуждена уступить Диана де Пуатье, фаворитка умершего Генриха II. Предполагается, что перестройкой дворца занимался также Бюллан. Екатерина Медичи, любившая балы, музыку, театральные представления, отводила новому Шенонсо роль увеселительной загородной виллы, при этом размах строительства превышал уровень обычного жилища, отражая амбиции королевы-матери и её представления о том, как должна выглядеть «королевская» архитектура. План Шенонсо по проекту 1576 года был уникален для французской архитектуры XVI века: композицию ансамбля составляла единая центральная ось, шедшая к замку начала столетия, проходя сквозь передний трапециевидный двор-эспланаду и расположенный за ним овальный двор, образованный дугообразными колоннадами. С противоположной стороны замка ось продолжалась знаменитой галереей-мостом через реку Шер. Из всего задуманного были выстроены только западная часть двора-эспланады и галерея на мосту. Последняя по замыслу напоминала мост в Фер-ан-Тарденуа, а декоративная обработка верхнего яруса демонстрировала уже новые веяния маньеризма. Фронтоны окон второго яруса и панели в междуоконных пространствах образовывали единую вертикальную систему, напоминавшую вертикальное членение фасадов в замке Шантильи. В интерьере дворца сохранились два камина, которые подобно фасадам галереи, сочетали сложную конструкцию и излюбленные Бюлланом богатые классицистические детали декора. В целом, в проекте Шенонсо были воспроизведены многие архитектурные формы и схемы, привычные для римских и флорентийских вилл и дворцов: трапециевидная эспланада восходила к переднему двору Палаццо Фарнезе в Капрарола; дугообразные колонные портики, окружавшие овальную площадь — к римским прототипам (нижний двор Бельведерского дворца, вилла Мадама и вилла д’Эсте в Тиволи).

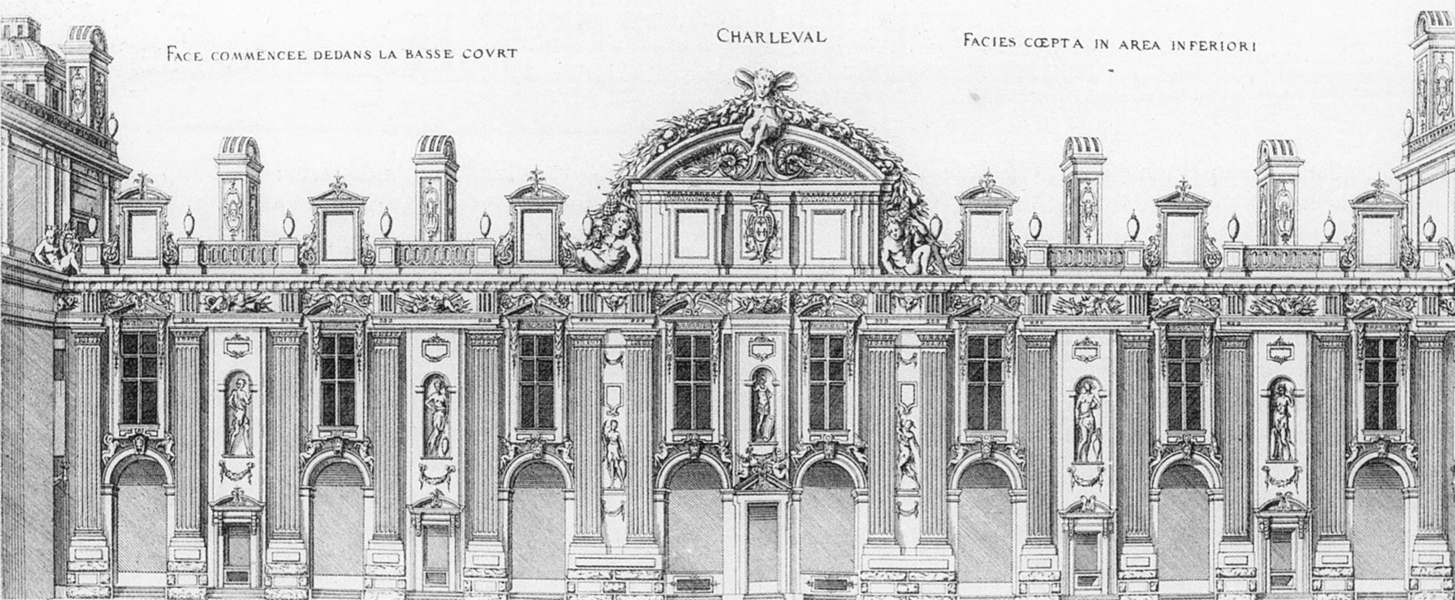
Фасад замка Шарлеваль (иллюстрация из второго тома «Прекраснейших зданий Франции»)

Жак Андруэ Дюсерсо в 1570-х годах был нанят Карлом IX и пользовался расположением Екатерины Медичи. Предполагается, что во время подготовки издания «Самые прекрасные здания Франции», архитектор составил проекты двух крупных дворцов — Вернея и Шарлеваля. Утраченный сегодня Верней был заложен в 1565 году для Филиппа де Буленвилье. В 1568 году дворец перешёл в собственность герцога Немурского, однако строительство завершилось только во времена правления Генриха IV, подарившего замок Екатерине Верней в 1600 году. Более выдающейся работой стал проект Шарлеваля, хотя на практике строители возвели всего два метра стен и работы были остановлены. План ансамбля дворца имел чёткую регулярную композицию с центральной осью, пронизывавшей передний двор, замок и парк. Преобладавший в построении принцип «решётки» стал одной из причин, по которой Шарлеваль нередко сравнивают с его старшим современником — Эскориалом (1563—1584). Характер обработки предполагавшихся фасадов исследователи изучали по сохранившимся наброскам Дюсерсо, из которых только внутренний фасад нижнего двора был показан полностью. На основе зарисовок стало понятно, что фасад резиденции, так же как и в Тюильри, должен был иметь роскошный и помпезный вид.
Крупным памятником архитектуры 80-х годов XVI века стал парижский особняк Ангулем, позже известный как особняк Ламуаньон (1585—1589), построенный для Дианы де Шательро. Архитектор здания не установлен. Предположительно, автором проекта стал Батист Андруэ Дюсерсо, старший сын Жака Андруэ Дюсерсо. Стилистически здание больше походило на работы Бюллана, чем Дюсерсо-старшего, в частности благодаря использованию большого ордера пилястр и врезанным в антаблемент мансардным окнам. Особняк остаётся одним из самых хорошо сохранившихся городских зданий Франции конца XVI века.

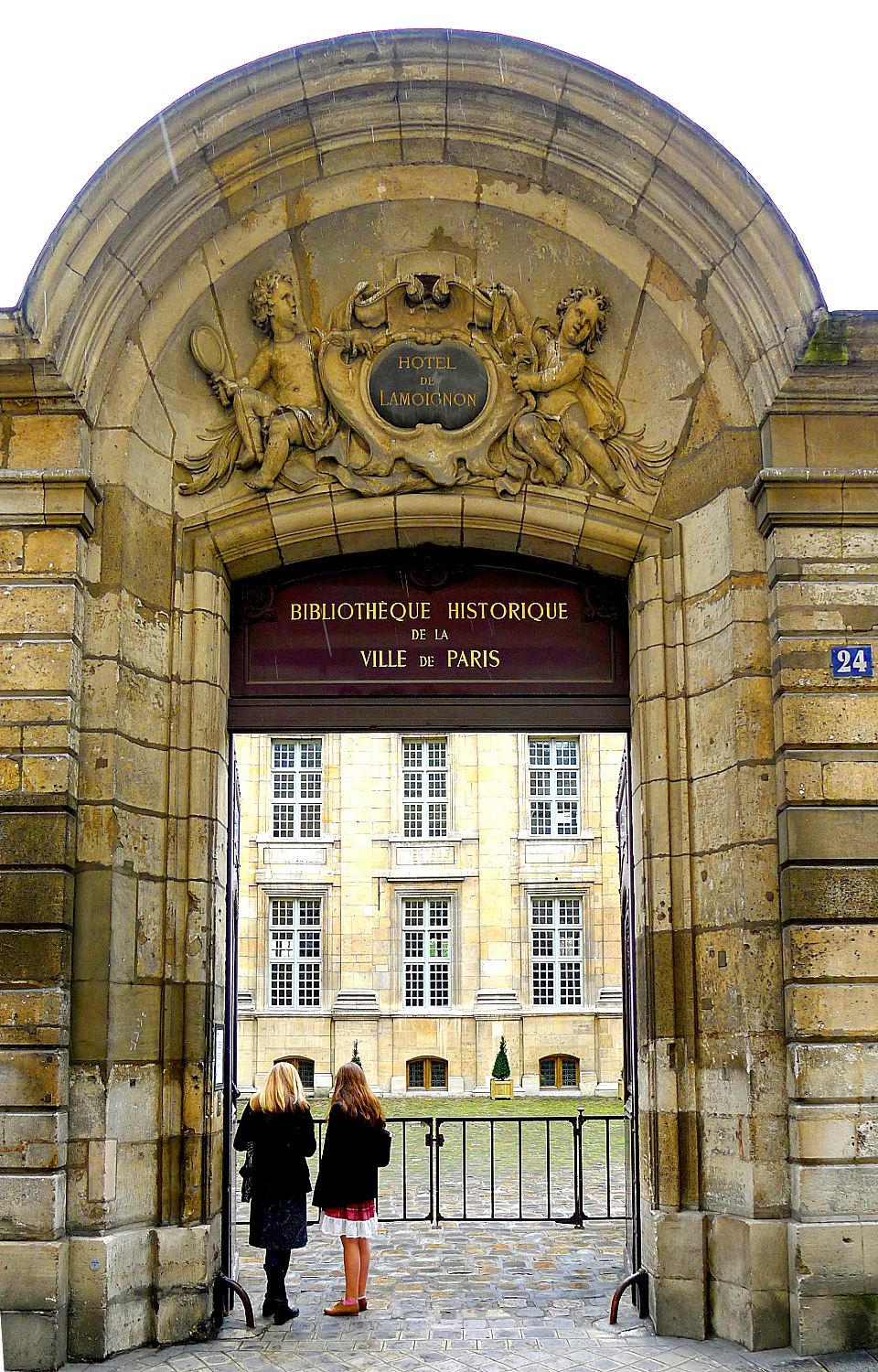
Ворота
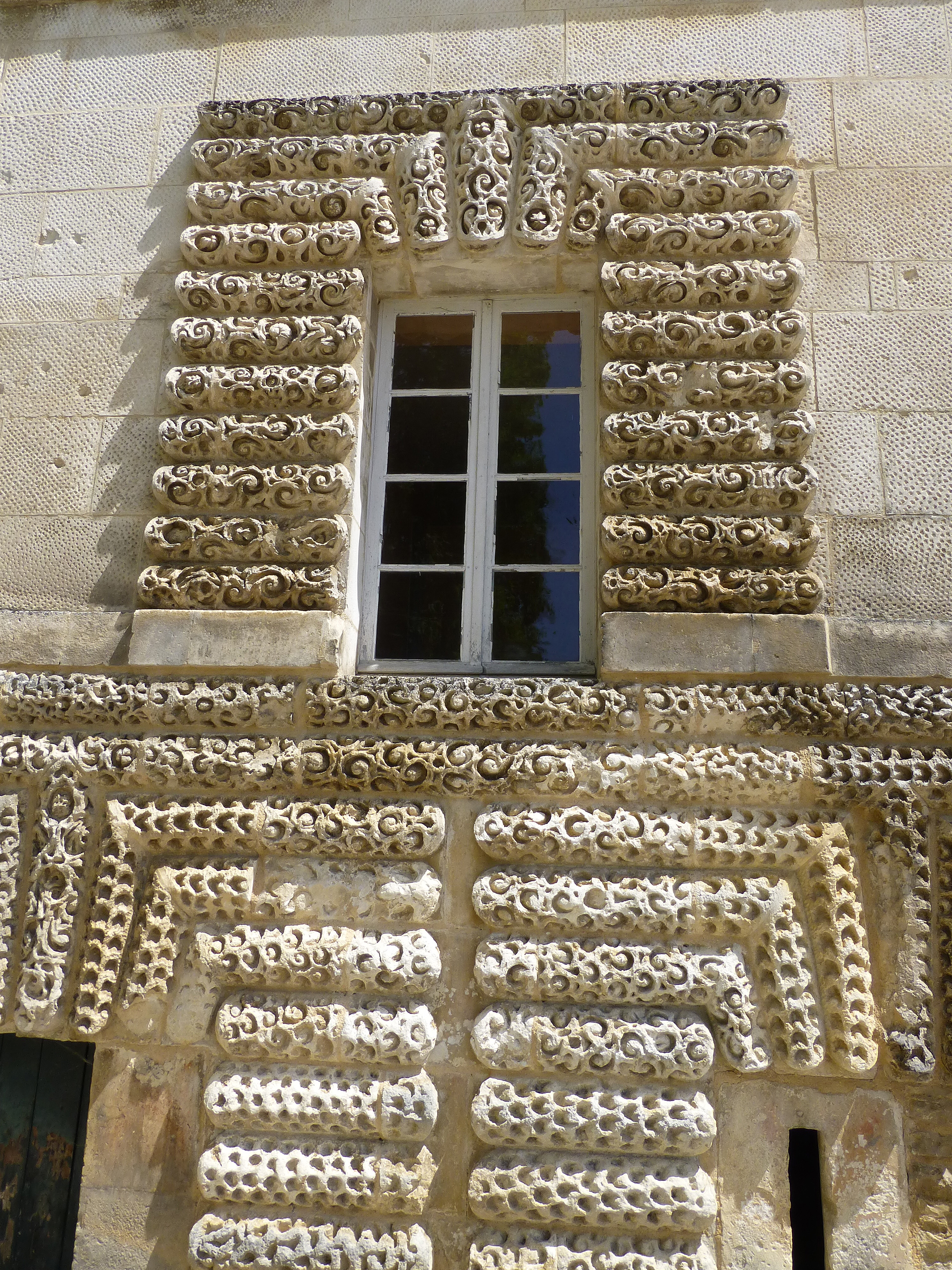
Рустика
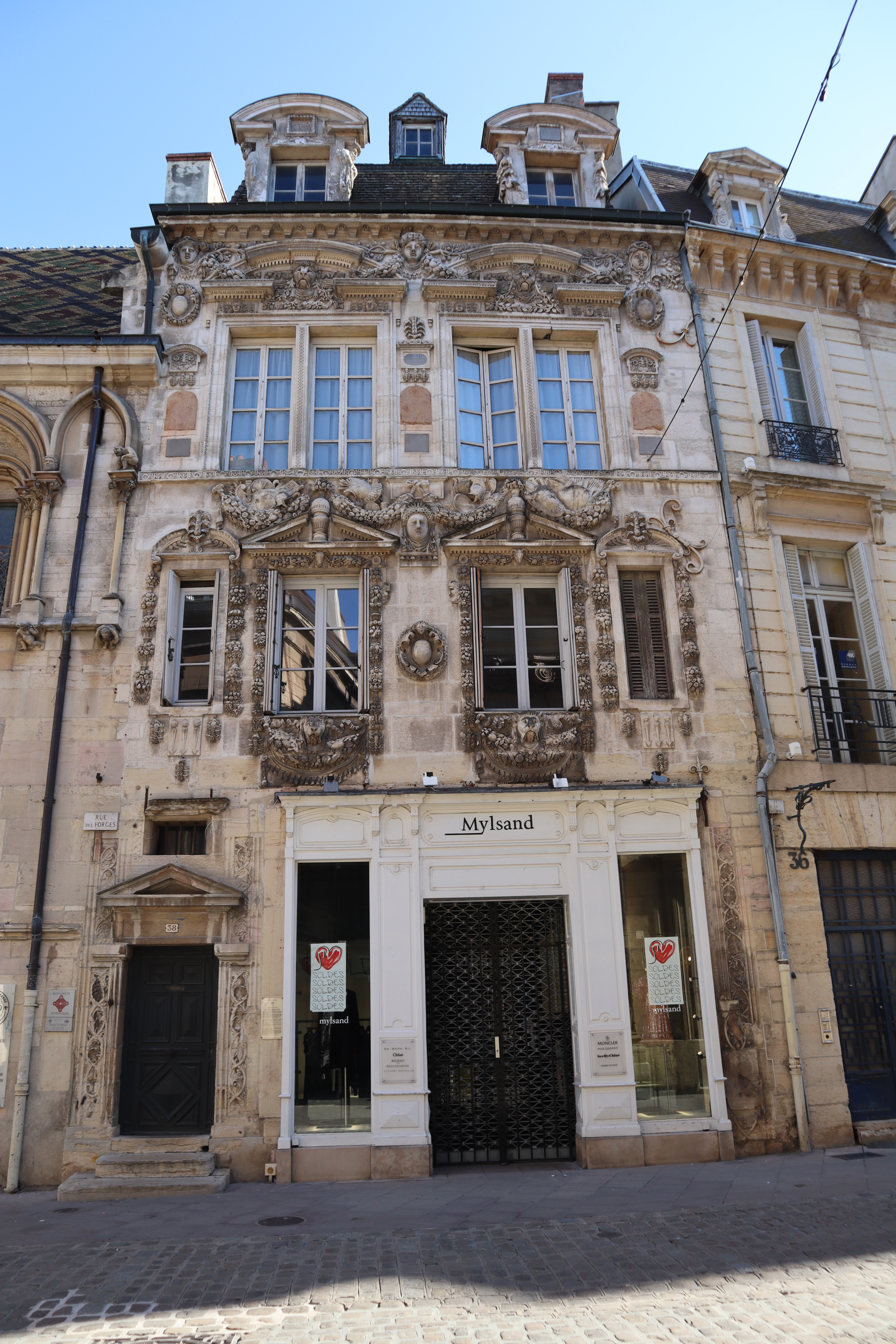
Дом Майяра
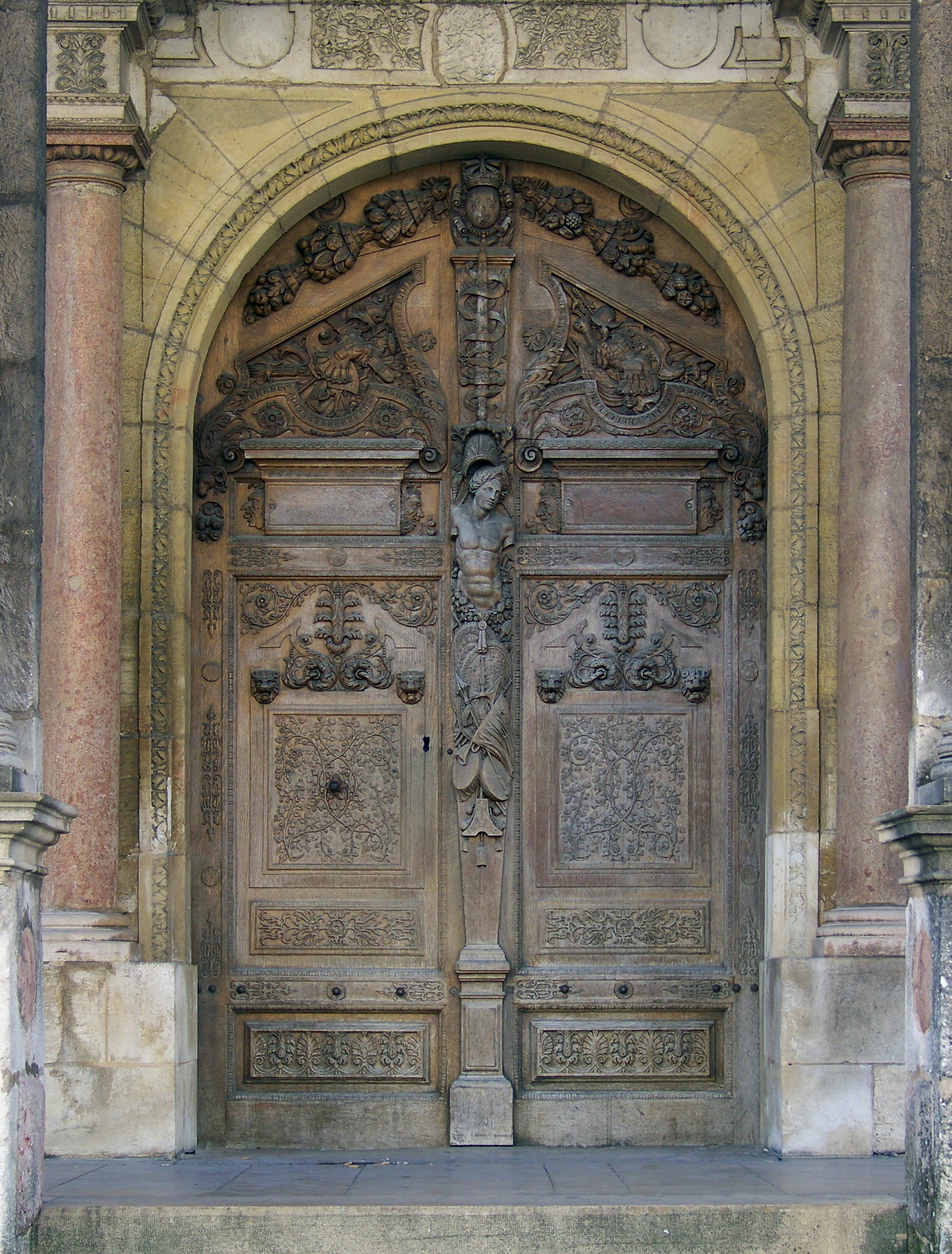
Входной портал

Провинциальная архитектура Франции в период религиозных войн, как и ранее, испытывала влияние столичного зодчества, но с местными особенностями. На северо-востоке страны было сильно фламандское влияние: характерные примеры — крыло, пристроенное Тессоном к городской ратуше Арраса в 1572 году, и Холл Старейшин в Лилле, построенный Файе в 1593 году. В целом, провинциальные архитекторы в то время увлекались пышным декорированием фасадов, особенно с помощью рустовки и горельефов. Типичным примером служил замок Пайи в Верхней Маре, авторство которого обычно приписывают Николя Рибонье из Лангра. Особой выразительности декоративизм достиг в Бургундии в работах Юга Самбена и его школы. Самым известным примером стал дом Майяра в Дижоне (1561), архитектура которого демонстрировала мастерство свободного использования причудливой скульптуры на небольшом по размеру фасаде. Мастерство рустики достигло высшей точки в так называемом Маленьком замке в Танлай, первый этаж которого был украшен камнями с необычными кружевными узорами.

### Рубеж XVI—XVII века
На рубеже XVI—XVII века в целом закончилась история архитектуры Французского Возрождения, хотя в 1600-е годы ещё создавались своеобразные архитектурные памятники: фасад здания Ратуши в Ла-Рошели (1607), планировка новой Королевской площади (сегодня — площадь Вогезов). Тем не менее, французская архитектура уже в совершенстве овладела приёмами итальянского Возрождения и раннего барокко и вступила на самостоятельный путь развития.
В XVII веке архитектура страны развивалась по собственной траектории, перерабатывая архитектурные формы Возрождения, идя к созданию местного синтеза классики и национальных традиций. Этот синтез получил развитие в архитектуре французского классицизма, занявшего значительное место в европейской архитектуре XVII—XVIII века.

## Архитектурная композиция

### Планировка

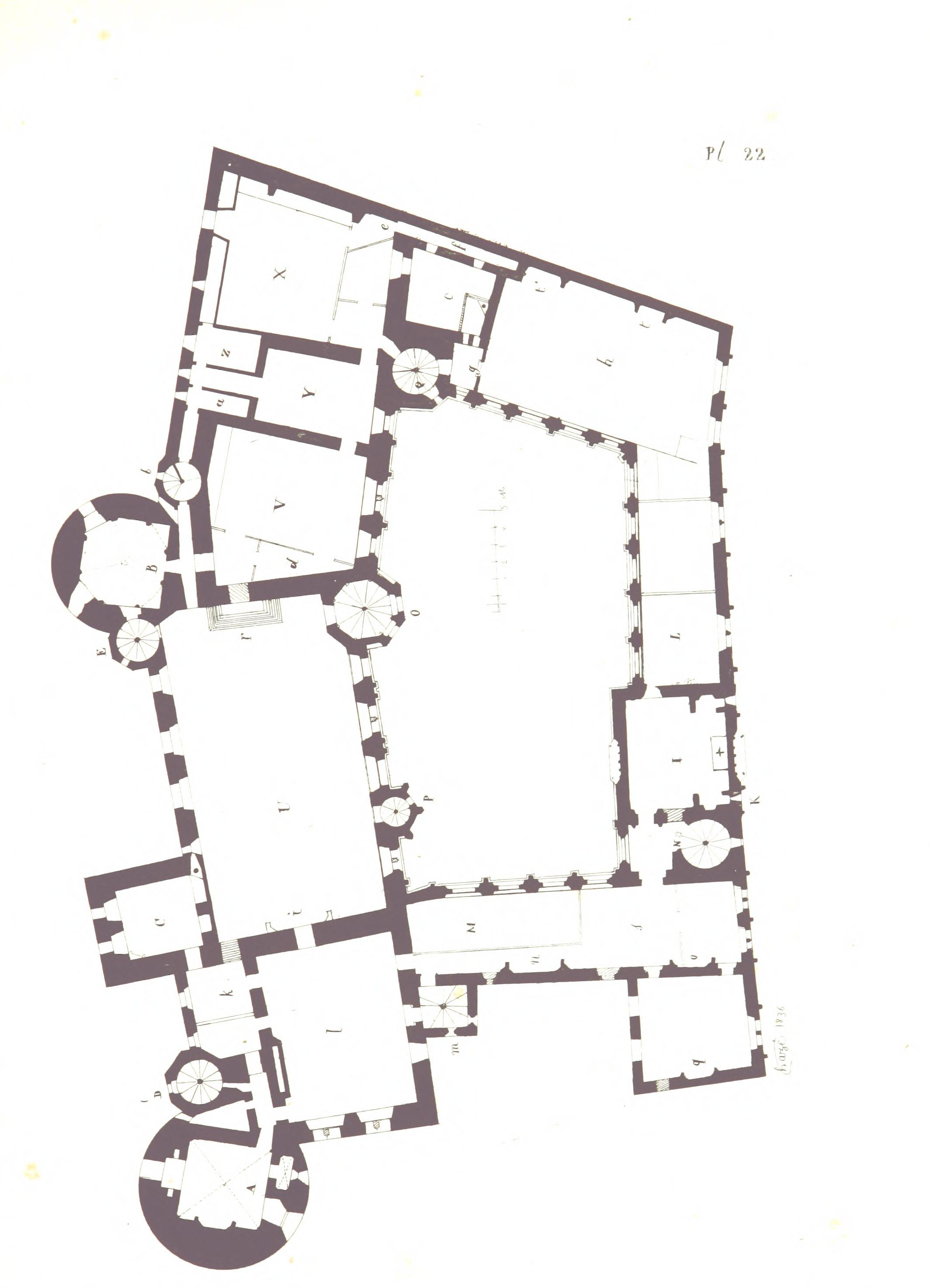
Планировка особняка Жака Кёра
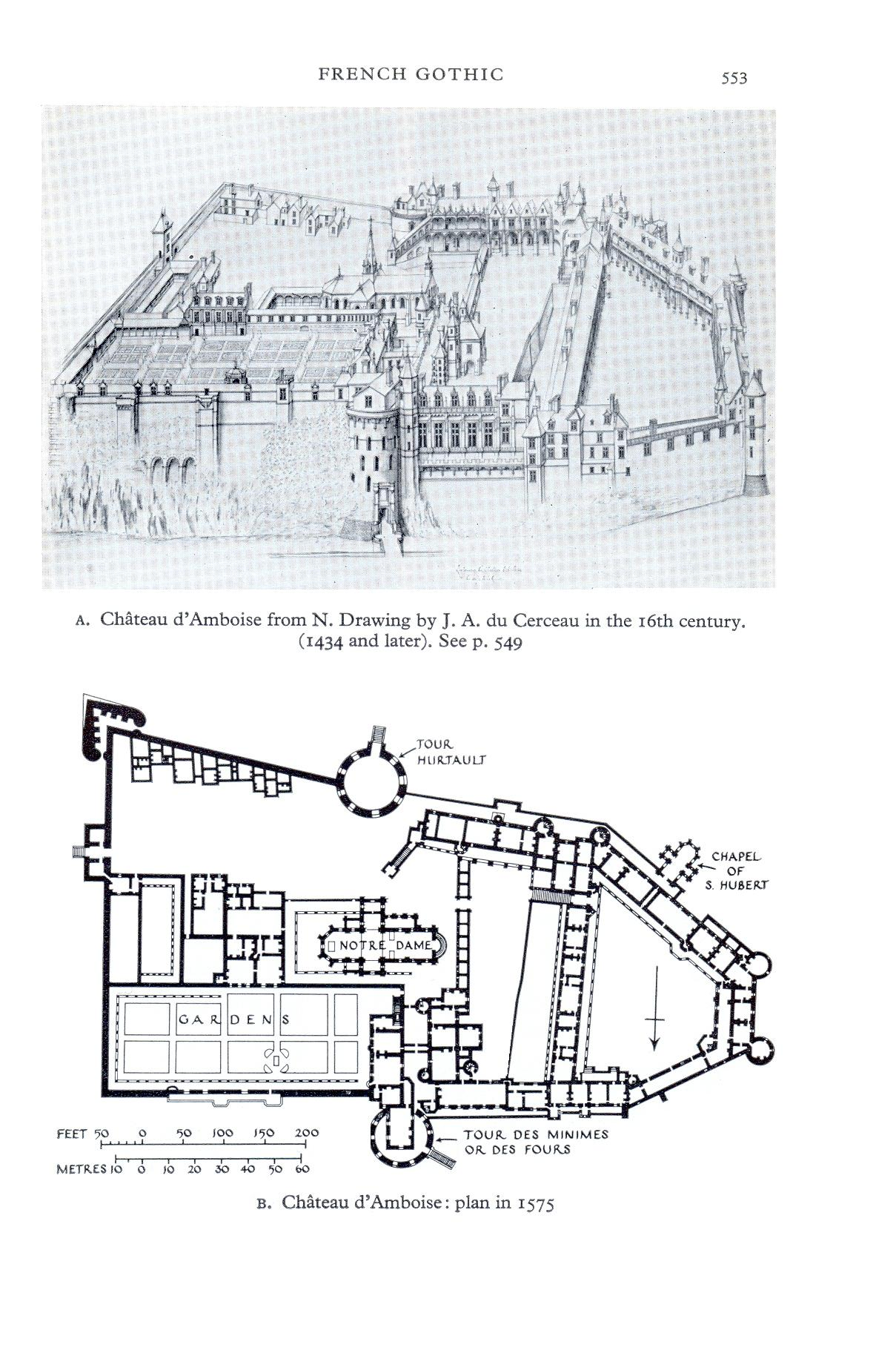
Планировка Амбуазсского замка

В переходный период второй половины XV века в архитектуре Франции ни план, ни общий вид зданий ещё не свидетельствовали о заимствованиях из итальянского Возрождения. В планировке ещё ничто не напоминало итальянские анфилады: особое внимание уделялось мелким бытовым удобствам, в противоположность итальянскому пренебрежению ко всему, что не было связано с представительностью. Корпуса служб во Франции были чётко ограничены и размещались в обособленных зданиях, связанных переходами и лестницами, которые располагались без всякой правильности или симметрии. Характерным в данной плоскости был дом Жака Кёра, планировка которого была построена на принципах удовлетворения требований быта владельца. Формы и размеры помещений — жилых комнат, парадных залов, церкви, переходных галерей, кухни, — были дифференцированы в соответствии с их назначением. В целом, план особняка был далёк от строгой регулярности и симметрии из-за неправильной формы участка и более ранних сохранённых построек. Свободной рассредоточенной группировкой элементов отличался замок Амбуаз, планировка которого подчинялась форме небольшого обрывистого плато.

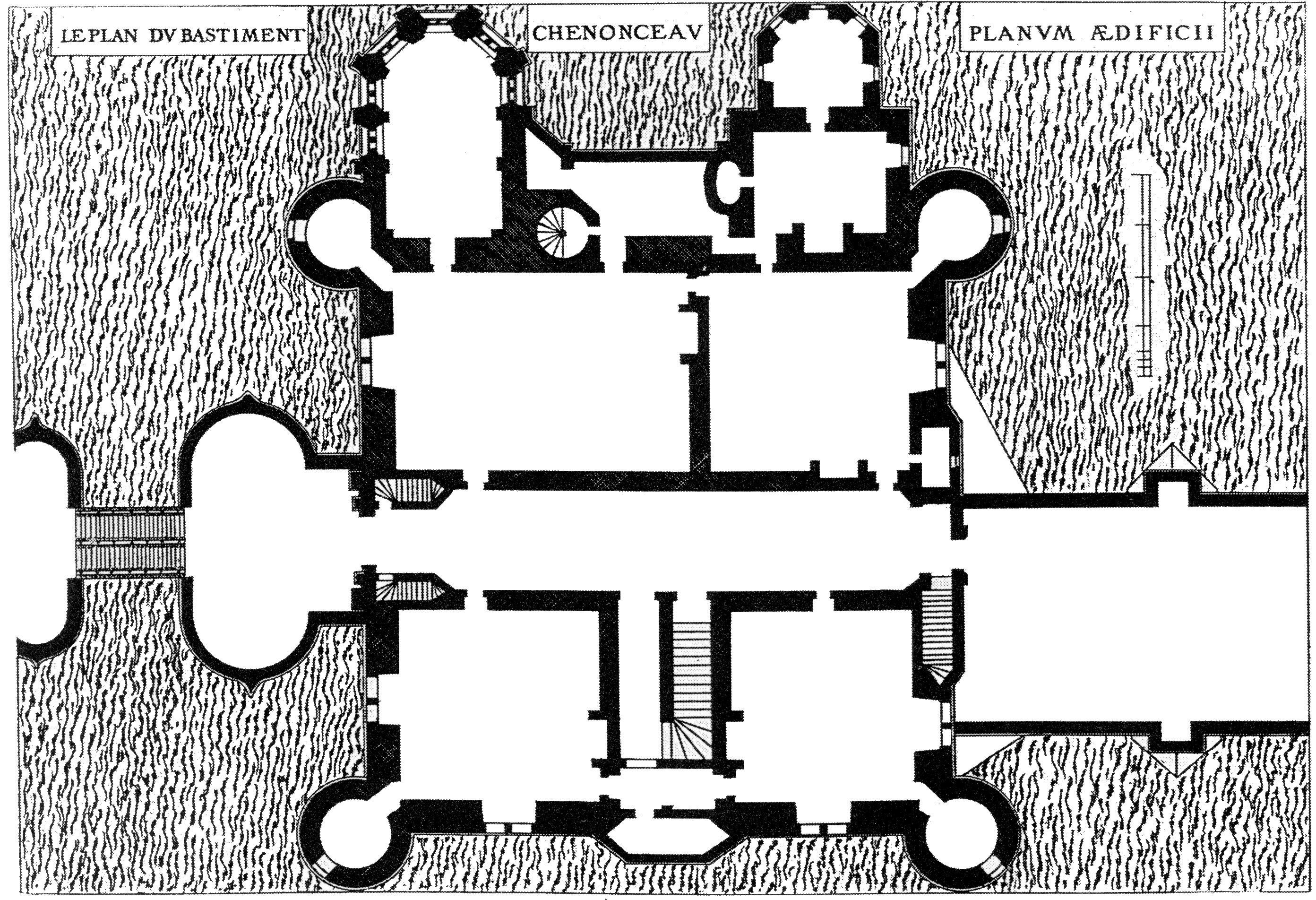
Планировка замка Шенонсо

В первой половине XVI столетия сложились два типа планировки шато и отелей, связанных своими корнями с готикой. Первый тип — с наличием прямоугольного двора, застраивавшегося с трёх сторон жилыми корпусами, а с четвёртой стороны — каменной оградой с крупномасштабными порталами. Корпус главных помещений помещался вглубь двора и зачастую был выше боковых флигелей. Второй тип — с замкнутым прямоугольным двором, окружённым четырьмя корпусами, с более высокими прямоугольными павильонами по углам.
Французская традиция расположения помещений оказала решающее влияние на планировку ренессансных замков-дворцов. Типичным был план в виде четырёхугольника, в котором группировались большие приёмные залы, а по углам располагались павильоны, при этом каждый павильон представлял собой отдельный апартамент со своими лестницами и выходами. Подобная планировка была связана с традицией деликатного отношения к гостям (она наблюдалась вплоть до XVII века). Апартаменты хозяина ничем не отличались от помещений для гостей: все четыре угловых павильона были совершенно одинаковыми (например, в замках Ла-Мюэтт, Шалюо, Мадрид).
Стремление к регулярности планировки проявилось в период Первого французского ренессанса. Характерными примерами стали замки Мадрид, Шенонсо и Азе-лё-Ридо. В Мадридском замке новой, важной для Франции чертой стал план в виде единого блока, без замкнутого внутреннего двора, хотя и с традиционным наружным рвом. Шенонсо имел компактный план, продиктованный особенностью рельефа, и вместо нескольких объёмов, сгруппированных вокруг внутреннего двора, он представлял собой один квадратный в плане корпус, что стало новым словом в архитектуре.

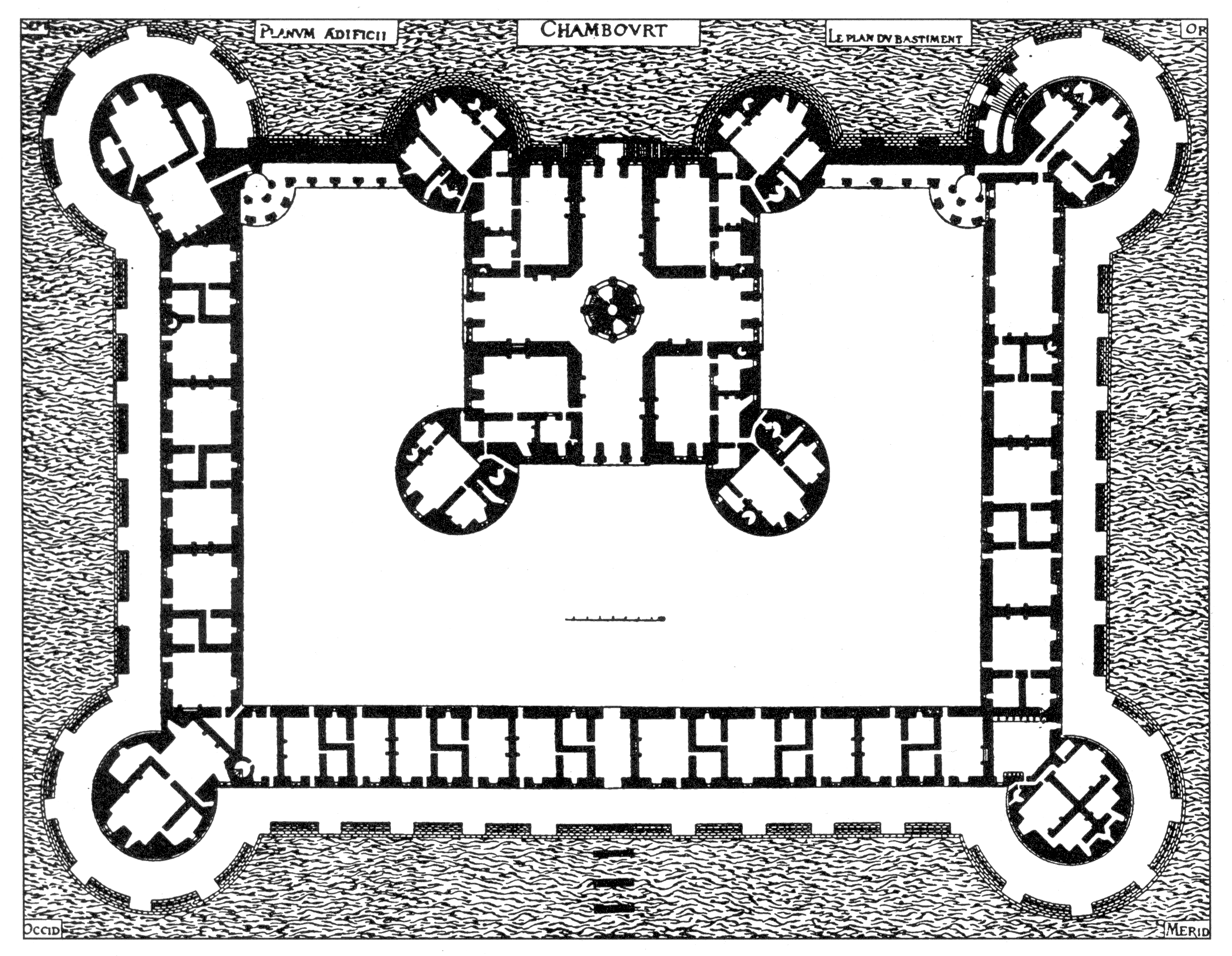
Планировка замка Шамбор

Эволюция проектной техники французского ренессанса привела к появлению планировки, в которой вместо центрального массива с четырьмя угловыми павильонами, появились четыре павильона, связанные четырьмя корпусами, окружавшими центральный двор. Одним из первых по такому плану был возведён замок Экуан. Позже по тому же плану были построены Луврский замок, Сен-Мор, Тюильри, позднее Люксембург, а намного раньше — Шамбор. Для грандиозного ансамбля последнего был выбран строго симметричный план равнинного замка, схожий с планом Венсеннского замка, построенного при Карле V. Четыре корпуса располагались вокруг прямоугольного двора и по углам дополнялись круглыми башнями. Почти математическая стройность и симметрия планировки замка навели исследователей на мысль о существовании архитектурного проекта строительства, чего ранее во французской архитектуре не наблюдалось.
Планировка богатого городского жилища продолжала традиции средневековья: внутренний двор обрамляли жилой корпус, располагавшийся в глубине двора и службы; по фасаду обычно шло низкое крыло с плоской крышей, не закрывавшее вид на основной корпус. Такой план имел первоначальный комплекс дворца Карнавале.

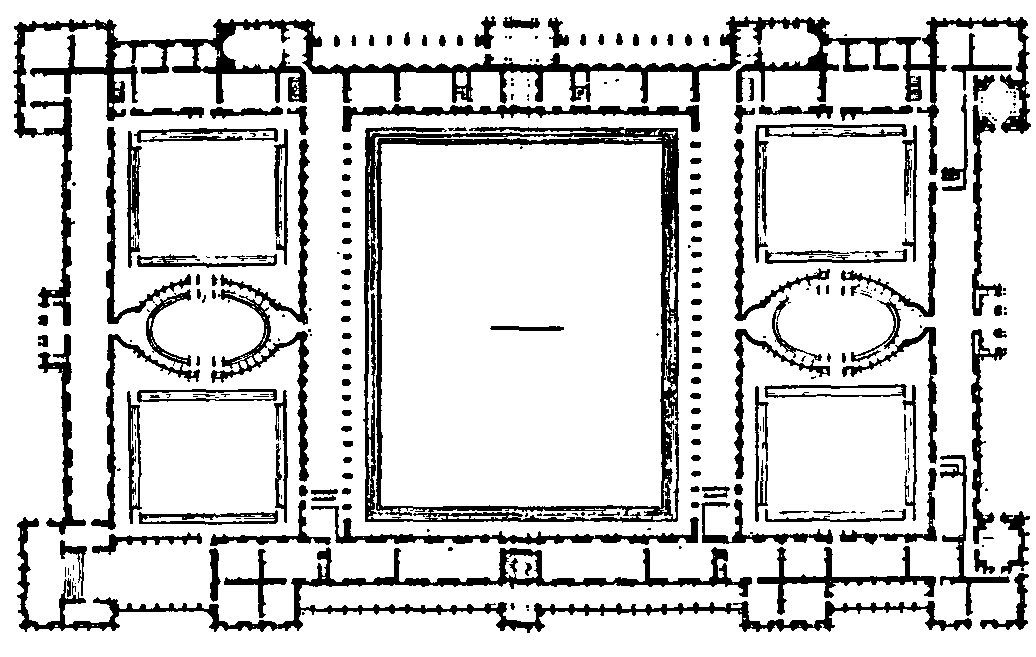
Планировка Тюильри по Десюрсо

Планировки французского ренессанса стали усложняться с середины XVI века, в практике плеяды молодых архитекторов. Новый подход был характерен для Филибера Делорма. Построенный им замок Ане представлял собой новый тип усадебного ансамбля, сложный по планировке, но целостный по архитектурно-художественному замыслу: помимо расположенных вокруг парадного двора зданий, план ансамбля включал ещё два боковых двора и большой сад-цветник позади. Вся композиция была окружена рвом. План Тюильрийского дворца отличался многообразием частей и в то же время единством целого. Характерной чертой того времени стало отсутствие соединительных коридоров: большинство залов были проходными и имели самостоятельные входы с галерей. Планировка Тюильри в целом подчинялась формальной симметрии, а не практической необходимости: главную роль играла показная сторона дворцового быта.

## Строительная практика
К началу эпохи Возрождения строительная практика во Франции уже достигла высокого уровня развития и страна не выступала в этом плане ученицей Италии. Французские строители заимствовали стилистические формы, вынужденно отказываясь от конструктивных элементов готики, но при этом прочно придерживались некоторых национальных традиций и по-своему решали ряд конструктивных задач: предпочитали монолитным колоннам и архитравам сложенные колонны и плоские перемычки; обрамления окон и проёмов конструировали вперевязь со стеной; долгое время сохраняли каменные крестовины оконных рам, винтовые лестницы, высокие крыши с люкарнами и высокими трубами. Таким образом, по формам памятники французского ренессанса приближались к итальянским прототипам, однако методы строительства во Франции и Италии резко отличались друг от друга.
В течение XVI столетия кардинально изменился тип французского зодчего. В XV веке и в первые десятилетия XVI века здания возводили мастера-подрядчики, овладевшие ремеслом, но строившие в старых традициях. По требованию заказчиков, они стали менять готические декоративные детали и архитектурные формы на ренессансные и античные. При освоении ими новых форм проявлялись в большей или меньшей степени «провинциализм и отсутствие широкого художественного кругозора». Только с 1540-х годов во Франции появились образованные архитекторы в современном понимании этого слова, хорошо знавшие античное наследие и современную им итальянскую архитектуру. К ним перешла руководящая роль в проектировании и строительстве. Мастера-подрядчики перешли в разряд технических организаторов и исполнителей.

### Строительные материалы

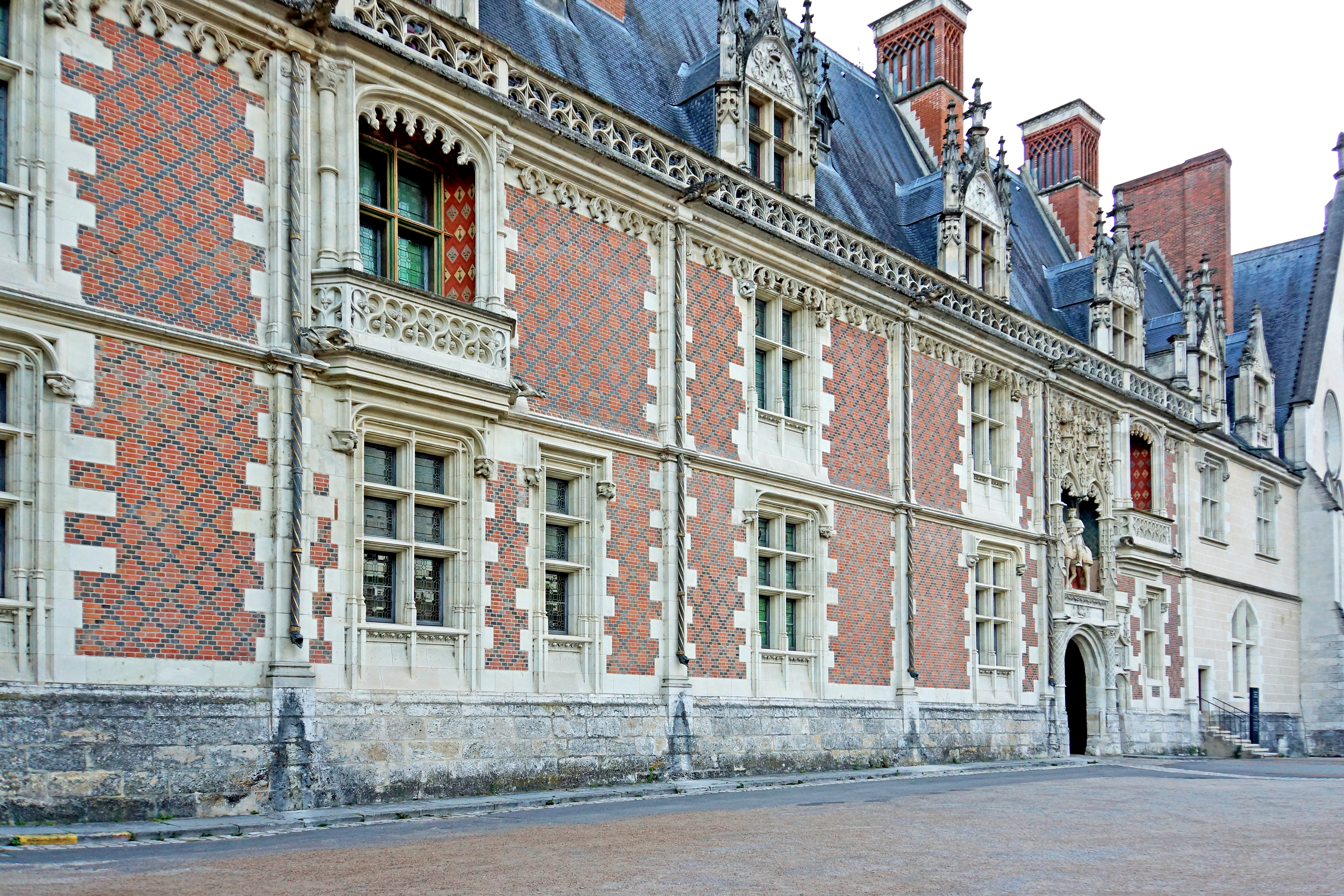
Сочетание камня и кирпичной кладки в крыле Людовика XII замка Блуа

Наиболее типичной итальянской чертой в конструкциях зданий французского Возрождения являлось сочетание кирпича и камня. Кирпич, вышедший из употребления в средние века, начали снова применять в XV веке, при первом же соприкосновении с архитектурой Италии. Во Франции сложилась характерная комбинация кирпича и тёсаного камня, при этом из камня как правило выполнялись наиболее ответственные конструктивные и декоративные детали: углы, обрамления проёмов и так далее. Кирпич использовали главным образом на заполнение стен. Части замка Блуа эпохи Людовика XII были построены из кирпича с украшениями из камня, как и большая часть итальянских палаццо. В Сен-Жермене и Ла Мюэтт, наоборот, стены, возведённые из мелкого бутового камня, украшали декоративные пояса из кирпича.
Камень, представленный во Франции прекрасными известняками, бывшими излюбленным материалом в период готической архитектуры, широко применялся и в последующие годы. Приверженность французских зодчих к виртуозной каменной работе, использованию исключительных пластических свойств французского известняка — его прочности, мелкозернистости и податливости скульптурной обработке, — характерная черта эпохи французского ренессанса.
Мрамор играл в архитектуре третьестепенную роль, так как его запасы во Франции были бедны. Иногда его привозили из Италии.
Дерево в течение XV — начала XVII столетий служило строительным материалом для небольших городских домов в районах распространения фахверка.

### Кладка кирпича со штрабами
Если во Франции применялись те же строительные материалы, что и в Италии, то в плоскости строительных приёмов сходство отсутствовало. Характерный для Италии приём, при котором возводили основной массив здания в черновой кладке, а потом его уже дополняли, укрепляли наличники проёмов, полки или карнизы, во французской архитектуре отсутствовал. Для французской строительной школы, воспитанной средневековыми мастерами, было неприемлемо использование украшений, независимых от конструкции. Если французские зодчие и выполняли раму не из того материала, что заполнение, то считали необходимым связать материалы в одно целое с остальными конструктивными элементами (при помощи штраб). Во Франции также всегда применялась кладка в перевязь.

### Отёска камня после укладки
В средневековье применялась исключительно укладка камней, полностью отёсанных и с лицевой и со стороны постелей или вертикальных швов. Готическую скульптуру никогда не высекали на уже установленном камне. Практика отёсывания камней после укладки была чисто римской традицией и сохранилась только в Италии, где она была необходима для украшения каннелюр колонн, продолжавшихся от одной постели до другой, фризов с непрерывным рисунком или крупных барельефов во всё поле стены. Соответственно, такая практика проникла в архитектуру Франции вместе с теми деталями, которые обуславливали её применение и распространялась во французской архитектуре чрезвычайно медленно.
В продолжение всего периода правления Людовика XII готическая традиция сохраняла главенство: почти всегда орнамент был чрезвычайно точно включён в рамку одного камня, что свидетельствовало о его выполнении до укладки стен. Первые из архитектурных памятников времён Франциска I также были выстроены с предварительной отёской камней. Данная черта придавала зданиям раннего ренессанса сходство с готической архитектурой.

### Сводостроение
В то время как в итальянской архитектуре отказались от нервюрного свода, во Франции этот вид сводостроения продолжил существование до середины XVI века. Все своды в Блуа и Сен-Жермене были выстроены по готическому образцу, «на французский лад», как писал Филибер Делорм. Единственным новшеством стало использование кирпича для заполнения распалубок.
Подход к сводостроению изменился только в эпоху Филибера Делорма: архитекторы стали произвольно выбирать более или менее сложную форму свода и соответственно разнообразные виды кладки.

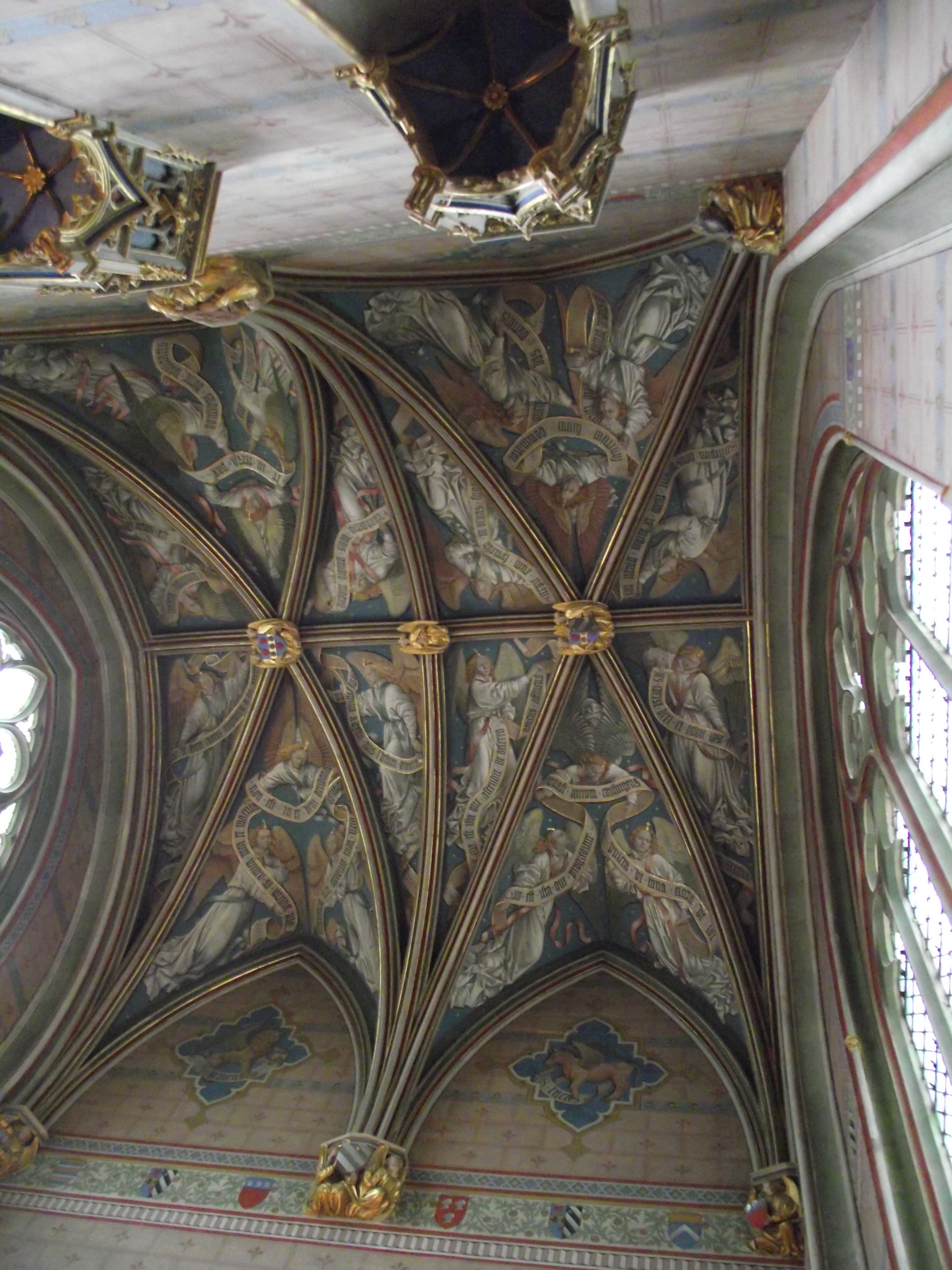
Нервюрные своды в особняке Жака Кёра
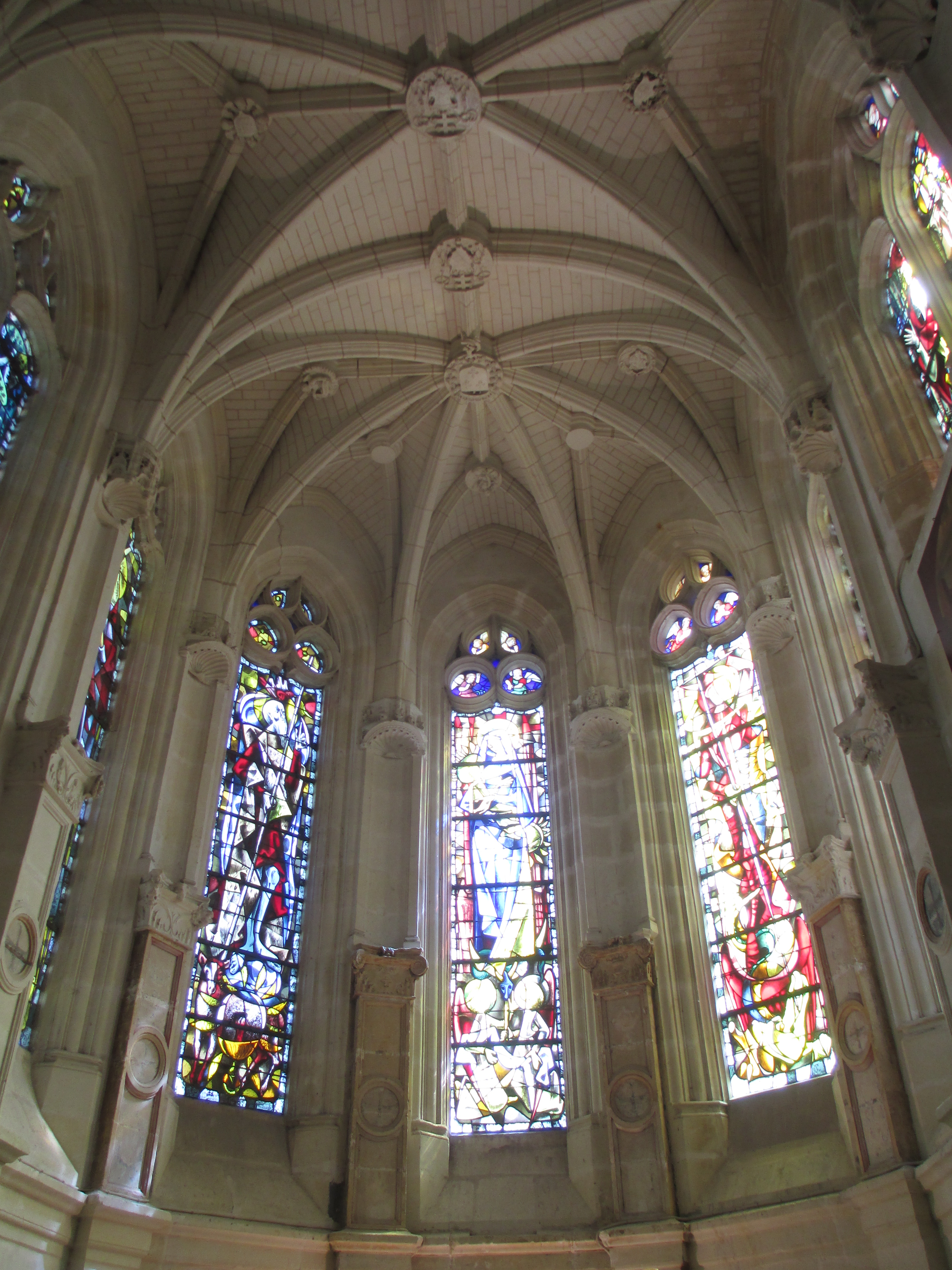
Нервюрные своды капеллы замка Шенонсо
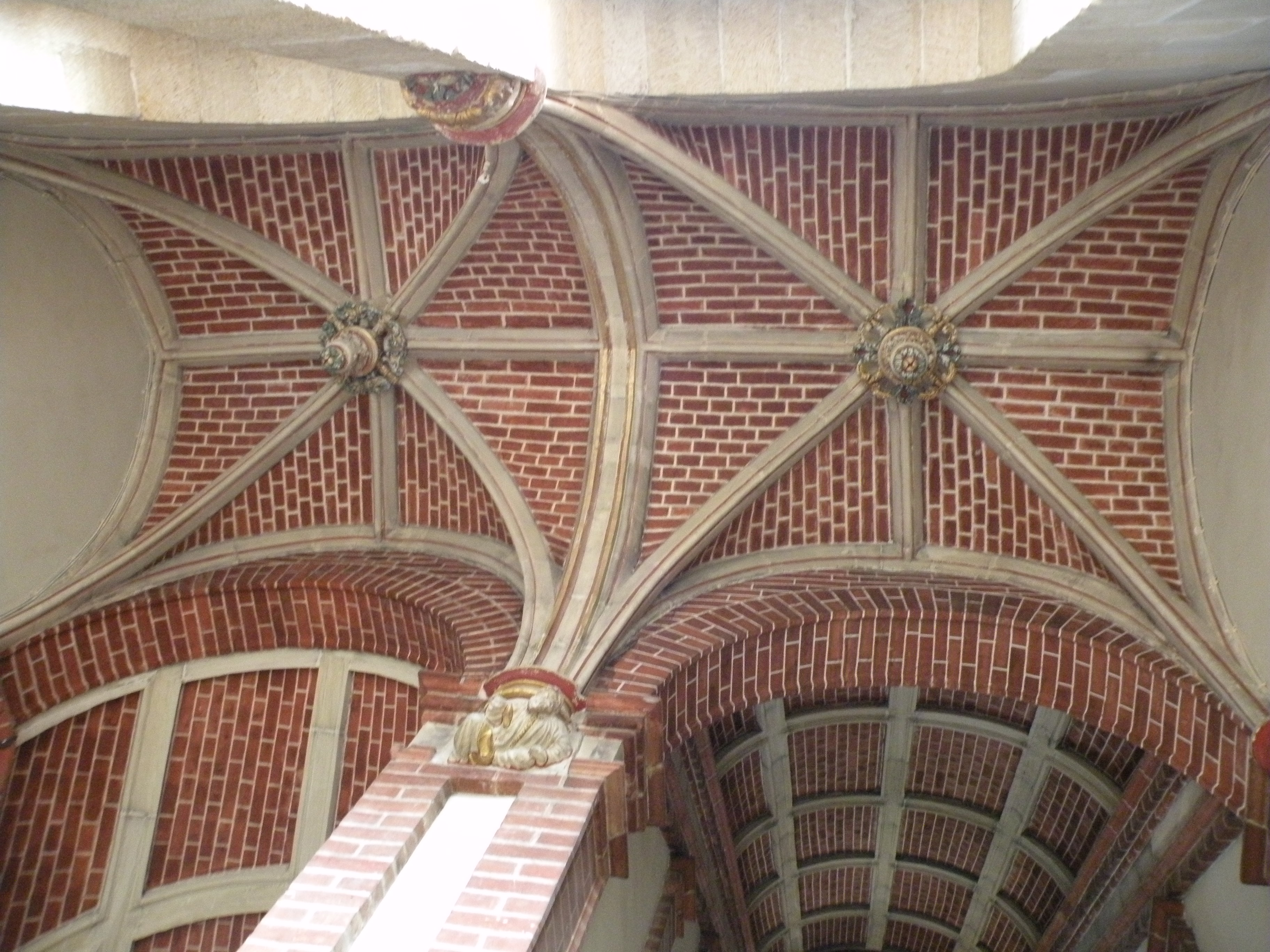
Нервюрный свод в Сен-Жерменском замке. Раннее французское Возрождение
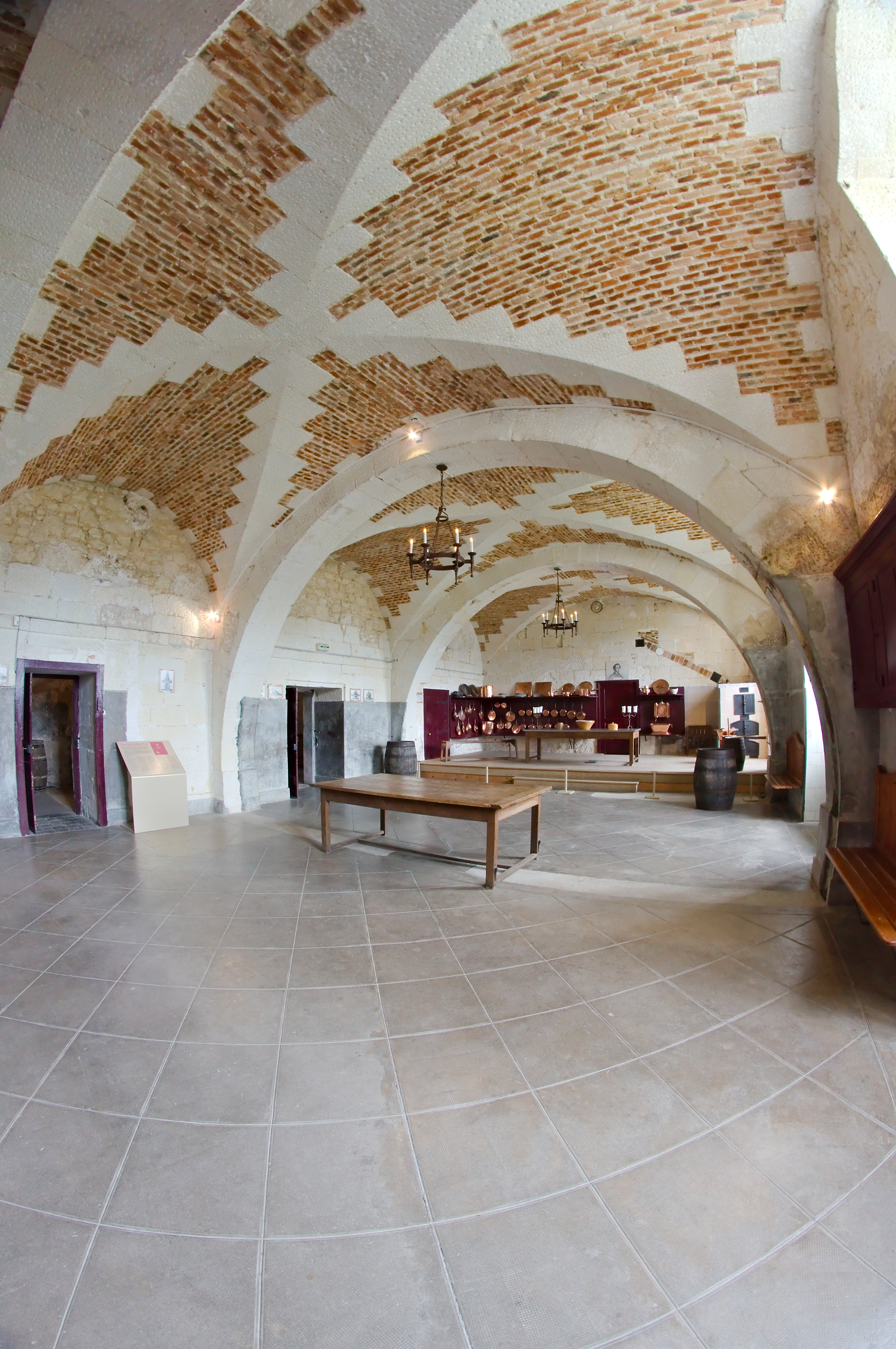
Своды в замке Валансе
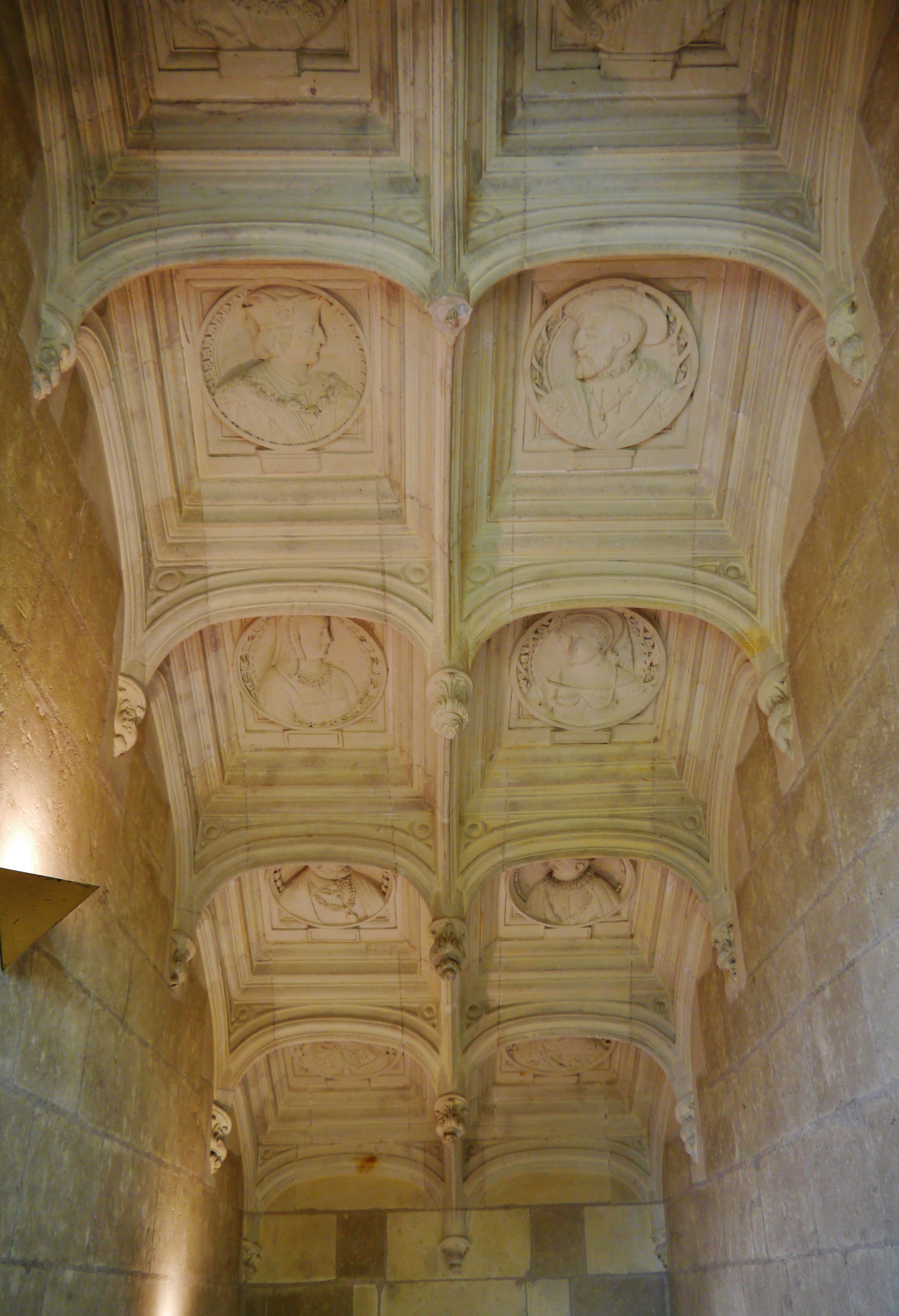
Кессонированные своды лестницы замка Азе-лё-Ридо
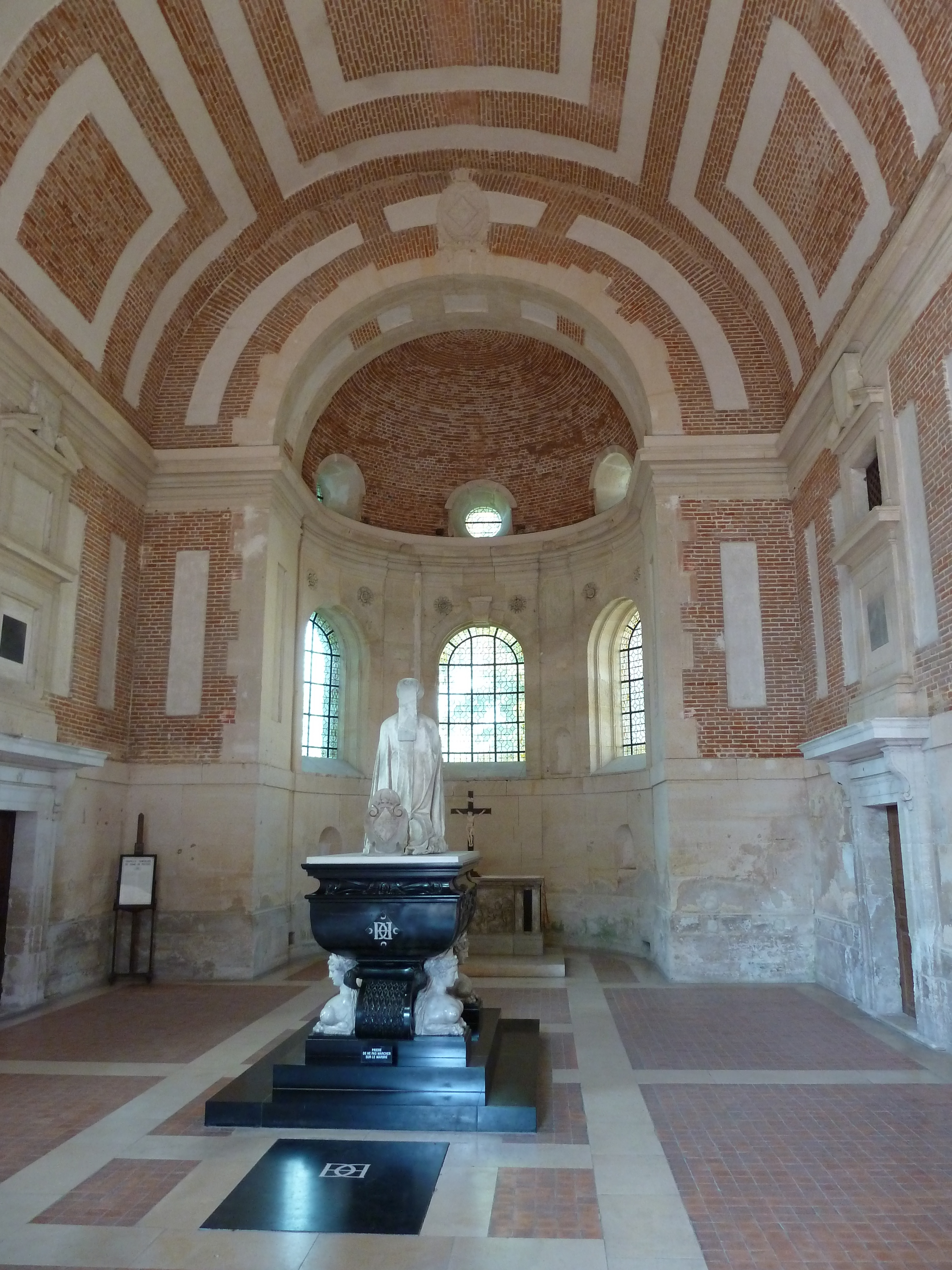
Цилиндрический и полукупольный своды капеллы замка Ане
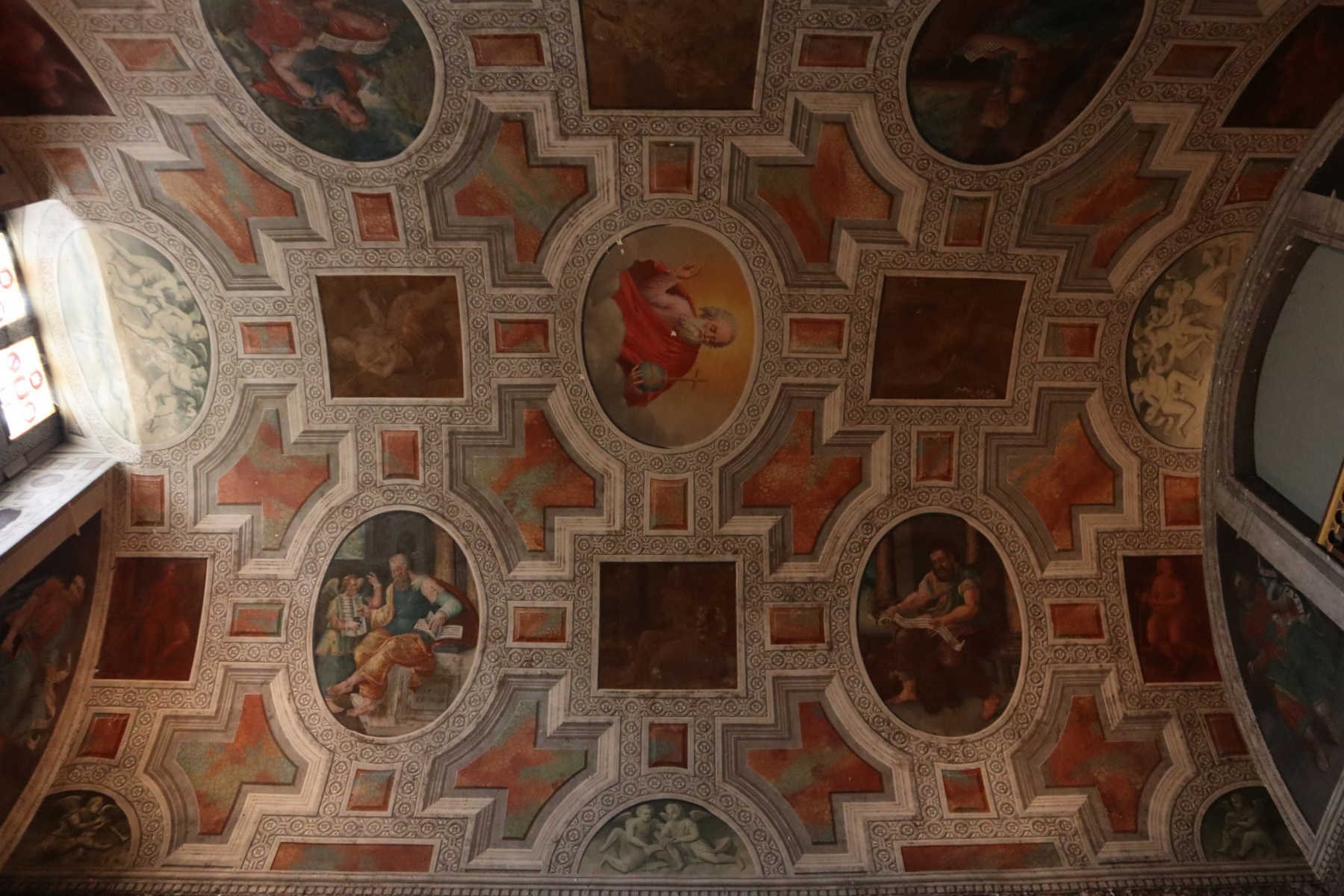
Свод капеллы в Анси-ле-Фран

### Деревянные конструкции

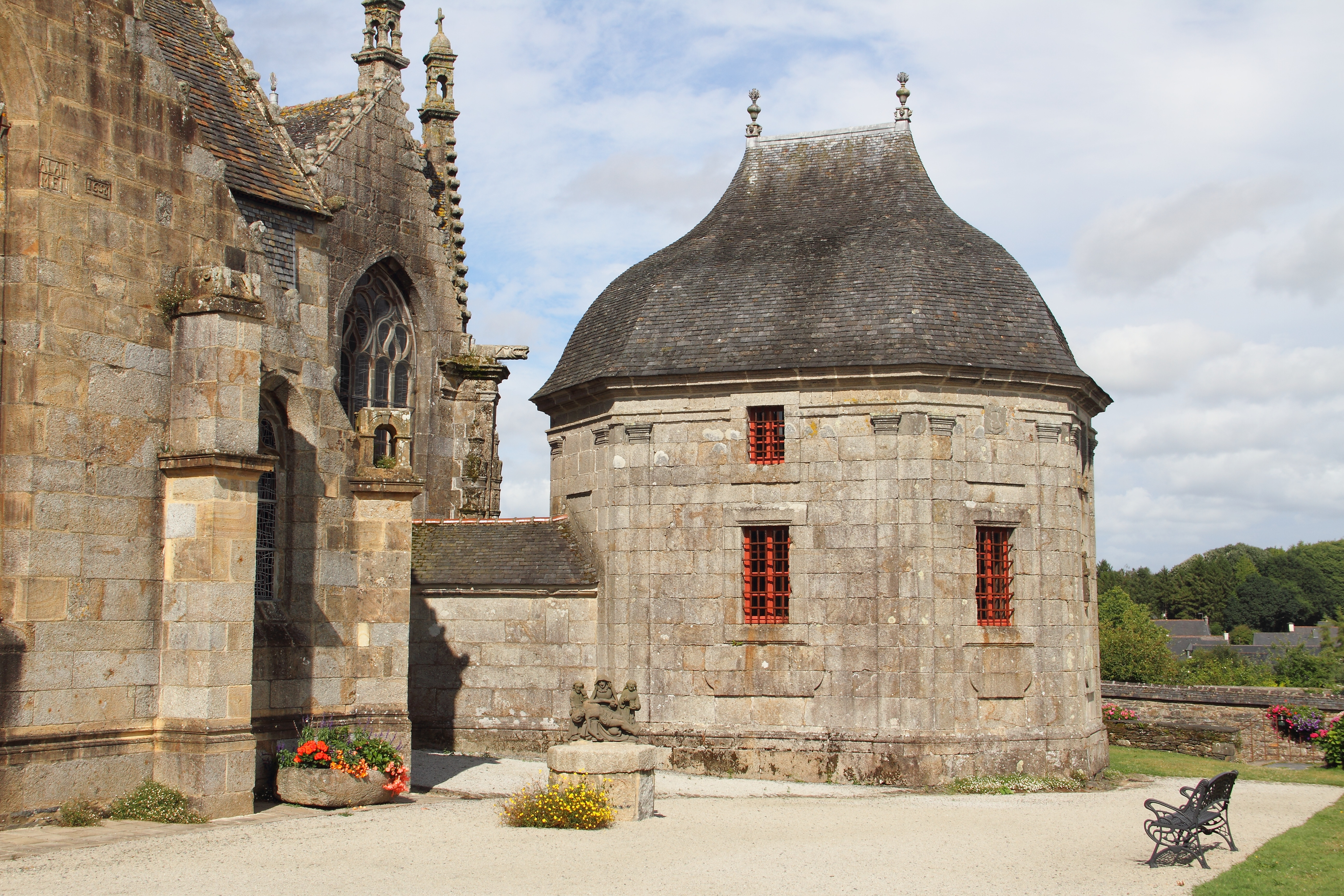
Изобретённая Филибером Делормом форма крыши. Ризница церкви Сен-Сулио

Фахверковые стены, применявшиеся во французских частных постройках и практически неизвестные в Италии, продолжали строить по традиции средневековья, поменялся только орнамент.
Конструкции деревянных крыш не только повторяли крутизну скатов готических кровель, но и стали возводиться гораздо последовательнее, чем в XV веке, по системе стропил без затяжек. Единственной новой формой стала выпуклая крыша, остов которой составляли спаренные кружала, сплочённые из толстых досок, поставленных на ребро и соединённых болтами. Данный тип крыши был изобретён во Франции Филибером Делормом.
Водосточные желоба, распространённые в средневековье, в эпоху ренессанса практически не применялись: их можно было встретить в старом Лувре, в замке Пайи и в некоторых поздних памятниках. Обычно крайние черепицы крыши выступали за карниз, давая непосредственный сток дождевым водам.

## Декор
Не свойственные Франции орнаментальные мотивы и декоративные элементы итальянского происхождения пришли в архитектуру и скульптуру страны только в начале XVI века, после итальянских походов Карла VIII и Людовика XII. Применение и развитие ренессансных форм шло достаточно медленно, что считается характерной чертой французского Возрождения: средневековый характер искусства страны «переживал себя», постепенно освобождаясь от господства готики и сохраняя только отвечавшие новой эпохе элементы готического искусства.
Некоторые декоративные формы итальянского происхождения появились в искусстве Франции в последние годы правления Людовика XI и период правления Карла VIII, при этом они были скорее скульптурные, чем архитектурные: гробница Карла Анжуйского в соборе Ле-Мана (1475), Гроб Господень в Солемском аббатстве и в особенности капелла Сен-Лазер в Марсельском соборе (1480), созданная итальянцем Франческо Лаурана, приглашённым в числе других итальянских художников ко двору Рене Доброго в Провансе. Тем не менее, деятельность этих художников не оказала сильного влияния на французскую культуру, так как Прованс в тот момент находился вдалеке от основных художественных центров страны.
Больший вклад в распространение итальянских декоративных форм внесли гравюры и иллюстрированные книги, привезённые во Францию в конце XV века. По ним французские гравёры и издатели ознакомились с итальянскими декоративными приёмами и стали воспроизводить их в своих работах. В книге «Теренс Лионский» (1493) содержались ещё неумелые попытки изобразить путти, рог изобилия, ниши-раковины эпохи Кватроченто, однако в «Римских часах» изданных в 1502 году в Париже иллюстрации итальянского декора были выполнены на более высоком уровне, хотя и сочетались с элементами готики. Издание «История Парижа» (1512) показывало, что к тому моменту итальянский декор уже был хорошо изучен и умело воспроизводился в иллюстрациях и гравюрах, по крайней мере в ксилографии.
В период Первого французского Ренессанса, во времена правления Людовика XII, в архитектуре впервые появляются мотивы, заимствованные из классического ордера — главного элемента декора эпохи Возрождения.

### Ордер
Применение ордера во Франции началось на рубеже XV—XVI столетий. Французские строители поначалу робко, а потом всё увереннее соединяли возрождённую итальянскими мастерами ордерную систему и традиционные готические конструкции. Для них ренессансное искусство выступало лишь в качестве ещё одной декоративной системы, которую охотно «примеряли» на крепостные стены, башни, готические порталы и своды. Освоение ордерной системы во французской архитектуре делят на несколько этапов:
- Эпоха Людовика XII — время, когда впервые появились намёки на формы ордеров (рисунок и профилировка);
- Большая часть правления Франциска I — в употребление вошло широкое применение ордеров, которые тем не менее были лишены модульных пропорций;
- Правление Генриха II — в этот период были окончательно освоены канонические пропорции ордеров.

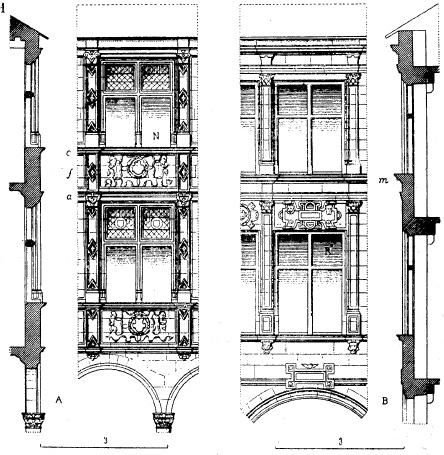
Иллюстрация Огюста Шуази (рис. 1)

Хронологически цепь идей, связанных со всё более последовательным применением во Франции ордеров была отражена в работе «История архитектуры» Огюста Шуази. На иллюстрации (рис. 1) представлены зарисовки фрагментов фасадов с пилястрами двух зданий в Орлеане периода Возрождения:
- Эпохи Франциска I (изображение A)
- Эпохи Генриха II (изображение B)

На фасаде A привлекал внимание необычный вид антаблемента с чрезмерной высотой фриза (f) и небольшой высотой венчающего его карниза (c). Подобная композиция объяснялась приверженностью французских зодчих средневековой традиции: каждый элемент должен был иметь свой смысл и назначение. Для архитектора, создавшего антаблемент (ac), нижний уровень архитрава был равен полу; фриз — подоконной стенке окна; карниз — пояску подоконника окна. Система декора в данном случае была увязана с конструкцией здания, что послужило искажением классических пропорций. В Италии подобные искажения допускались только в начале Ренессанса и только в одном случае — в аркаде на колоннах. Во Франции такой подход стал правилом.
Постепенно, под влиянием итальянской архитектуры, развивалось чувство модульных пропорций, архитекторы стали отказываться от увязки линий антаблемента и конструктивных элементов, однако традиция интерпретировать карниз как подоконник сохранялась.

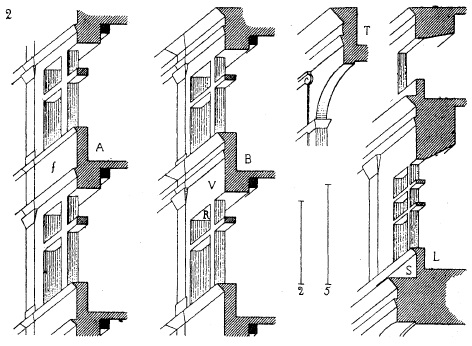
Иллюстрация Огюста Шуази (рис. 2)

На фасаде B архитектору удалось избежать неестественно увеличенного фриза, однако промежуток между карнизом (m) и перемычкой над окном (R) был равен всей толщине пола и высоте подоконной стенки. В результате над окном оставалась гладкая поверхность, ничем не оправданная снаружи, но заполненная изящными картушами, что сглаживало ошибки оформления.
На втором изображении были указаны предыдущие примеры, но без декоративных деталей (рис. 2). На чертеже A был представлен фриз — подоконная стенка (f); на чертеже B — гладкая поверхность (V) между окном (R) и антаблементом. На чертеже L показано, что позже во французской архитектуре делались попытки согласовать ордерные пропорции и конструктивные элементы, помещая между этажами стилобат (S), соответствовавший по высоте подоконной стенке. Прибавление к ордеру нового элемента вынуждало чрезмерно увеличивать высоту этажа, поэтому такой приём применялся только в монументальных сооружениях, например — в Лувре. Антаблемент в роли подоконника существовал до времени Позднего Ренессанса. На чертеже T был показан такой антаблемент на террасе Тюильри, где он выступал в роли балкона.

#### Колонна, пилястра
Скульптурные орнаменты и профили ордеров в период Первого французского Ренессанса характеризовались общим восприятием ордера во французской архитектуре в тот период. Последний характеризовался: невниманием к античным пропорциям, при этом сохранял общий итальянский вид; лёгкость и тонкость декоративной обработки выражали его французский характер. Применявшаяся в данный период пилястра украшалась бордюрами и ромбовидной профилировкой (например, в замке Шамбор). Капитель в ранний период украшалась коринфским ордером, но допускались многочисленные вариации. В этом снова ощущалось влияние готического искусства, не позволявшего создавать повторяющиеся капители. Единообразие было введено только когда капитель приняла совершенно классический вид. В течение всего раннего Ренессанса каждый этаж обрабатывался малым ордером (среди редких исключений — выступы Экуана и ворота в замке Ла-Тур-д’Эг). Первые здания украшенные пилястрами большого ордера появились только во второй половине XVI века.
Дорический ордер появился во Франции в период правления Генриха II в архитектуре Анси-ле-Фран, Фонтенбло и Экуана; ионический — в работах Филибера Делорма в Тюильри. Делорм стал автором и другого новшества — так называемого «французского» ордера («ордера с барабаном»). Лишённые возможности вытесать колонну или пилястру из монолитного блока (такая возможность существовала только в Италии, богатой запасами мрамора), французские архитекторы использовали несколько сложенных блоков. Для маскировки швов Делорм придумал покрыть пространство состыковок кольцами с орнаментами. Впервые зодчий применил новый ордер в капелле парка Виллер-Котре; в 1560-х годах — в Тюильри. Такого же рода кладку колонн применял Пьер Шамбиж в крыле Лувра, служащим основанием для галереи Аполлона. Делорм также изобрёл для Екатерины Медичи «французский» ионический ордер, применив его на фасадах западного крыла Тюильри. Ордер отличался свободой и фантазийностью, свойственной маньеризму (в тот период традиционный витрувианский ионический ордер казался уже недостаточно нарядным).
В период позднего Возрождения распространённым приёмом стала замена ордерных колонн и пилястр одной из форм вертикальной опоры — кариатидами или гермами. Четыре огромные гермы, изображавшие римских богов, были размещены Жаном Бюлланом в парадном фасаде проекта перестройки замка Шенонсо. Герма, с венчающей фигурой Геракла, присутствовала на одном из эскизов Шарлеваля.

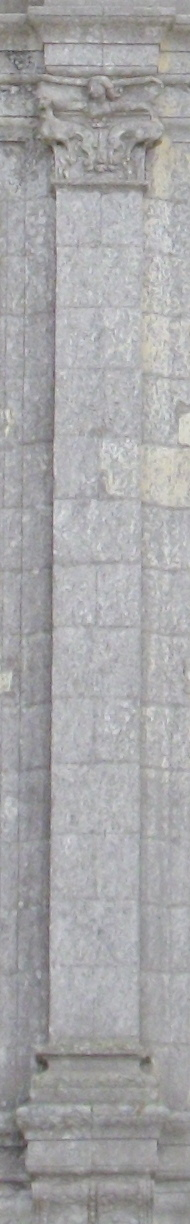
А
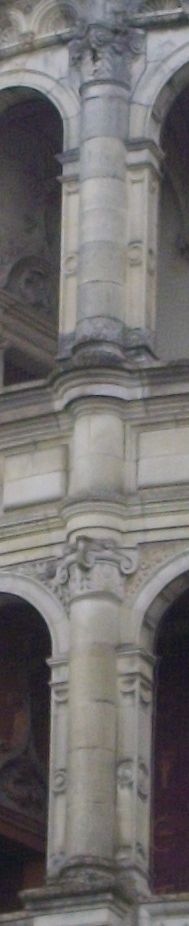
Б
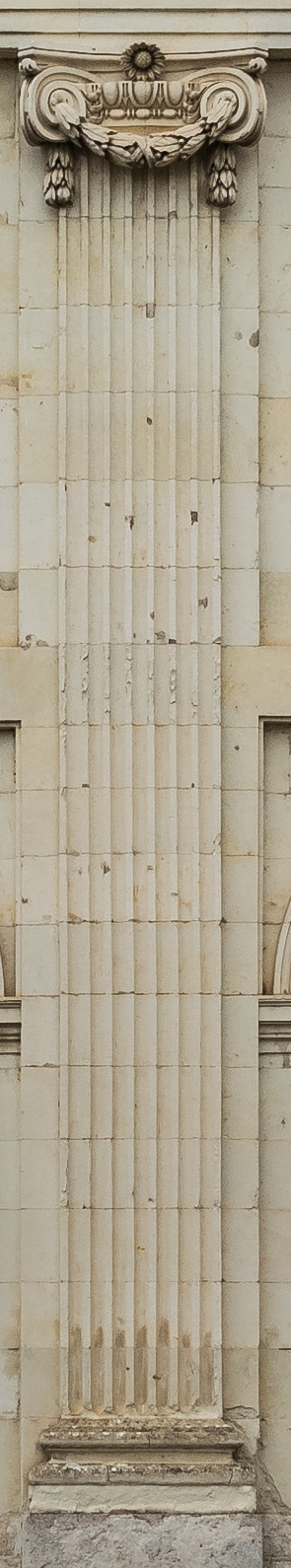
В
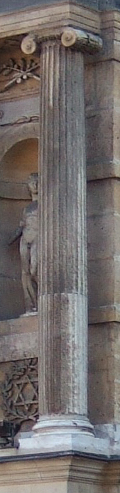
Г
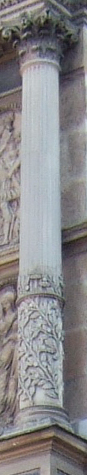
Д
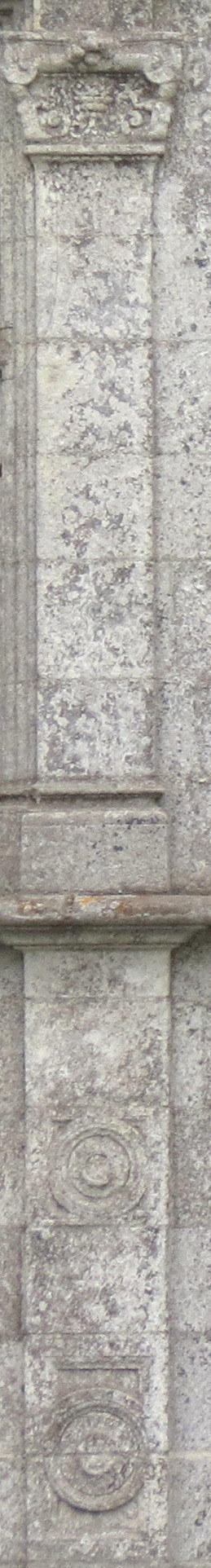
Е
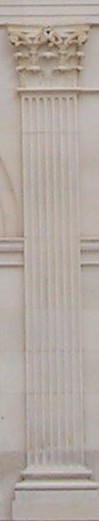
Ё
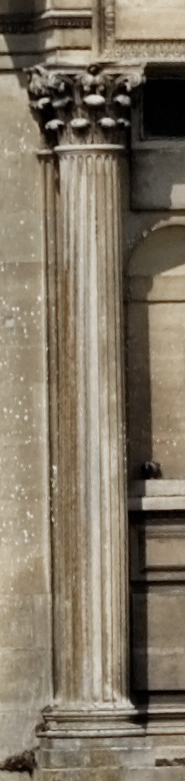
Ж
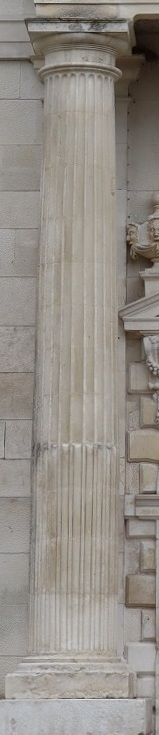
З
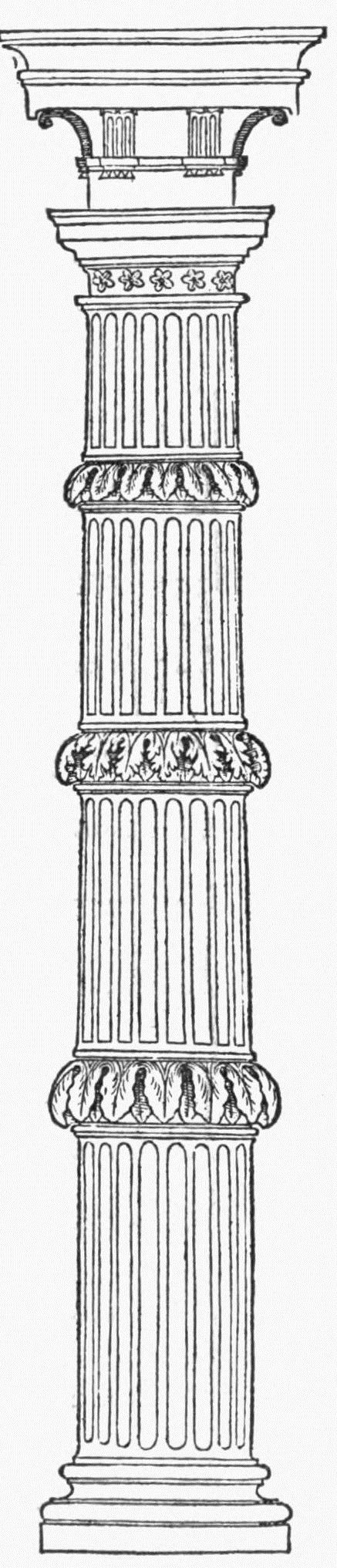
И
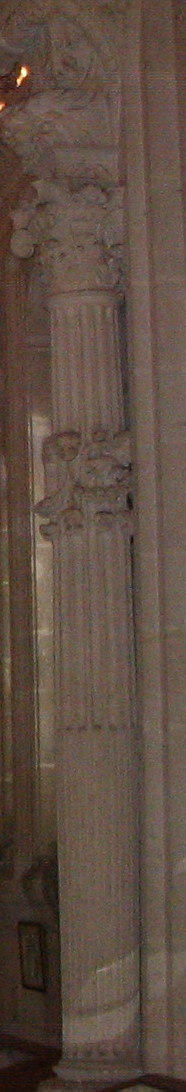
Й
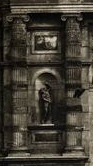
К
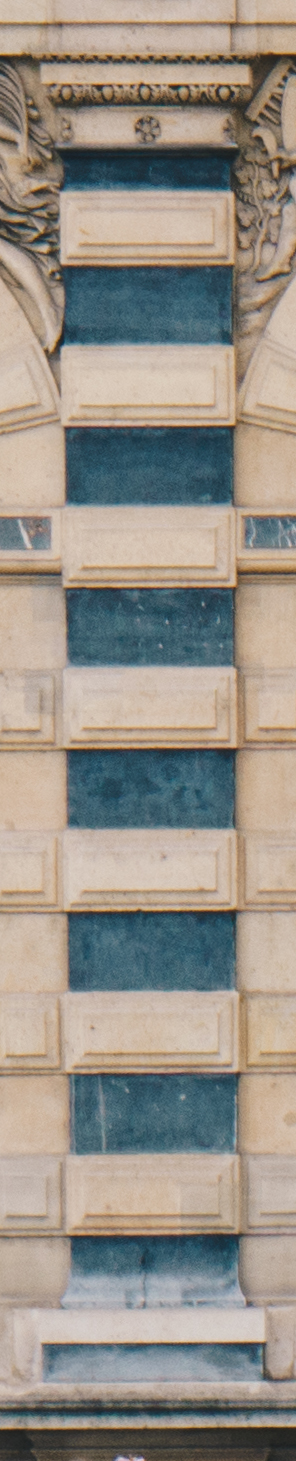
Л
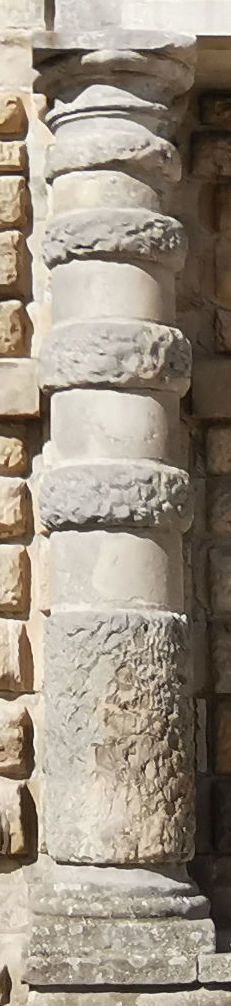
М
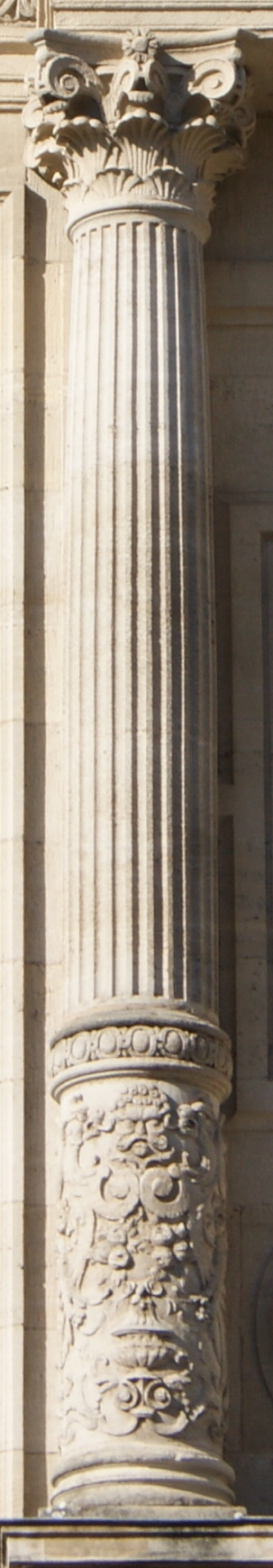
Н

#### Антаблемент

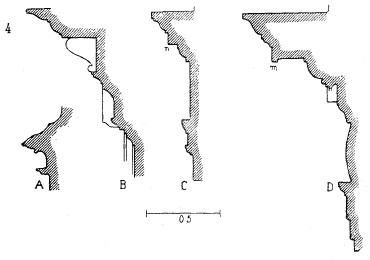
Иллюстрация Огюста Шуази (рис. 4)

На иллюстрации (рис. 4) представлены в разрезе несколько примеров антаблементов и поясов эпохи французского Возрождения:
- Декоративный пояс из Отель де Санс, периода Людовика XII (чертёж A);
- Венчающий карниз городской ратуши Божанси, периода Людовика XII (чертёж B);
- Антаблемент одного из ордеров с пилястрами замка Шамбор, периода Франциска I (чертёж C);
- Антаблемент из Тюильри, построенный через несколько лет после смерти Генриха II (чертёж D).

Профили стали заимствовать из классических ордеров начиная с периода правления Франциска I. Все они имели прообразом коринфский тип, но отличались особенностью, не находившей примеров ни в античных, ни в итальянских образцах — во всех зданиях раньше 1540 года нижняя поверхность карниза (n на чертеже C) оставалась плоской.
С началом применения французскими архитекторами классического карниза, из него исчез капельник, что являлось характерной чертой раннего французского Ренессанса. Техническая функция капельника состояла в необходимости отведения дождевой воды от поверхности стен; он мог быть излишним для венчающего карниза, покрытого краем выступающей кровли, но оставался полезен в междуэтажных поясах. Тем не менее, в Фонтенбло, в старинных частях Экуана, как и в других постройках периода Франциска I, капельник отсутствовал (применялись только профили по типу C). Карниз с капельником появился вновь не ранее строительства Луврского дворца Пьером Леско, а при Генрихе II его наличие стало общим правилом (чертёж D).

### Рустика
Характерной чертой французского Ренессанса стала замена пилястров рустованными лопатками, которые всегда перевязывали с кладкой стен штрабами. Этот декоративный приём применялся в замке Блуа, во всех сооружениях периода Людовика XII.
Впервые выступающие ряды камней в качестве рустов, были применены, по всей видимости, Пьером Леско в Луврском дворце. По углам внешних фасадов сооружения были расставлены акценты крупными камнями, выделявшимися правильными рядами на фоне гладких стен. Во дворце Линери (Карнавале) Леско декорировал неровными рустами целый фасад. В 1550-х годах архитектор использовал мощный римский руст в декорировании фасадов дворца Валлери. Со стороны двора каменная кладка состояла из гладких и плоских блоков, с парадной — из выпуклых, обработанных под естественный камень. Рустика дворца придавала сооружению суровый и неприступный вид, являясь своеобразным напоминанием о средневековых замках.
Рустикой пользовался и Филибер Делорм. В 1540-х годах он украсил мощными рустованными пилястрами дворец Сен-Мор. В Париже архитектор построил собственный дом в рустованном стиле, близком стилю дворца Валлери Пьера Леско.
При Карле IX русты стали основным мотивом декорации фасадов Шарлеваля. Примерно в то же время мотив рустики встречался в замке Пайи, где ширина рядов кладки уменьшалась от снования к вершине здания, создавая иллюзию крупномасштабности, напоминая флорентийские палаццо.

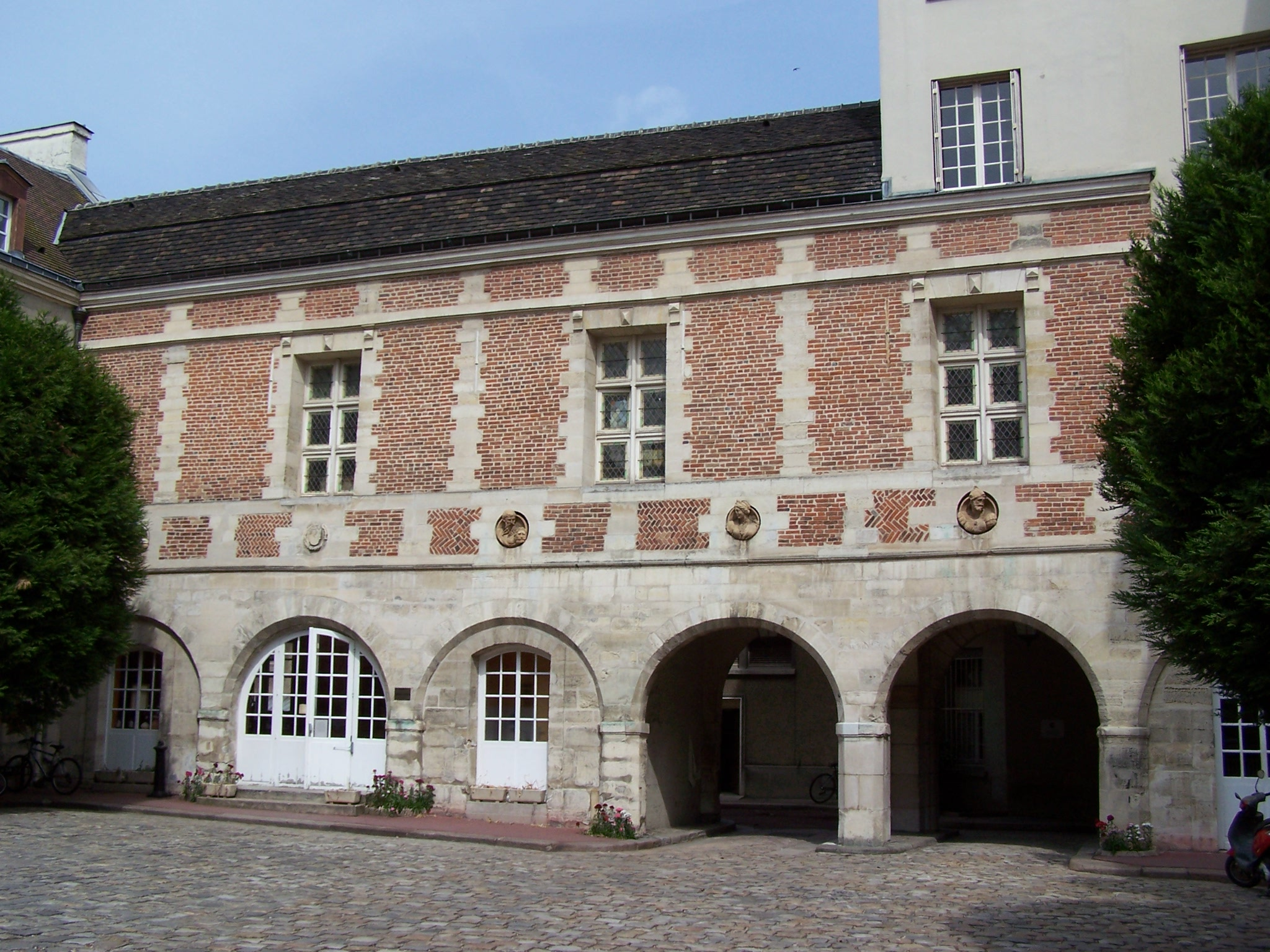
Особняк Сципио в Париже
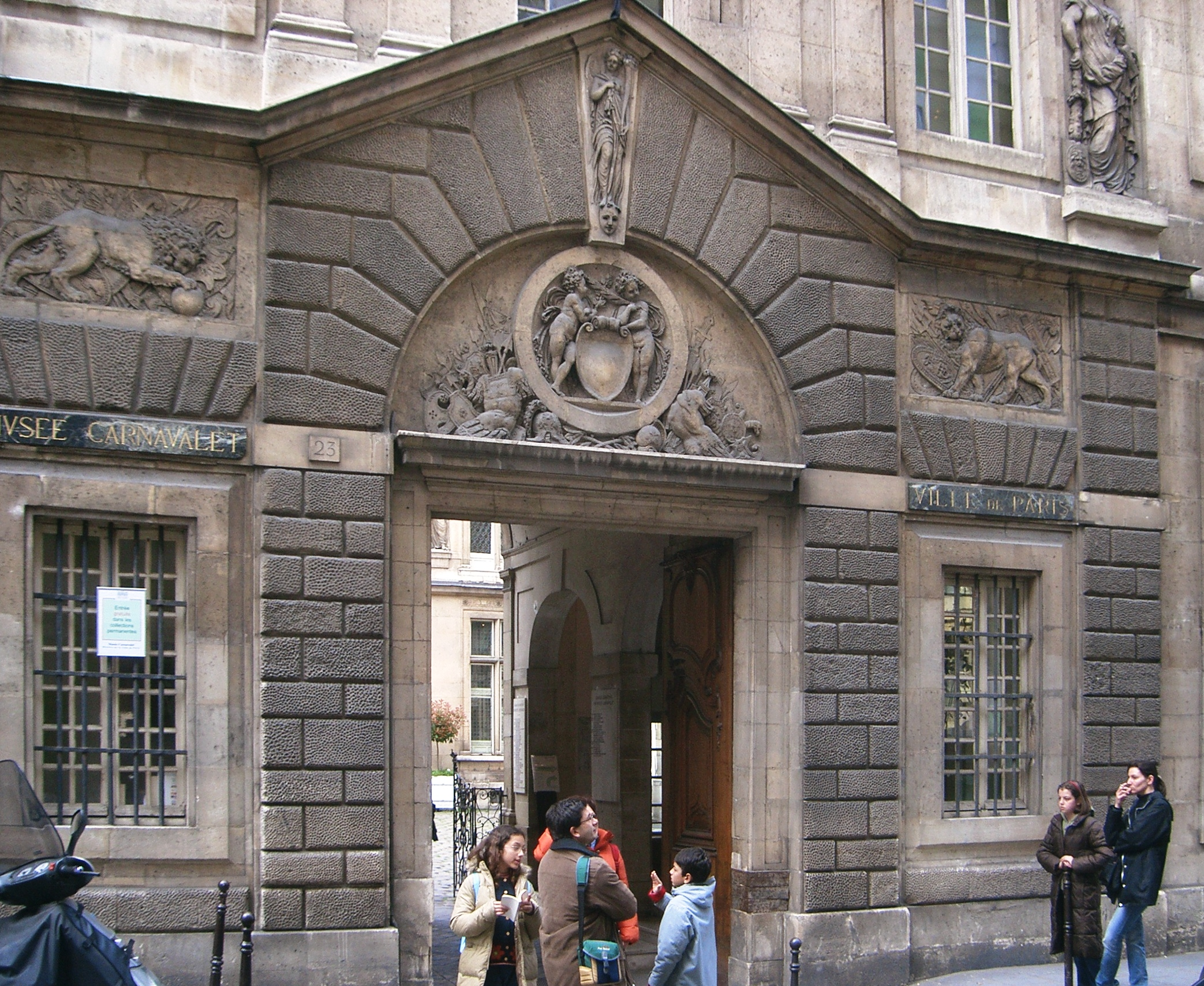
Рустованный портал отеля Карнавале
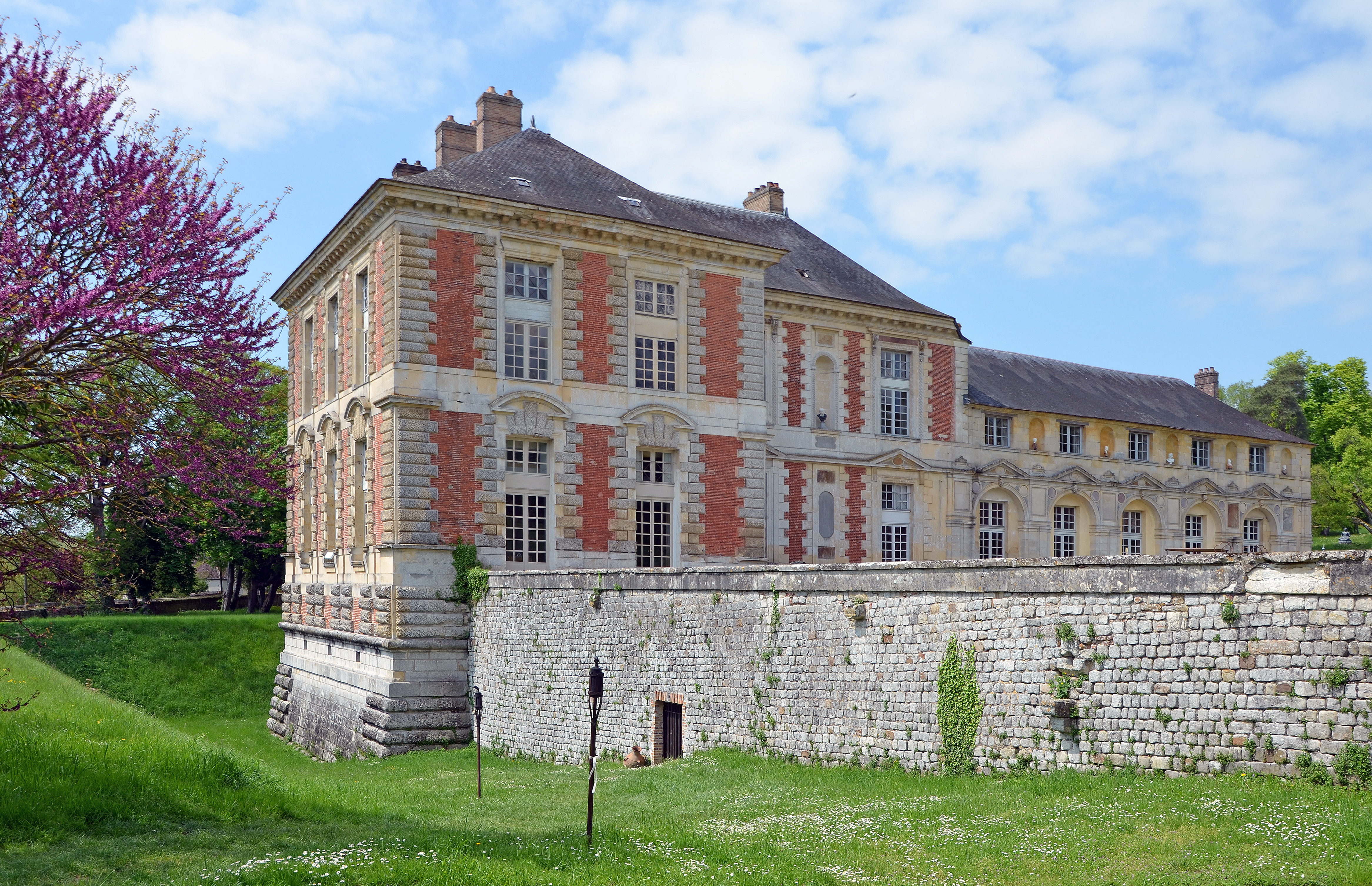
Дворец Валлери
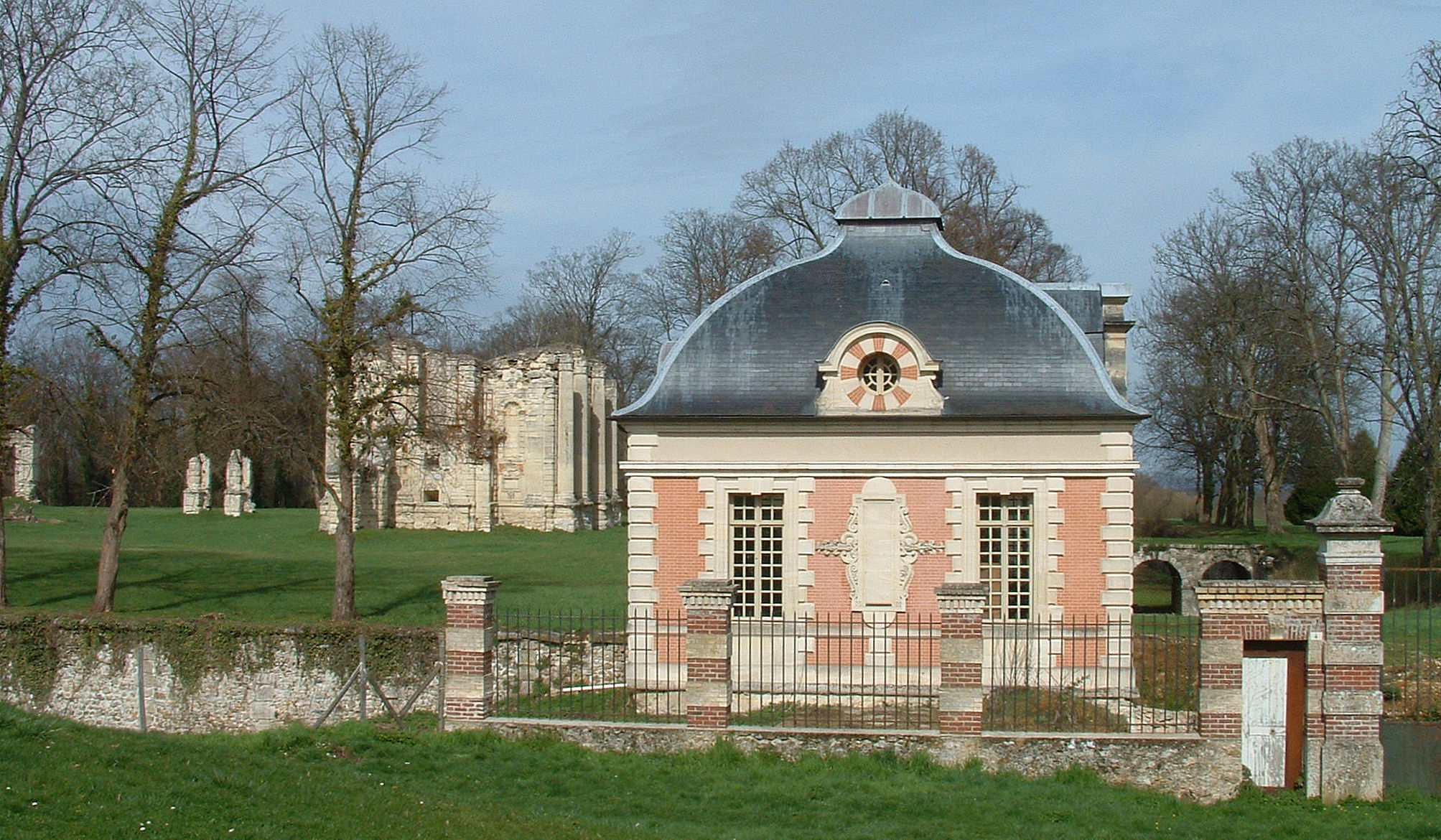
Сохранившиеся постройки замка Монсо
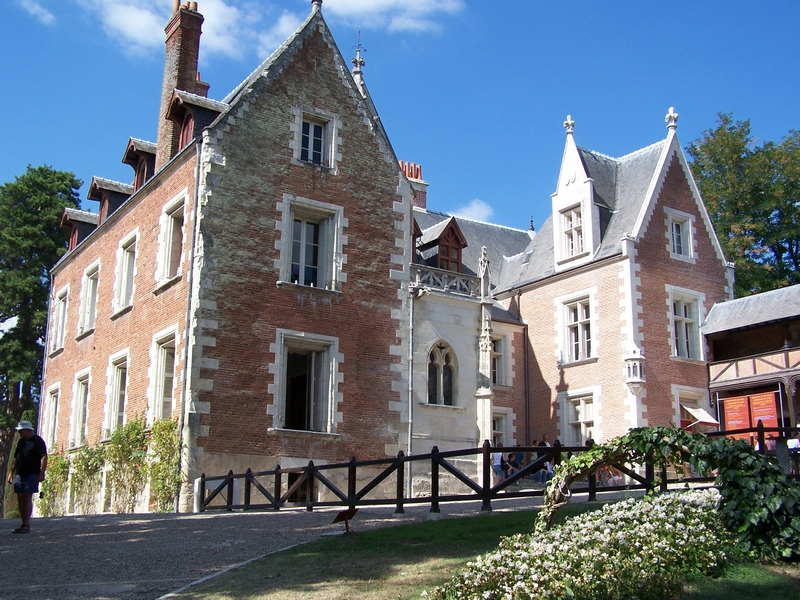
Замок Кло-Люсе
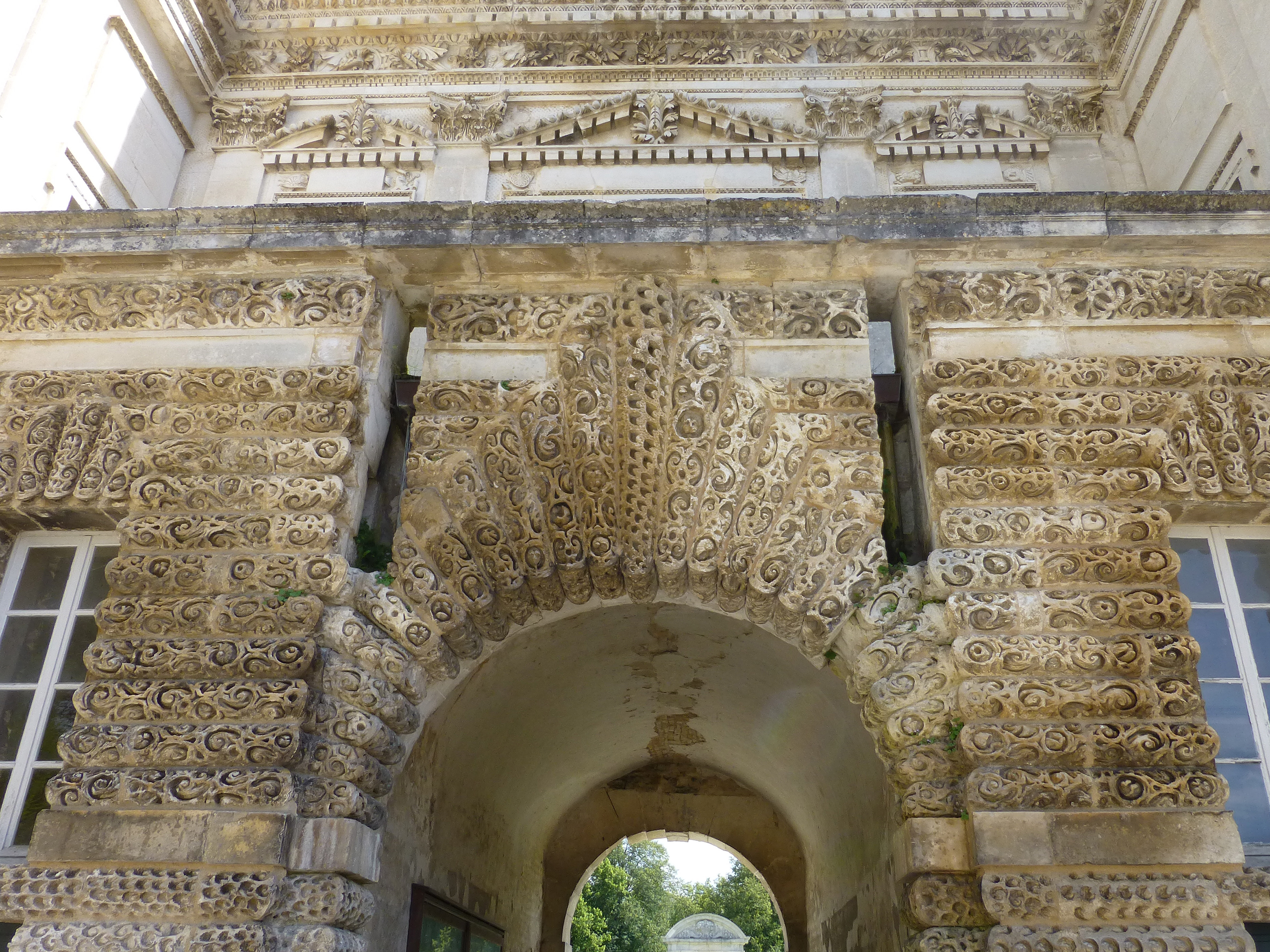
Русты замка Танлай

### Проёмы: двери, окна, люкарны
Декоративные элементы и кладка
Если в Италии наличники окон и дверей являлись по сути рамами из камня, вставленными в проём стены, то во Франции обрамления были связаны в единое целое со всей конструкцией. Итальянский рационализм не требовал изображать технически не существующую связь между наличником и телом стены. Во Франции, в свою очередь, из тех же соображений было необходимо эту связь обозначить. Из этого вытекала существенная разница во внешнем виде проёмов между двумя архитектурными школами: итальянские каменные обрамления не были связаны с кладкой стен; французские — связывались штрабами.
Оформление наличников
Дверь во французском Ренессансе обычно обрабатывалась в виде арки с пилястрами, украшенной скульптурными деталями или увенчанной фронтоном.
Раннее итальянское Возрождение допускало для оформления окон парные арки, вписанные в полуциркулярное обрамление. Французский Ренессанс, развивавшийся в то время, когда эта декоративная форма в Италии уже выходила из употребления, сохранял в церковных зданиях и парные проёмы и разветвлённые бруски оконных переплётов.
В светской архитектуре окна имели преимущественно прямоугольные наличники. Разделение проёма достигалось при помощи крестовидных переплётов, облегчавших застекление и дававших необходимый масштаб.
Связь наличников разных этажей
Оконным наличникам во французском Ренессансе придавался вид изолированных рам, при этом обрамления окон разных этажей были согласованы между собой. Выстраиваемая вертикальная система декора окон завершалась люкарной. Соединённые вместе, все части образовывали непрерывный орнаментальный мотив, начинавшийся от земли, пересекавший карниз и достигавший крыши.
Происхождение такого вертикального мотива, предположительно, необходимо искать в ранней готической архитектуре, в которой проёмы пробивались уже после возведения стен. Вместо того чтобы пробивать отверстия на каждом этаже было легче пробить всю стену целиком, сделав один вертикальный проём от карниза до уровня земли, а после установить в нём каменные рамы.
Дверные створки и переплёты окон
Створки дверей, по средневековой традиции, состояли из мелких филёнок, обрамлённых профилированными брусками, которые по возможности не соединяли в ус. До конца царствования Франциска I встречались полотна створок, обработанные наподобие драпировок.
Оконные рамы имели крестовидные переплёты и снабжались нижним отливом с начала XVI столетия. Остекление, как и в период готики, состояло из кусочков стекла, вставленных в тонкую свинцовую оправу. Листовое стекло впервые применили при строительстве замка Ане, но оно всё ещё было оправлено в свинец.
Стекло в период Ренессанса было окрашено, но слегка, чтобы не мешать освещению. Вокруг каждого кусочка стекла обводился бордюр; в центре помещался рисунок — обычно геральдический щит, окрашенный в лёгкие тона.
Слуховые окна (люкарны)
Люкарна — изобретение готической архитектуры, распространившееся в средние века во Франции и в странах Северной Европы, так как дождливый климат этих государств требовал наличия крыш с крутыми скатами (итальянские плоские кровли не имели слуховых окон).
Проследить эволюцию форм и скульптурного декора люкарн во французском Ренессансе можно на примере Экуанского замка. Первые два изображения (A и B) показывают люкарны, относившиеся к эпохе Франциска I и характеризовавшиеся причудливой и изменчивой архитектурой своего времени, требовавшей разнообразия вариантов (люкарна в каждом пролёте имела свой скульптурный декор).
Два вторых изображения (C и D) показывают люкарны из пристроек, построенных при Генрихе II. Для них был характерен единый тип, установившаяся архитектурная форма, в которой искусство сочетания переходов и контрастов достигло большого мастерства. В данном варианте люкарны были одинаковыми уже во всех пролётах.

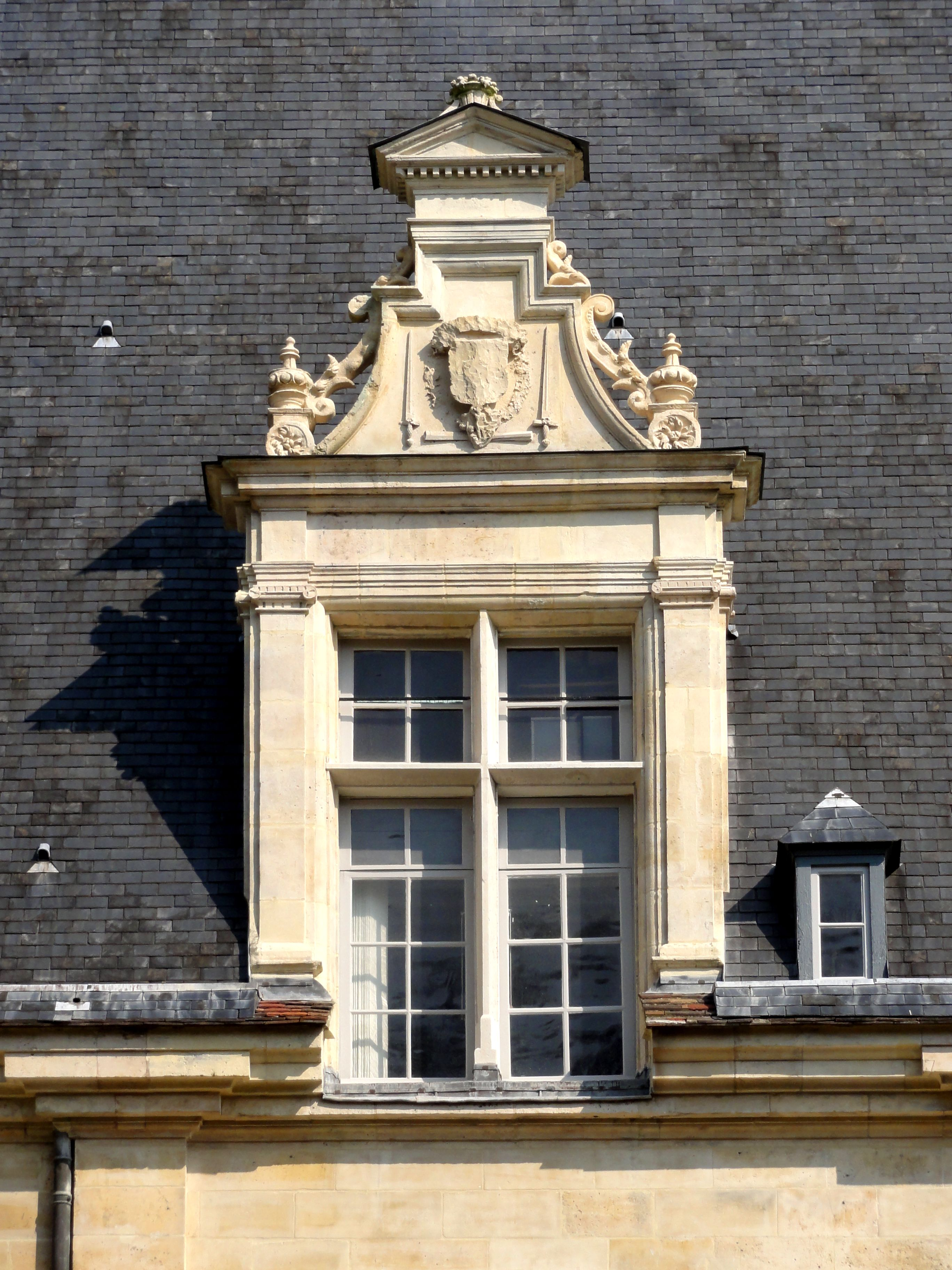
A
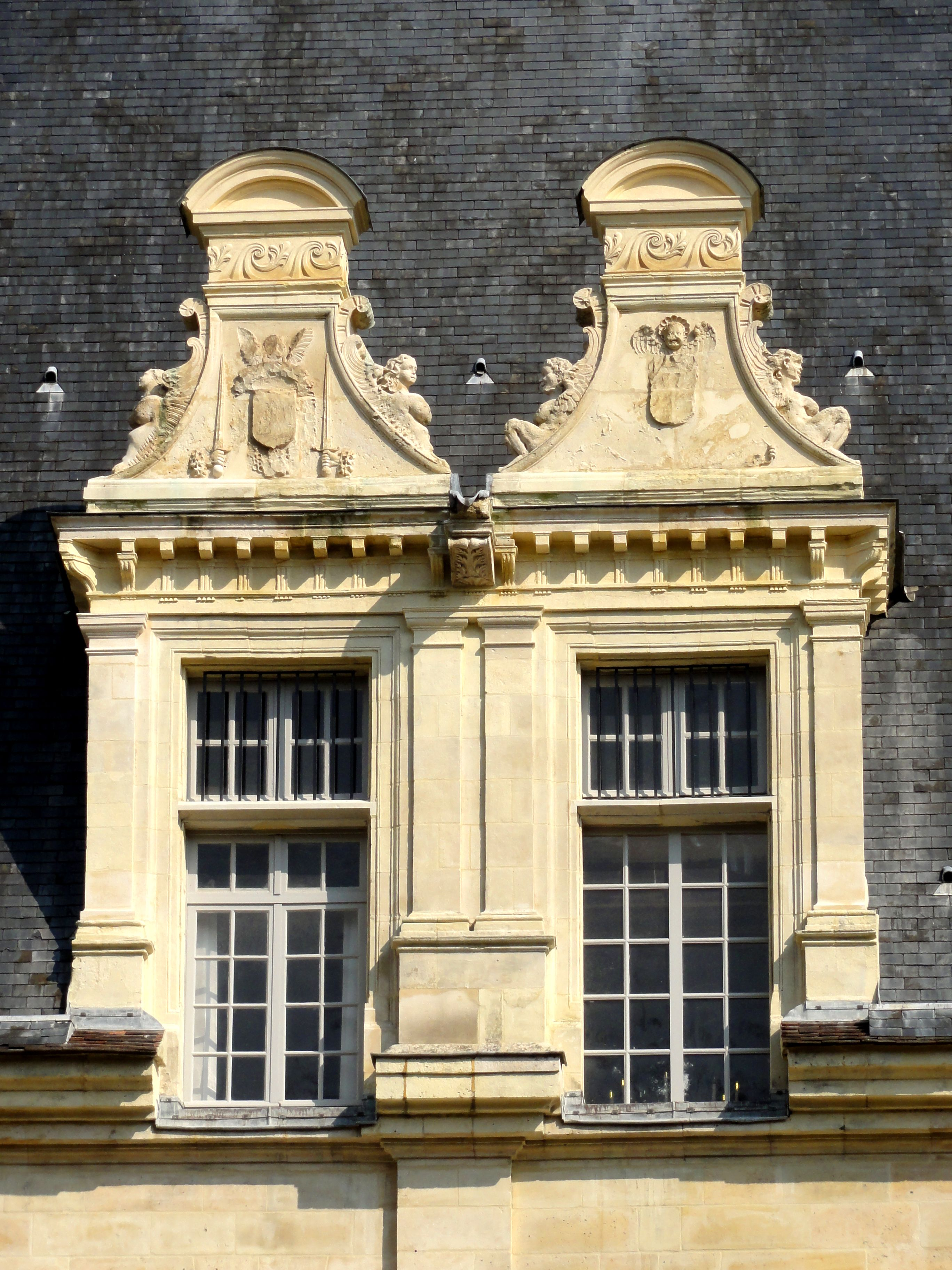
B
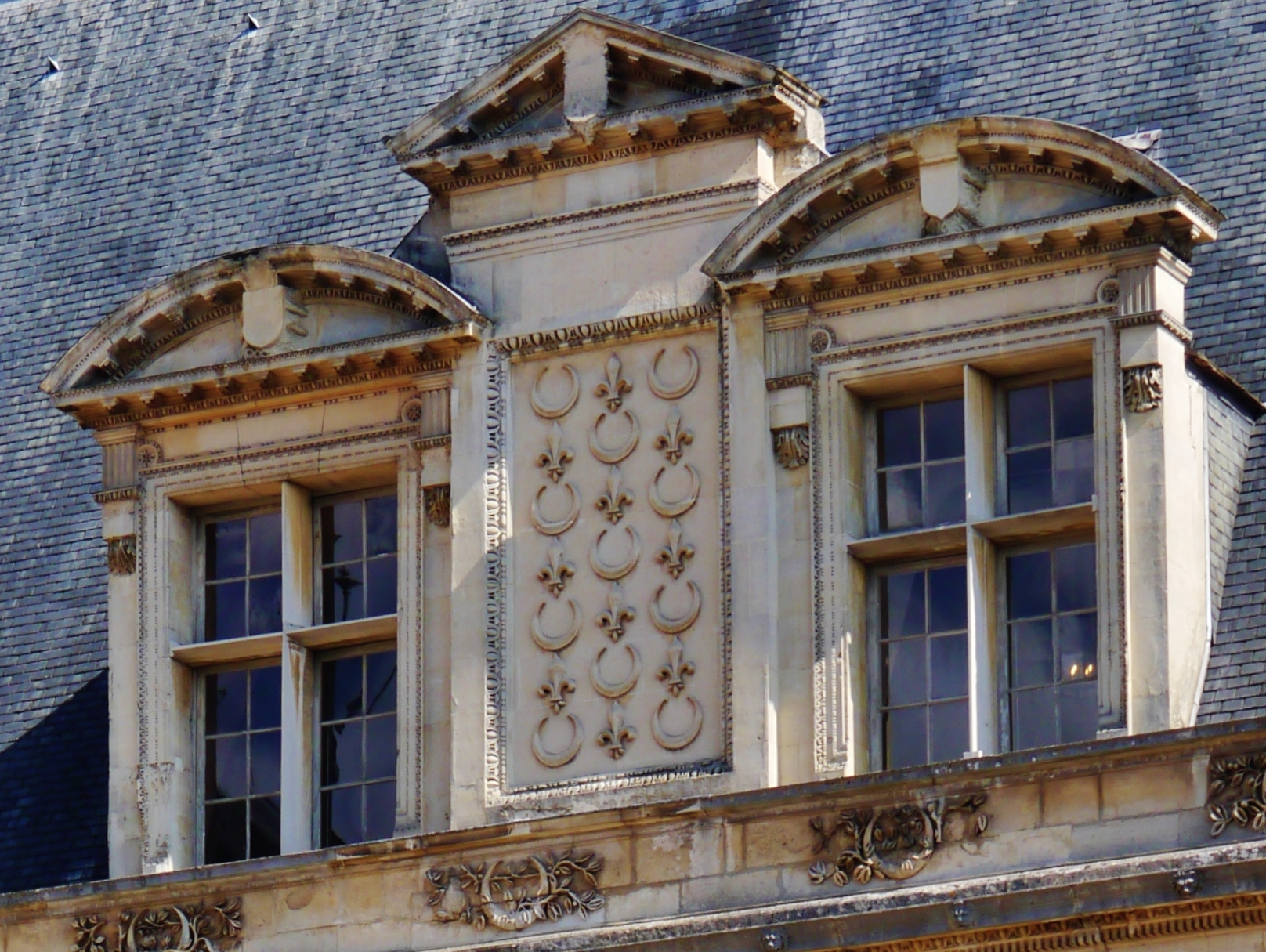
C
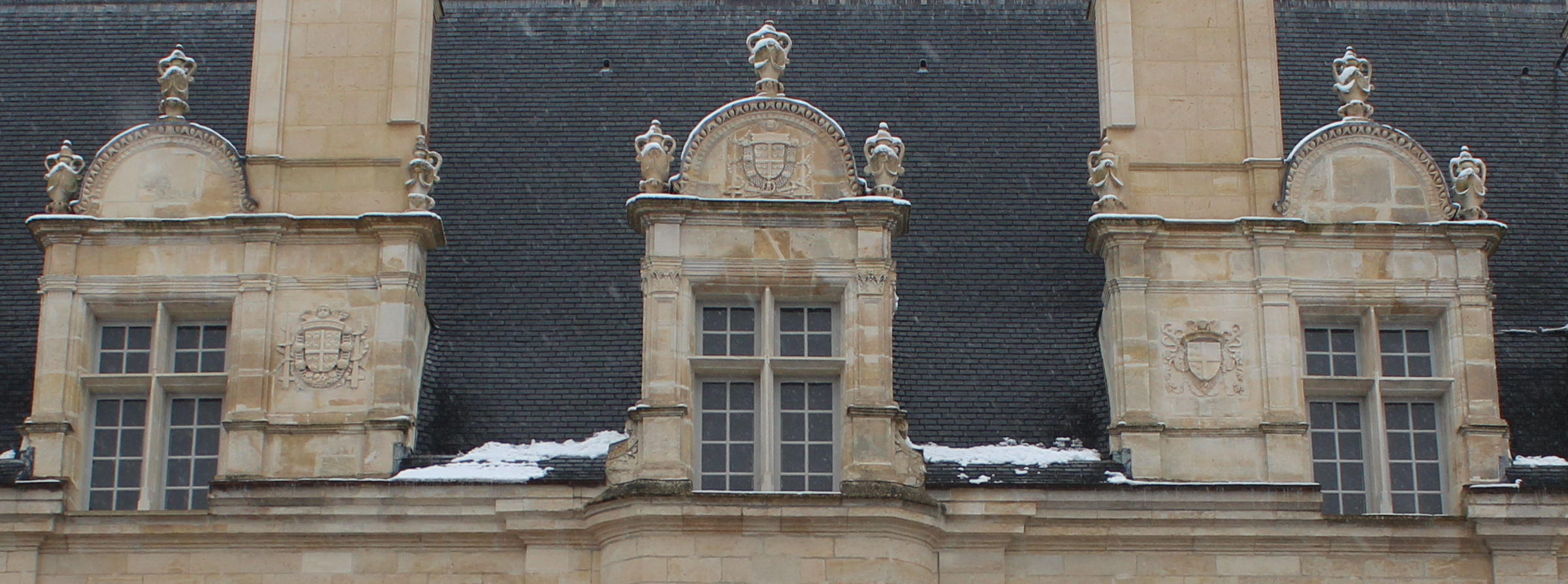
D

### Камины
Камины эпохи французского Возрождения представляли собой целые архитектурные сооружения, в которых композиция каминного ансамбля наследовала традициям Средневековья, а декоративные детали брались из набора итальянских архитектурных форм (камины Сен-Жерменского замка и Экуана). Общий тип ансамбля французского камина выглядел следующим образом: внушительные прямые колпаки клались на стойки, которые зачастую имели форму кариатид, а простенок, покрытый каменной резьбой, занимал всю высоту этажа.
Отличительной чертой французского камина была высокая дымовая труба (в итальянской архитектуре, с её плоскими крышами, не было необходимости поднимать трубы высоко над кровлей). Таким образом, декоративный элемент в виде высокой дымовой трубы во французской архитектуре был следствием распространённости сильно покатой крыши.
Декоративная обработка дымовой трубы достигала большого изящества: на её поверхности помещали картуши, венчали — колпаком, устроенным таким образом, чтобы он препятствовал ветру загонять дым обратно в трубу.

### Лестницы
На техническое устройство и декор лестниц французского ренессанса сильнее всего оказывали влияние средневековые традиции. Архитекторы в большей степени предпочитали тип винтовой лестницы, в то время как лестницы с прямыми маршами являлись скорее исключением (один из наиболее ранних примеров — лестница в Шенонсо). Тип винтовой лестницы сложился в период готической архитектуры, когда соображения обороны замков требовали строителей экономить пространство. Вследствие, замковые лестницы были достаточно узкими. Только в эпоху Возрождения они приобрели величественный вид: грандиозные по масштабам спиральные лестницы были возведены в Шатодёне, Блуа, Сен-Жермене.
На развитие архитектуры лестниц в период раннего французского ренессанса оказала влияние проектная деятельность Леонардо да Винчи. Знакомство французов с его работами началось задолго до его приезда во Францию, а наибольшее значение среди них имел проект дворца Шарля д'Амбуаза в Милане, в котором особое значение имела парадная лестница, которой Леонардо уделил особое внимание. В проекте она занимала роль парадного вестибюля, что шло вразрез с практикой итальянских архитекторов, считавших, что лестницы нарушают план здания. Интерес Леонардо к этому конструктивному элементу и его эксперименты с ним имели важное значение для развития французской архитектуры в будущем.
Новаторское техническое решение лестницы дворца Шарля д'Амбуаза с двумя параллельными рампами, ведшими сразу в главный этаж, породило целый ряд подражаний во французской архитектуре первой половины XVI столетия. Зарисованная в XVII веке Андре Фелибьеном лестница деревянной модели замка Шамбор, авторство которой приписывают Доменико да Кортону, в точности повторяла вариант Леонардо в проекте 1506 года, как то показал Жан Гийом. Лестница модели Шамбора, в свою очередь, стала прообразом для целого ряда лестниц в шато 1530-х годов: Шалуо, Ла Мюэт и Овального двора Фонтенбло.  
Дворовая лестница северо-западного крыла Блуа стала главным украшением фасада постройки. Она была вынесена в отдельный объём, за линию стены, что укладывалось в рамки французской традиции, однако её конструктивное решение являлось новшеством: строители сохранили только несущие конструкции октаэдрической башни — опоры и контрфорсы, оставив между ними открытые пространства. Снаружи она напоминала многоярусный балкон, украшенный балясинами, пилястрами с медальонами, резными инициалами Франциска I и саламандрами. Декоративная обработка лестницы отличалась явной «боязнью пустоты»: всё пространство стержня между тягами было занято тонкой резьбой и раковинами.
Главный конструктивный элемент интерьера замка Шамбор — парадная винтовая лестница, была устроена в виде двух независимых спиралей, которые параллельно обвивались вокруг одного стержня и приводили на террасу. Одна часть лестницы служила для подъёма, другая — для спуска. Лестница была раскрыта на обе стороны, снаружи выходя к жилым покоям, а внутри — к полому стержню, освещённому световым фонарём. Декоративная обработка лестницы отличалась строгостью по сравнению с более ранними образцами французского ренессанса: акцентировано строгая поверхность гладкого камня позволяла чётко видеть конструкцию.

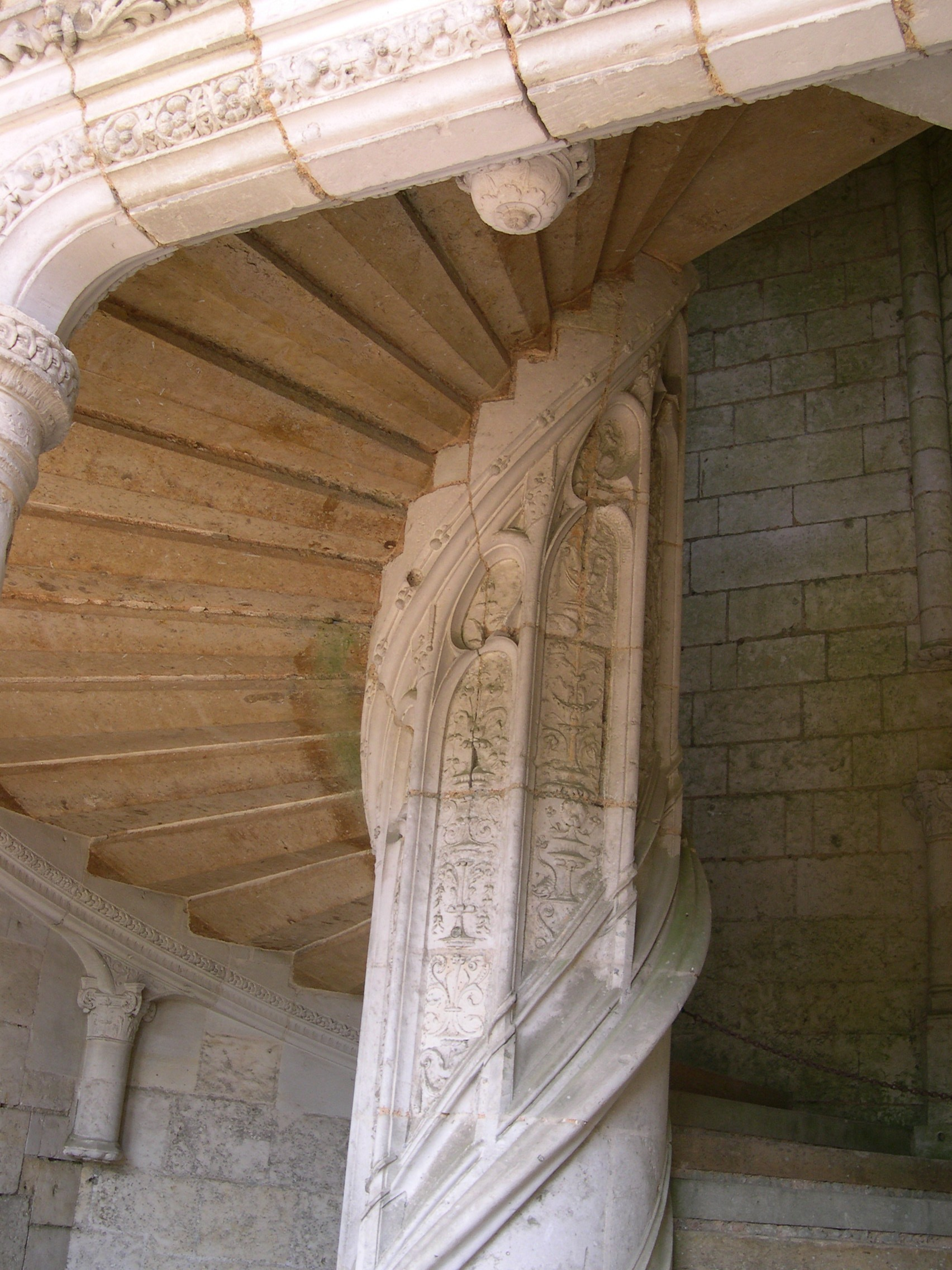
Лестница замка Шатодён
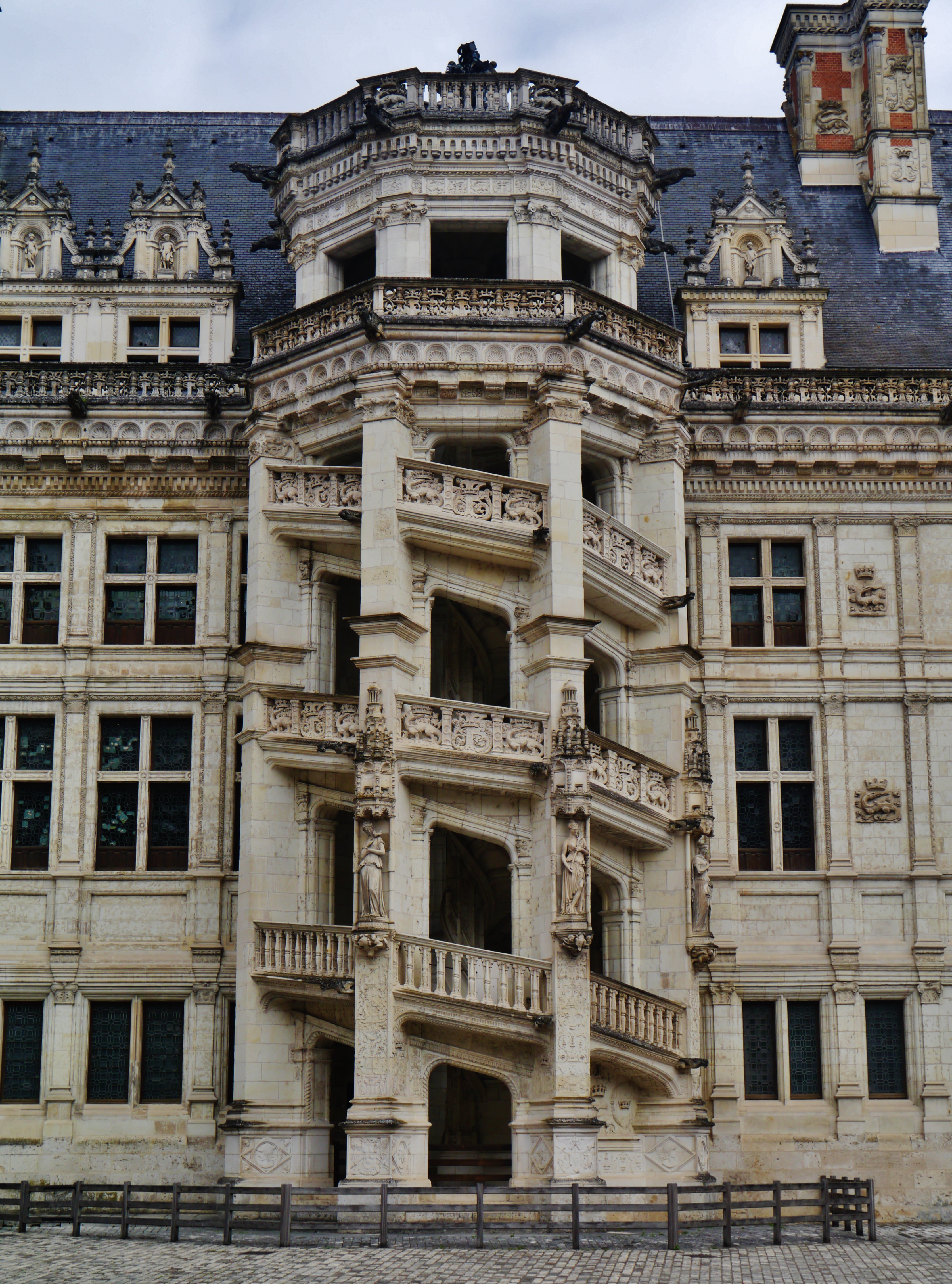
Лестница замка Блуа, крыло Франциска I. Внешний вид
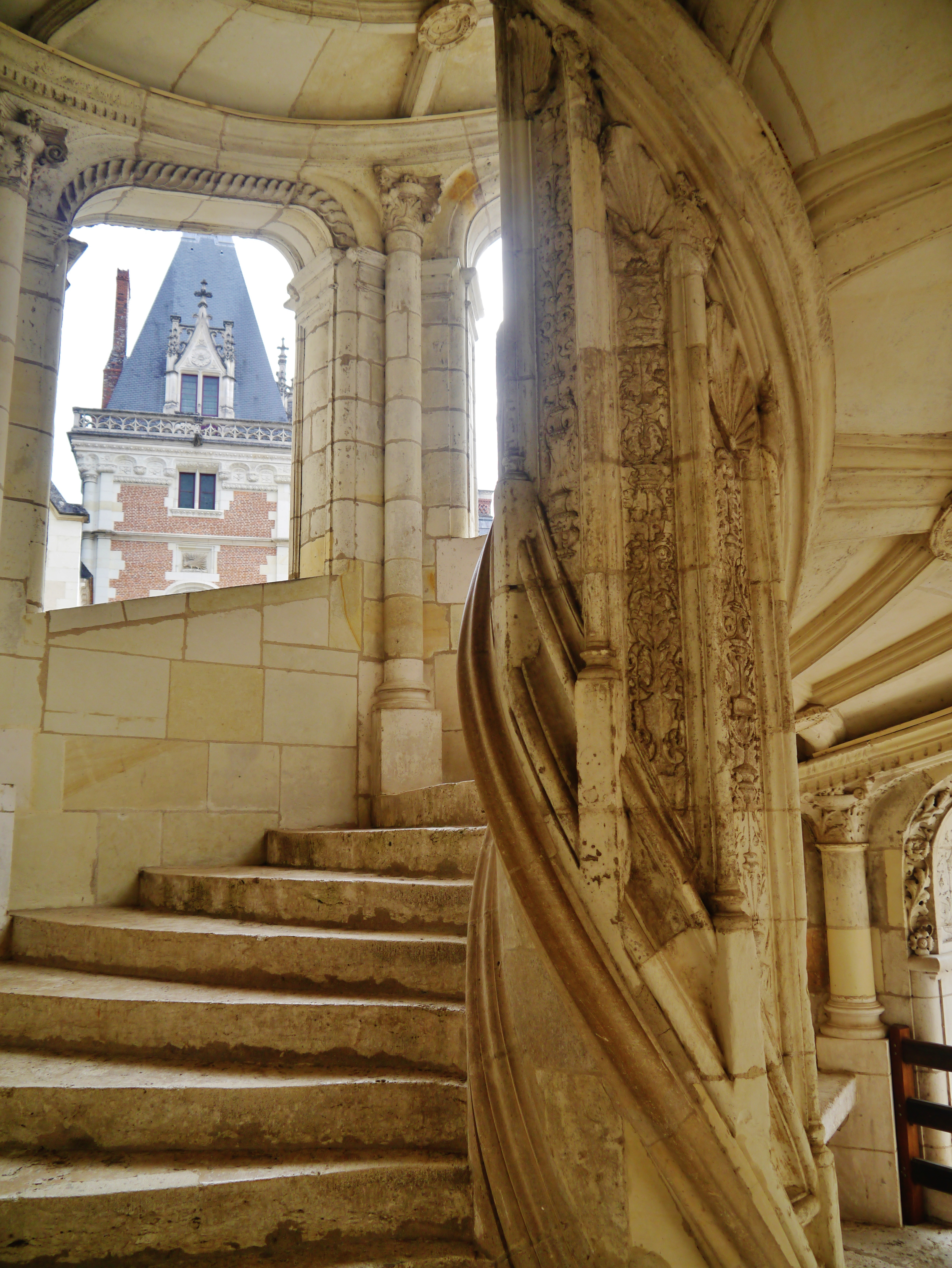
Лестница замка Блуа, крыло Франциска I. Интерьер
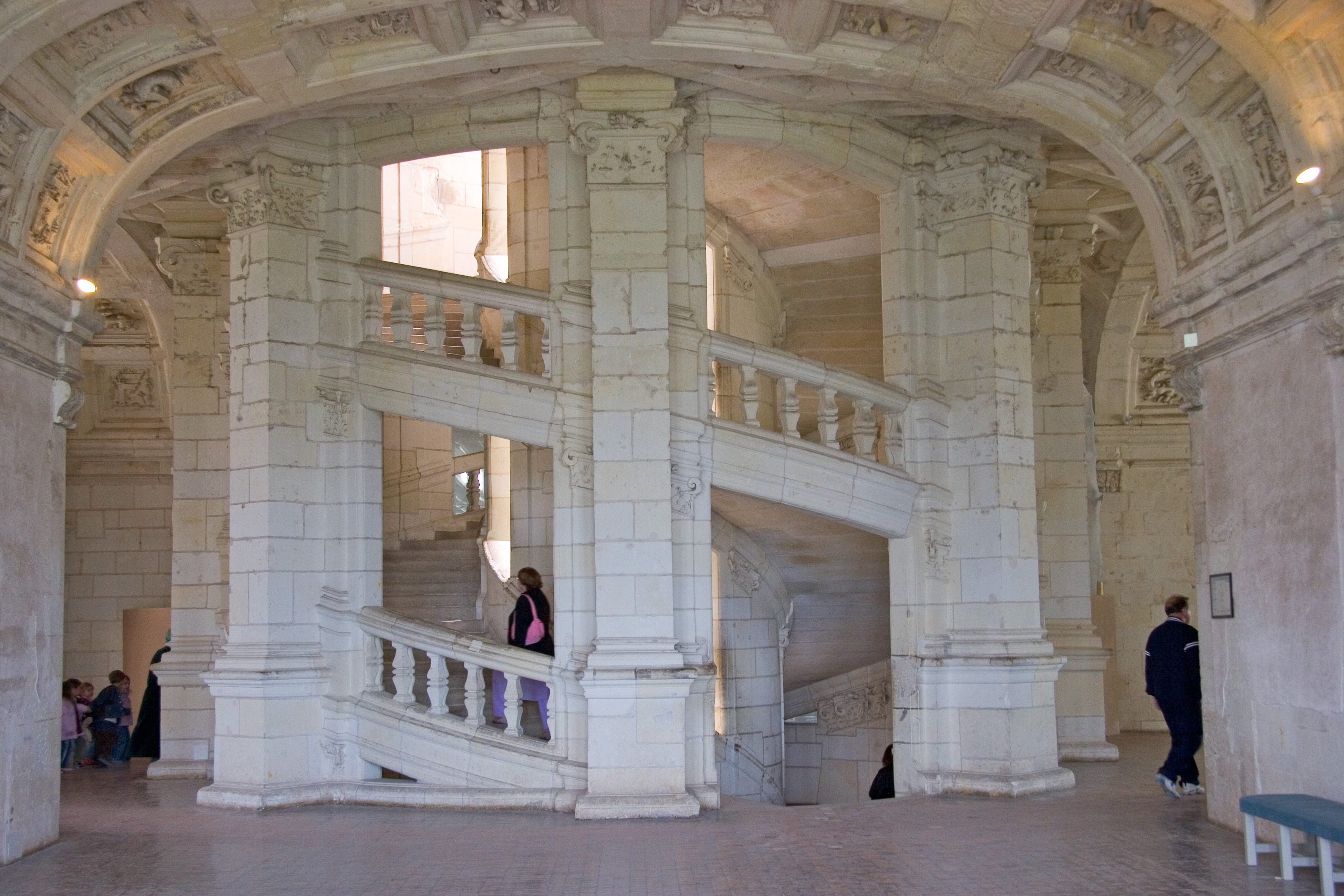
Центральная лестница замка Шамбор
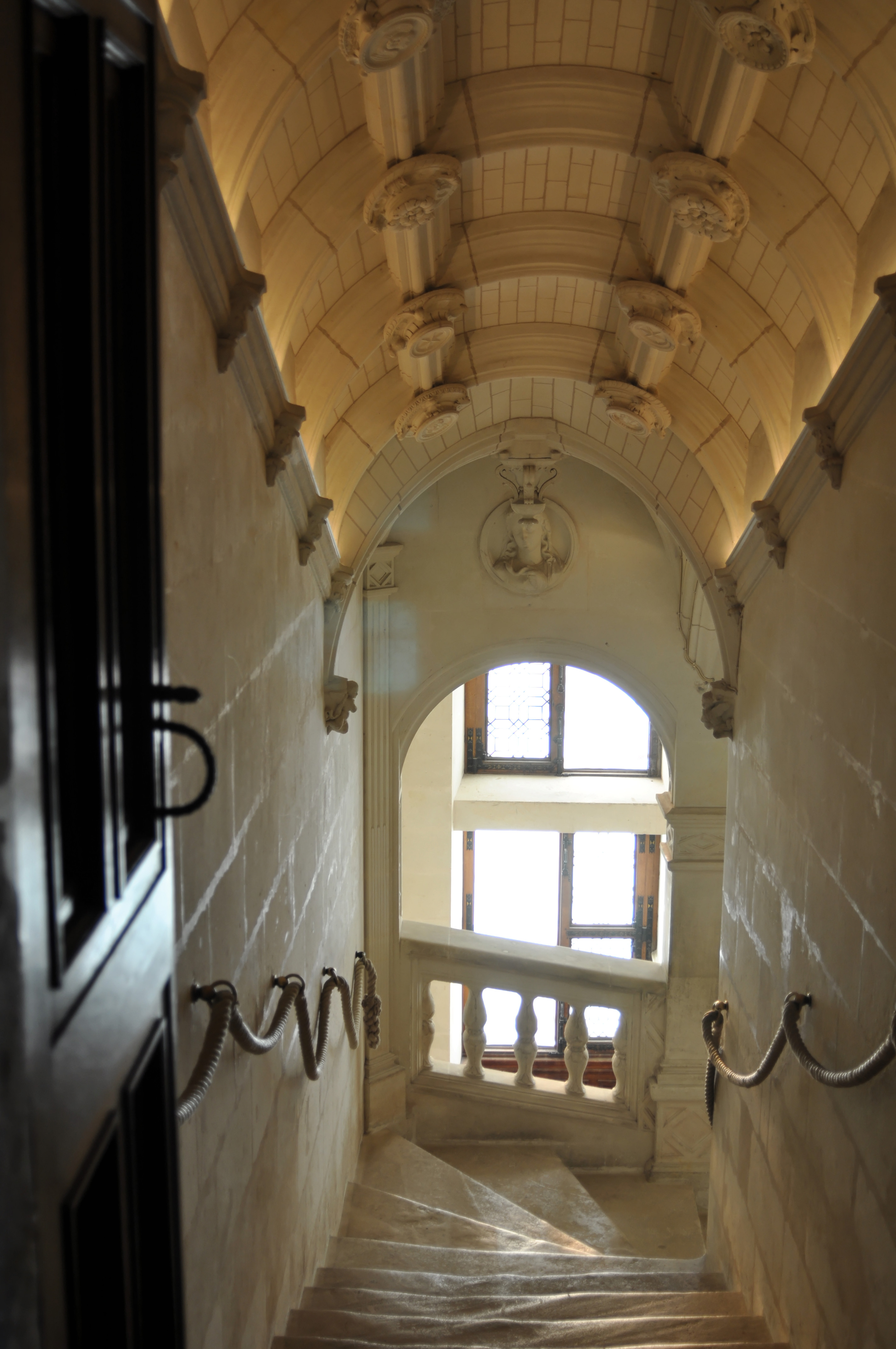
Лестница в Шенонсо
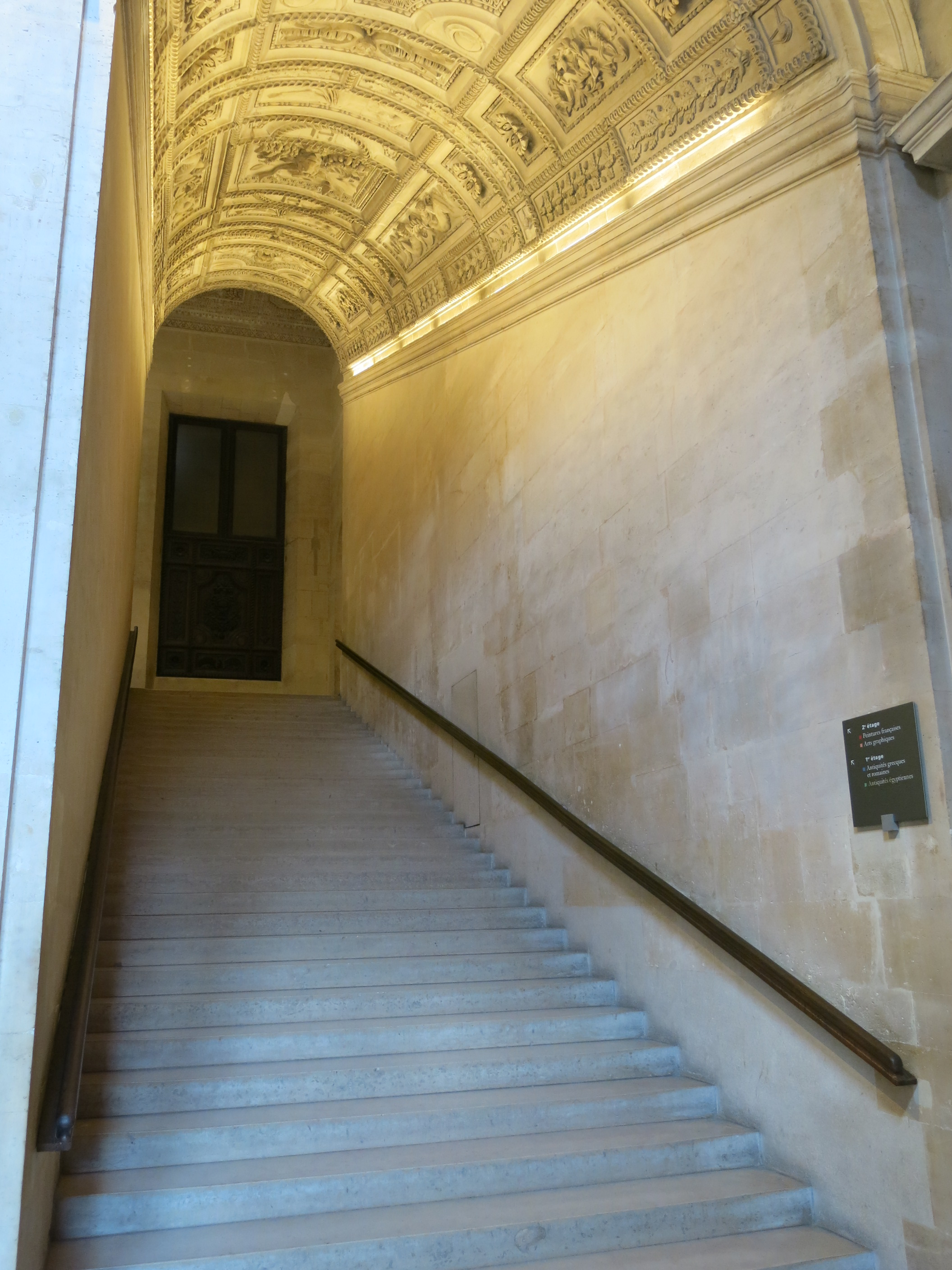
Лестница Генриха II. Луврский дворец
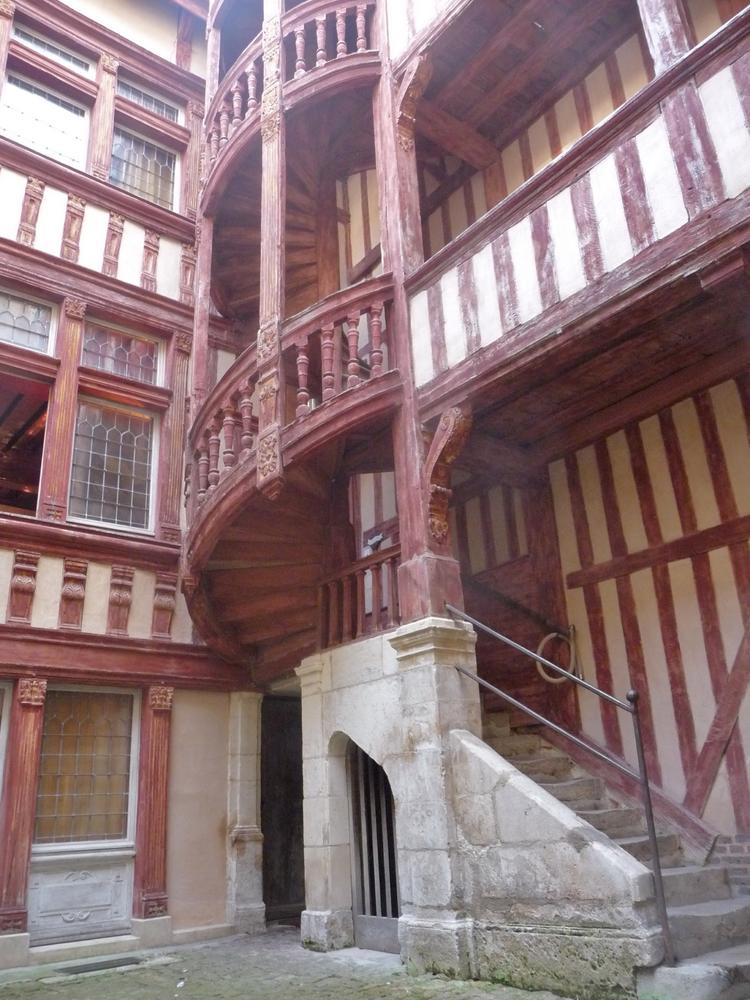
Лестница особняка Лион-Нуар в Труа. Между 1560—1570 годами

### Потолки и панели
Стеновые панели выполнялись в традициях готики, как и деревянные двери: плоскость панели разбивалась на многочисленные небольшие филёнки.
Потолки в период царствования Людовика XII и Франциска I в основном представляли собой систему из открытых балок и стропил. Обшивку применяли редко, и обычно она повторяла расположение стропил.
В конце правления Франциска I из итальянской во французскую архитектуру пришли первые лепные орнаменты и столярные узоры для больших потолочных панно. Лепные потолочные орнаменты были широко представлены в архитектуре залов Фонтенбло. В Луврском дворце, в покоях Генриха II, была представлена интерпретация французскими мастерами итальянской идеи украшения потолка широкими и глубокими кессонами.

### Профилировка
Общий характер профилировки французского ренессанса отличался следующими характеристиками:
- Утончённостью;
- Ясностью форм;
- Умеренной рельефностью.

Среди распространённых элементов особо частым применением выделялись гусёк и каблучок, которые были в употреблении и в средние века, но в архитектуре Возрождения приняли кардинально иные формы. Следующим по распространённости был большой вал, окаймлённый валиками, отсутствовавший во французской средневековой архитектуре и появившийся только в последние годы правления Франциска I.

### Скульптурный декор
Скульптурный орнамент переходного периода второй половины XV века носил сугубо готический характер, но уже соединялся со сценами из реальной жизни. Характерным примером выступал декор особняка Жака Кёра: неизвестный мастер поместил на фасаде главного строения два ложных окна, из которых выглядывали скульптуры мужчины и женщины, как бы наблюдавшие за жизнью на улице. Схожий приём был применён в декоративной обработке одного из каминов в северной галерее: ряд ложных окон на плоскости камина был украшен персонажами в современных тому времени костюмах, а над этими окнами помещён пояс из медальонов, с пародийными сценами крестьянского турнира. Некоторые, чрезвычайно редкие для той эпохи, сюжеты рельефов были увязаны с функцией помещений: на лестнице капеллы размещались сцены подготовки мессы; над входом на кухню — изображение большого котла с чайником, поварёнка у вертела и повара, толкущего пряности. Более распространённый тип мотивов декора был связан с деятельностью хозяина дома: рельефы с пальмой и апельсиновым деревом (намёк на торговые связи с Левантом): раковины — эмблемы святого Якова, небесного покровителя Кёра; сдвоенные сердца (символ супружеской связи).

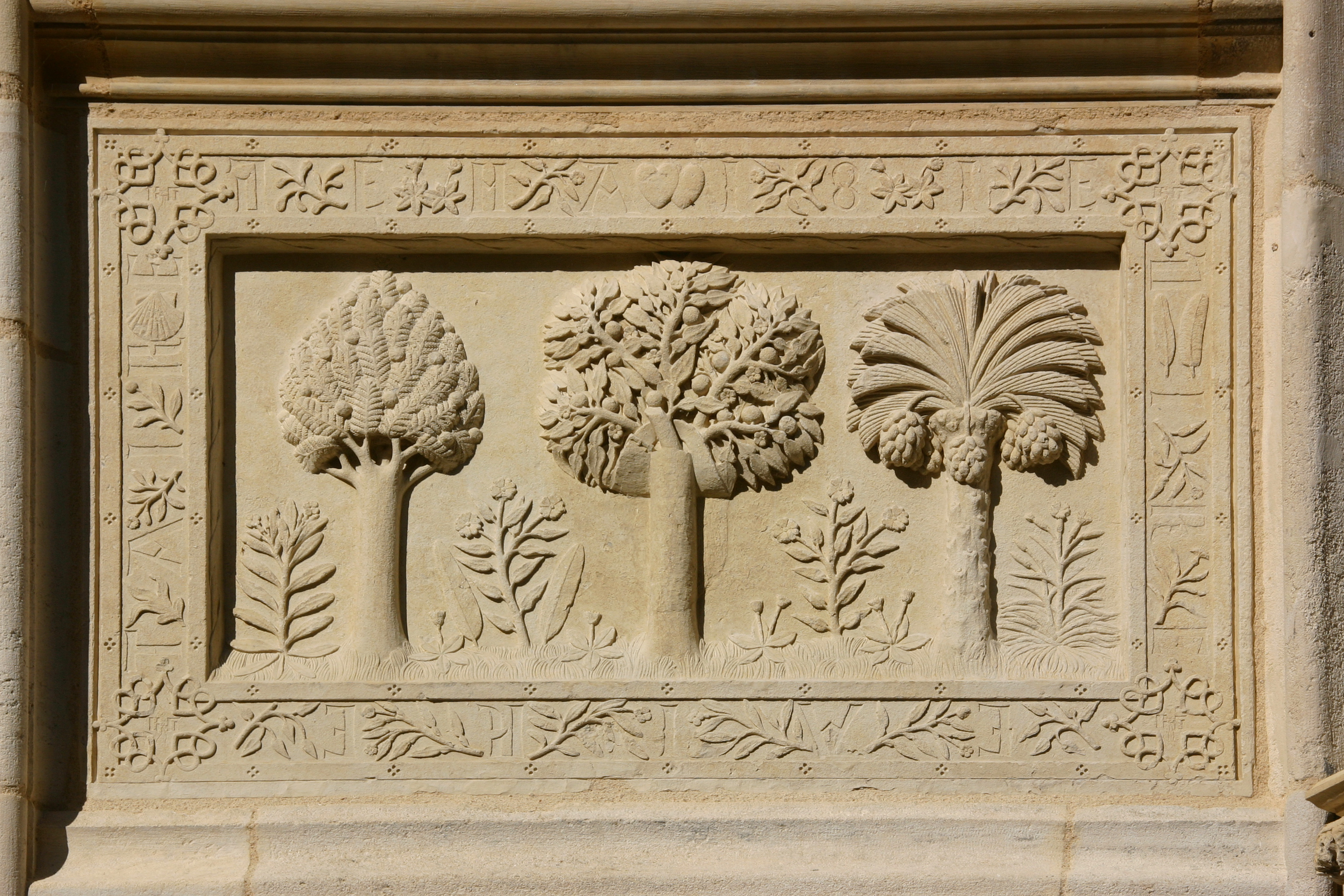
Особняк Жака Кёра
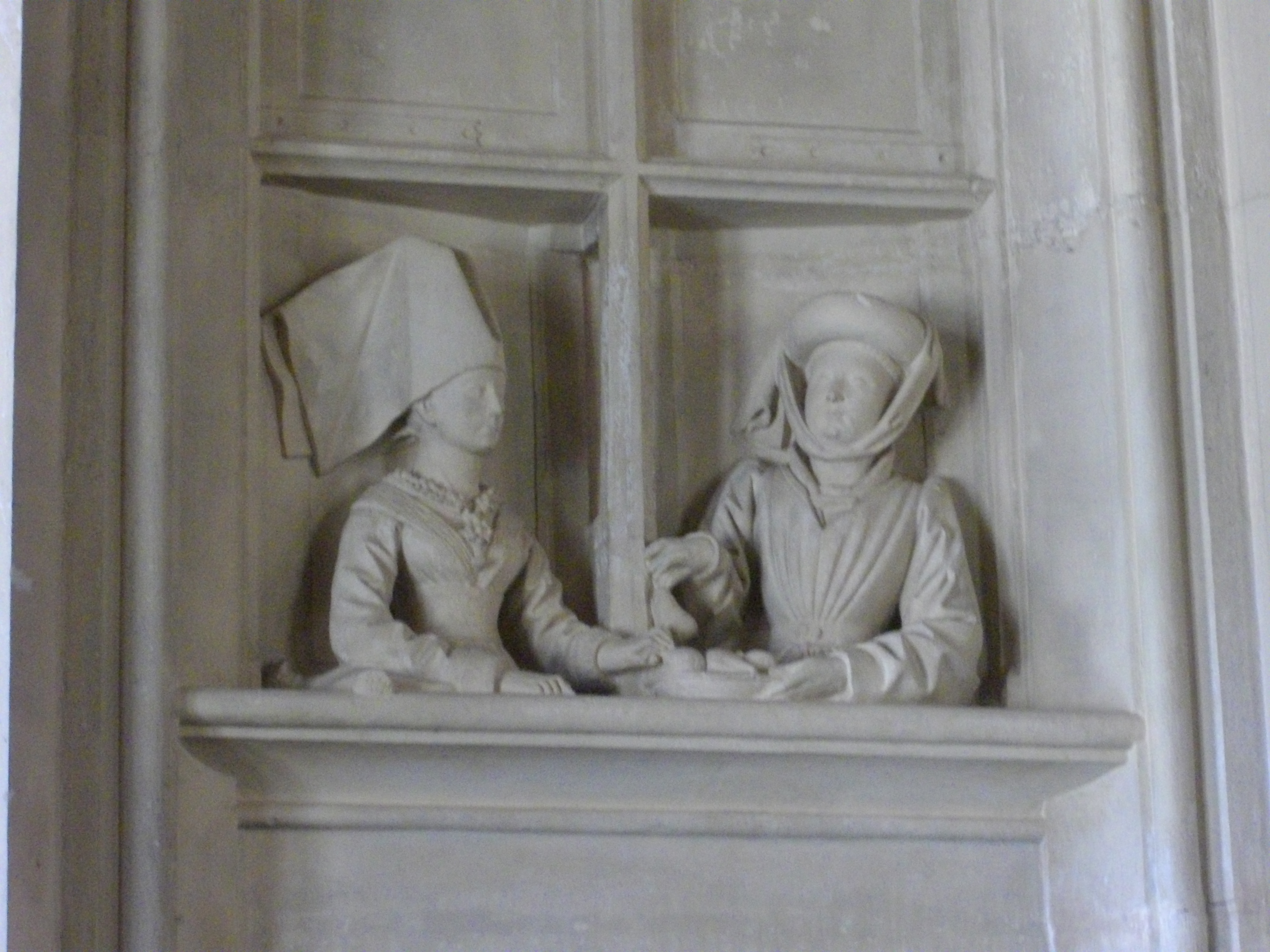
Особняк Жака Кёра
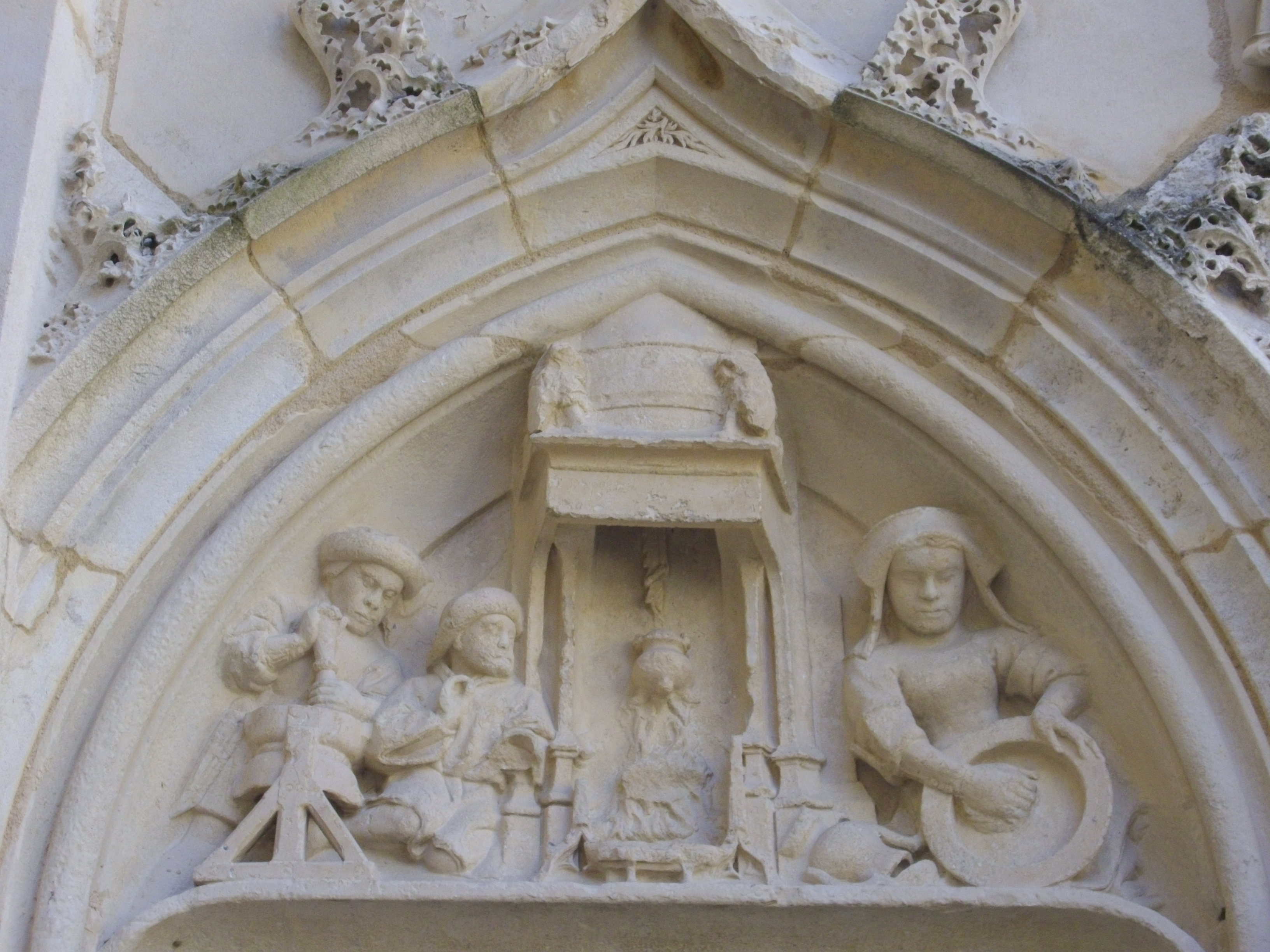
Особняк Жака Кёра
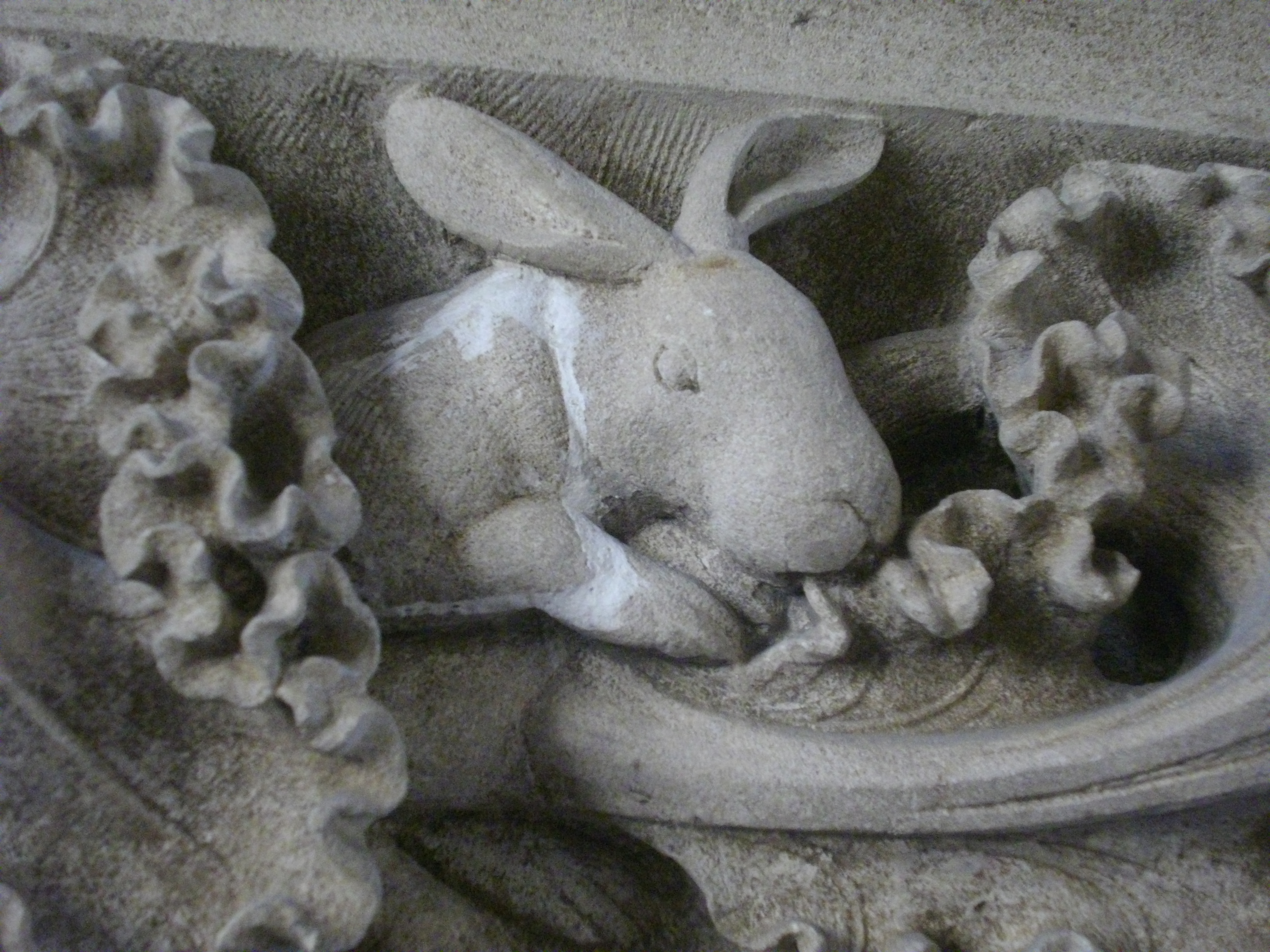
Особняк Жака Кёра
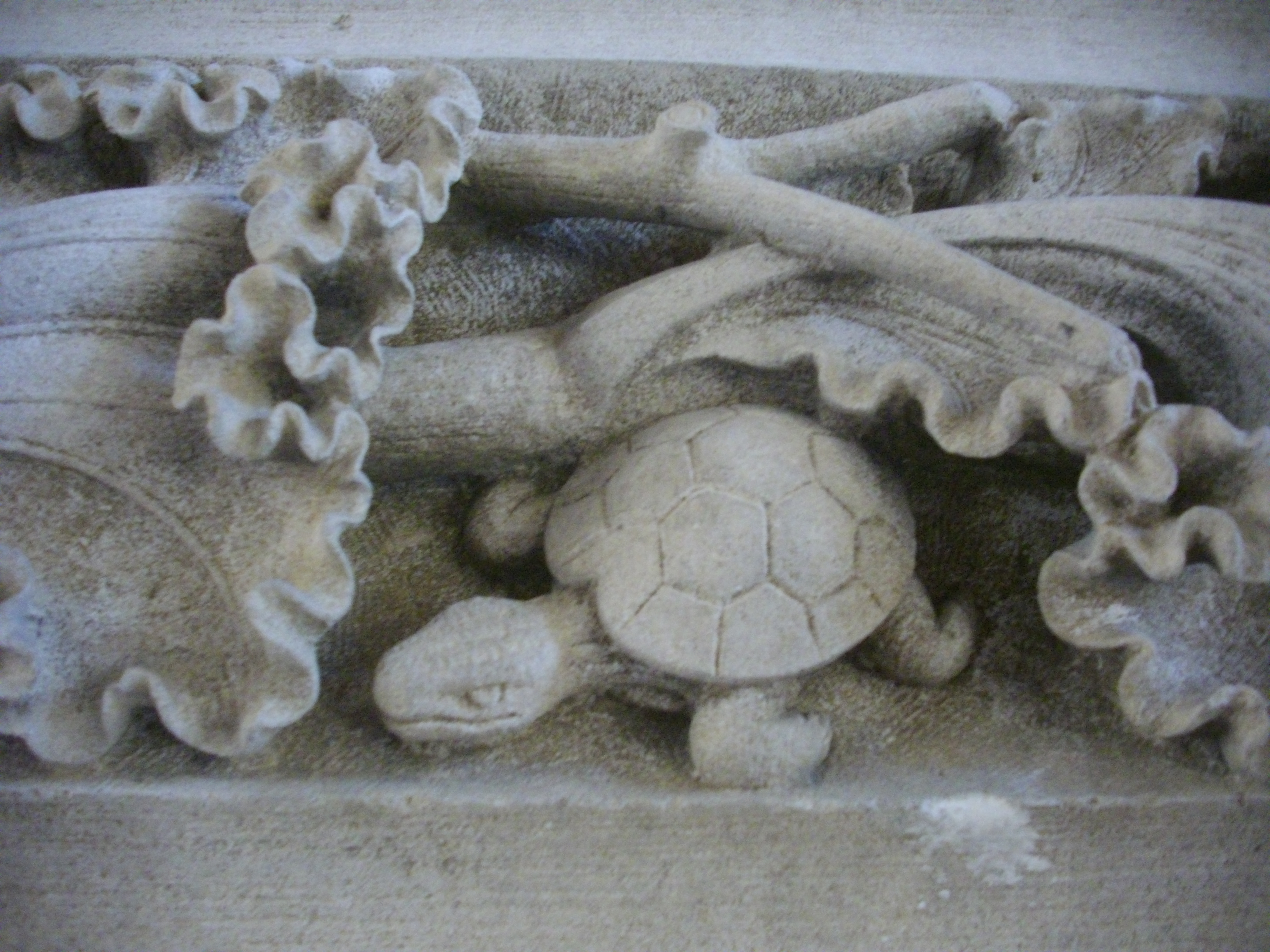
Особняк Жака Кёра
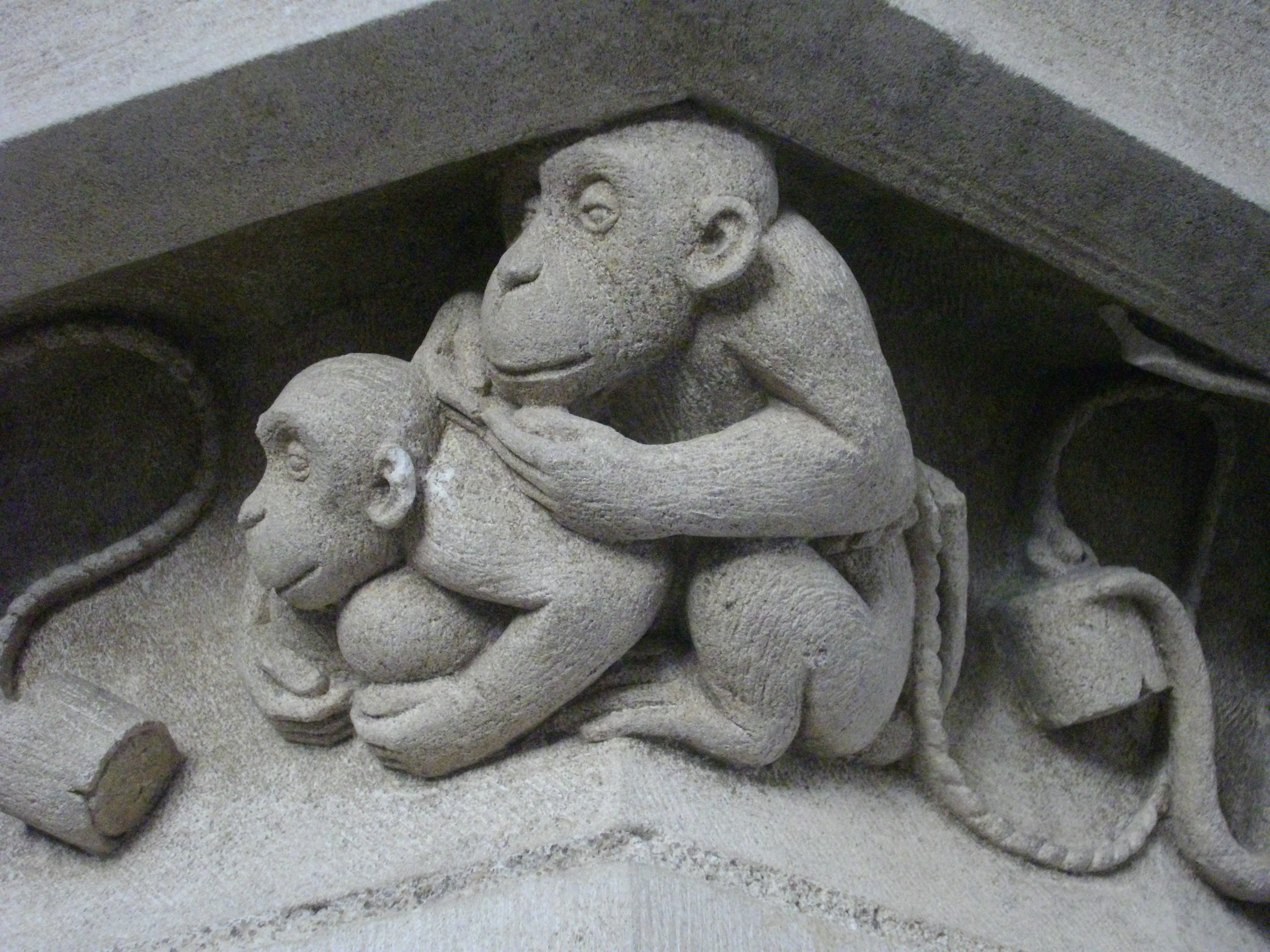
Особняк Жака Кёра

С середины XV века начал меняться характер скульптуры в религиозной архитектуре, подверженной реалистическим тенденциям. Рядом с традиционными образами появились новые — святые, заботившиеся о здоровье, безопасности и удаче в делах и торговле. Их вольно располагали различными группами на фасадах соборов. Для молелен, ниш домов и алтарей аббатств типичным становится изображение святого Роха с собакой и святого Антония со львом (защитников от внезапной смерти), святого Христофора (покровителя путешественников), Козьмы и Дамиана (покровителей медиков), святого Иосифа (защитника плотников). Подобные скульптуры отличались грубоватыми чертами лиц, обыденной жестикуляцией и современным одеянием. Более утончённо выглядели статуи святого Георгия или святого Михаила, облачённые в турнирные доспехи. Новым веянием стало более радостное изображение ангелов, жизнерадостные фигуры которых можно рассматривать как французский эквивалент итальянских путти.
Стиль скульптурного декора первого французского ренессанса времён Франциска I соответствовал тонкому орнаменту раннего итальянского Возрождения. Вкусы той эпохи наиболее полно иллюстрировали орнаменты на воротах замка Гайон и на гробнице Людовика XII. Широко использовались орнаментированные пилястры, медальоны с подгрудными изображениями, разнообразные мелкие мотивы, кариатиды, гермы, балясины, арабески, дельфины, букрании и химеры. Гротесковые элементы орнамента — фигуры, переходившие в растительные завитки, — размещались среди растительного узора без строгой симметрии. Все перечисленные элементы выполнялись в очень низком рельефе, в противоположность каменному декору пламенеющей готики.
Крупнейшим ваятелем начала XVI века считают Мишеля Коломба, к главным работам которого относят гробницу родителей королевы Анны Бретанской в Нанте (1508), и рельеф «Св. Георгий, борющийся с драконом» (1509). Последний, выполненный Коломбом по заказу Жоржа д’Амбуаза для замка Гайон, явно копировал итальянский стиль, что выразилось в обрамлении рельефа пилястрами и карнизом с гротесками в духе орнамента итальянского Возрождения. В архитектуре Гайона готический орнамент в целом уступил место ренессансным скульптурным формам. В подобной стилистике украшалось множество замков в первой половине XVI века — Юссе, Шенонсо, де Люд, Валансе, Борегар, Шантильи и другие. Их внутренние и внешние пространства покрывали каменные пилястры, медальоны, рельефы с фигурками детей и гирляндами цветов. Особую выразительность скульптурный декор приобрёл в крыле Франциска I замка Блуа. Каменная резьба покрывала всё пространство фасадов: деликатные гротески украшали пилястры; на простенках выступали коронованные саламандры (эмблема короля); женские фигуры украшали лестничные пилоны; античные детали покрывали карниз; детские фигурки помещались в нишах фронтонов.

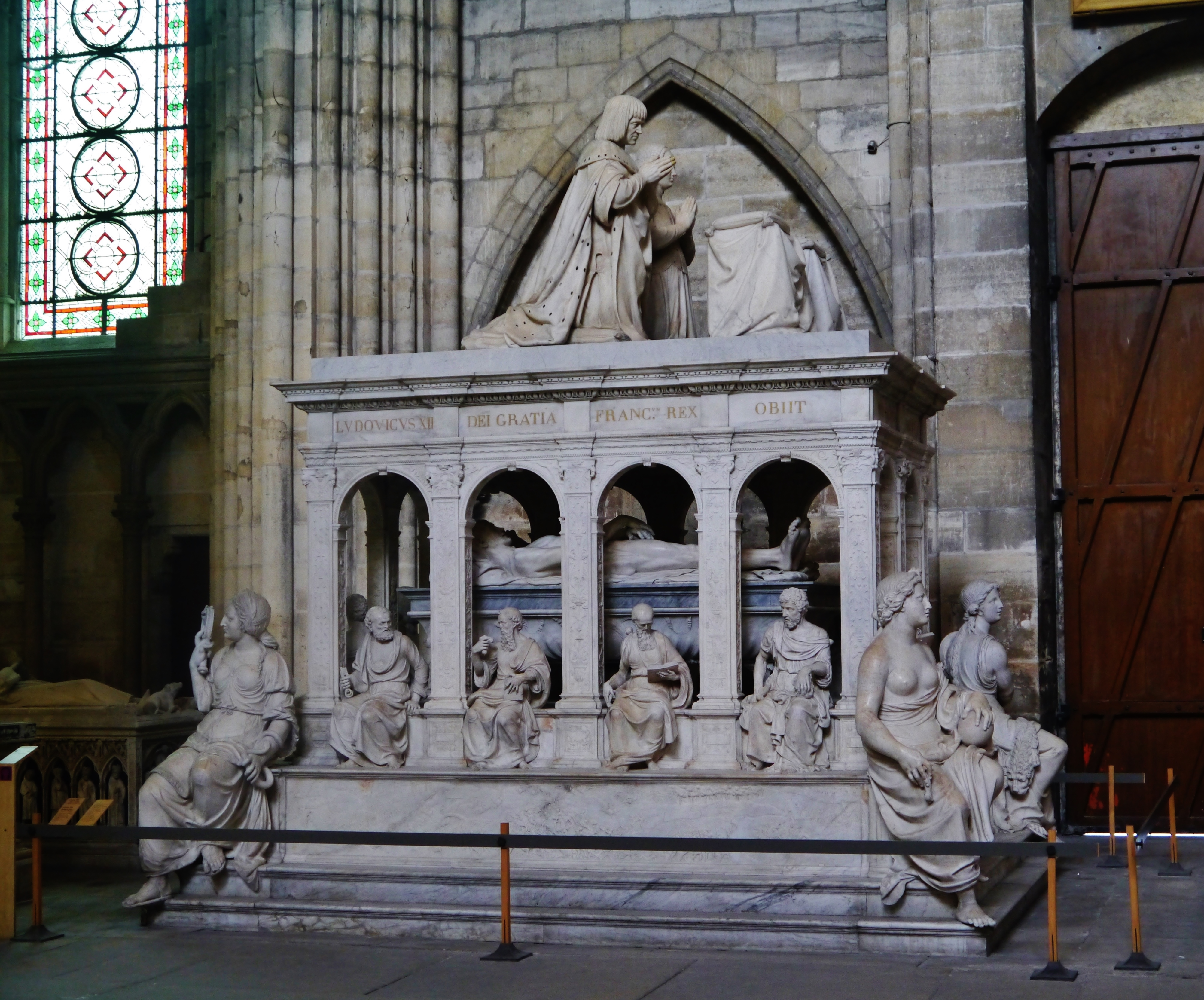
Гробница Людовика XII
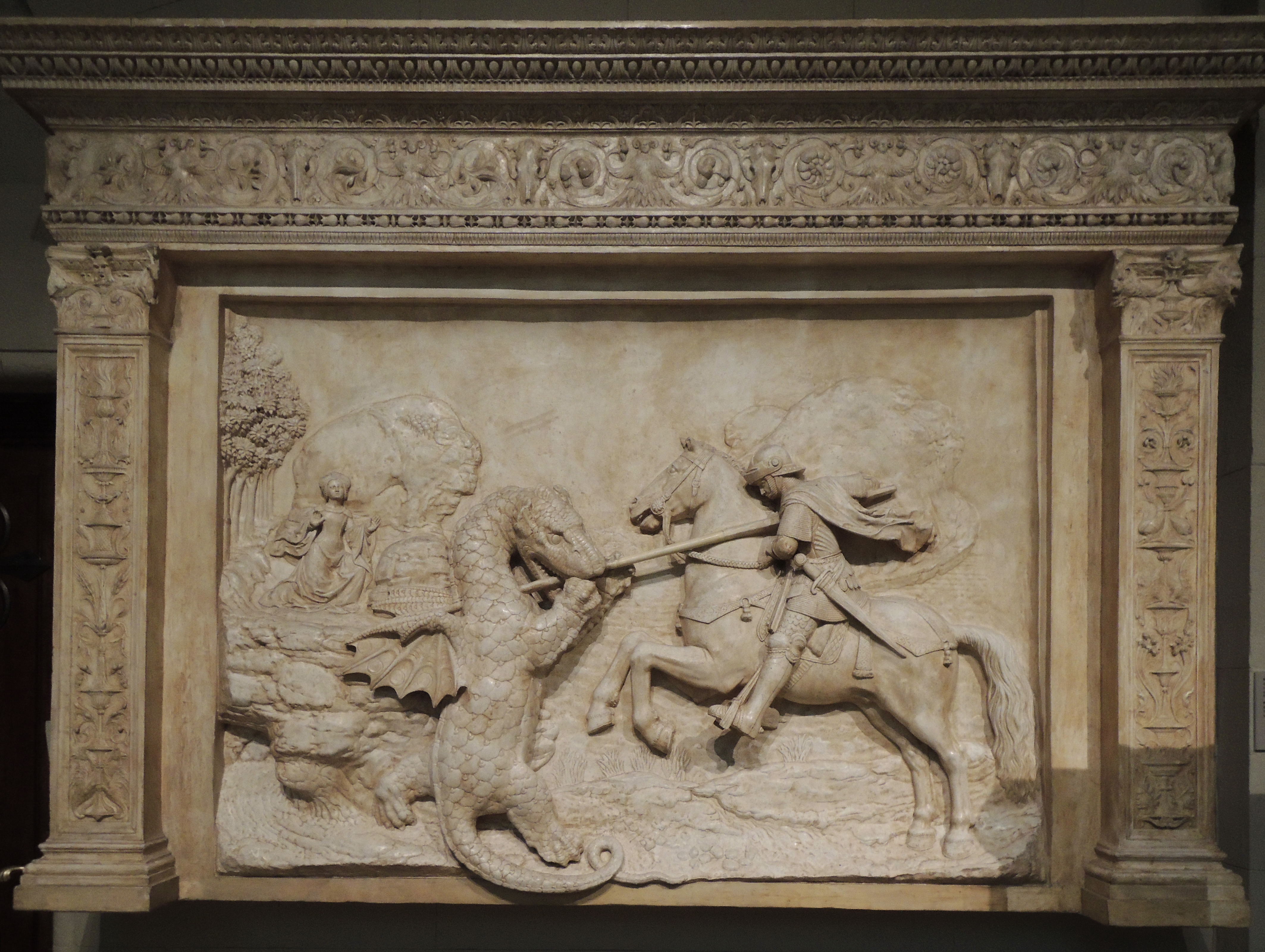
«Св. Георгий, борющийся с драконом» (1509)
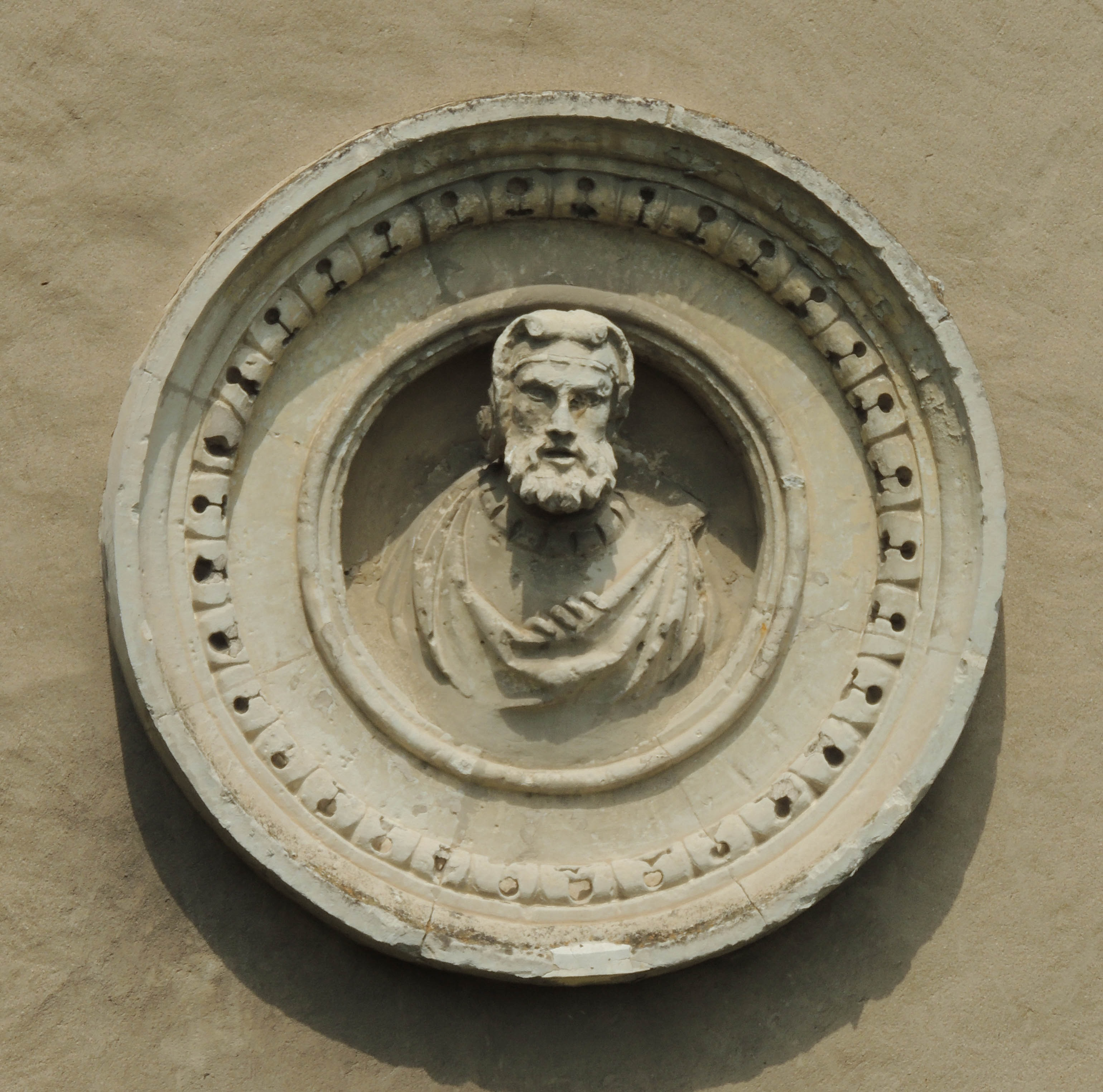
Медальон. Замок де Люд.
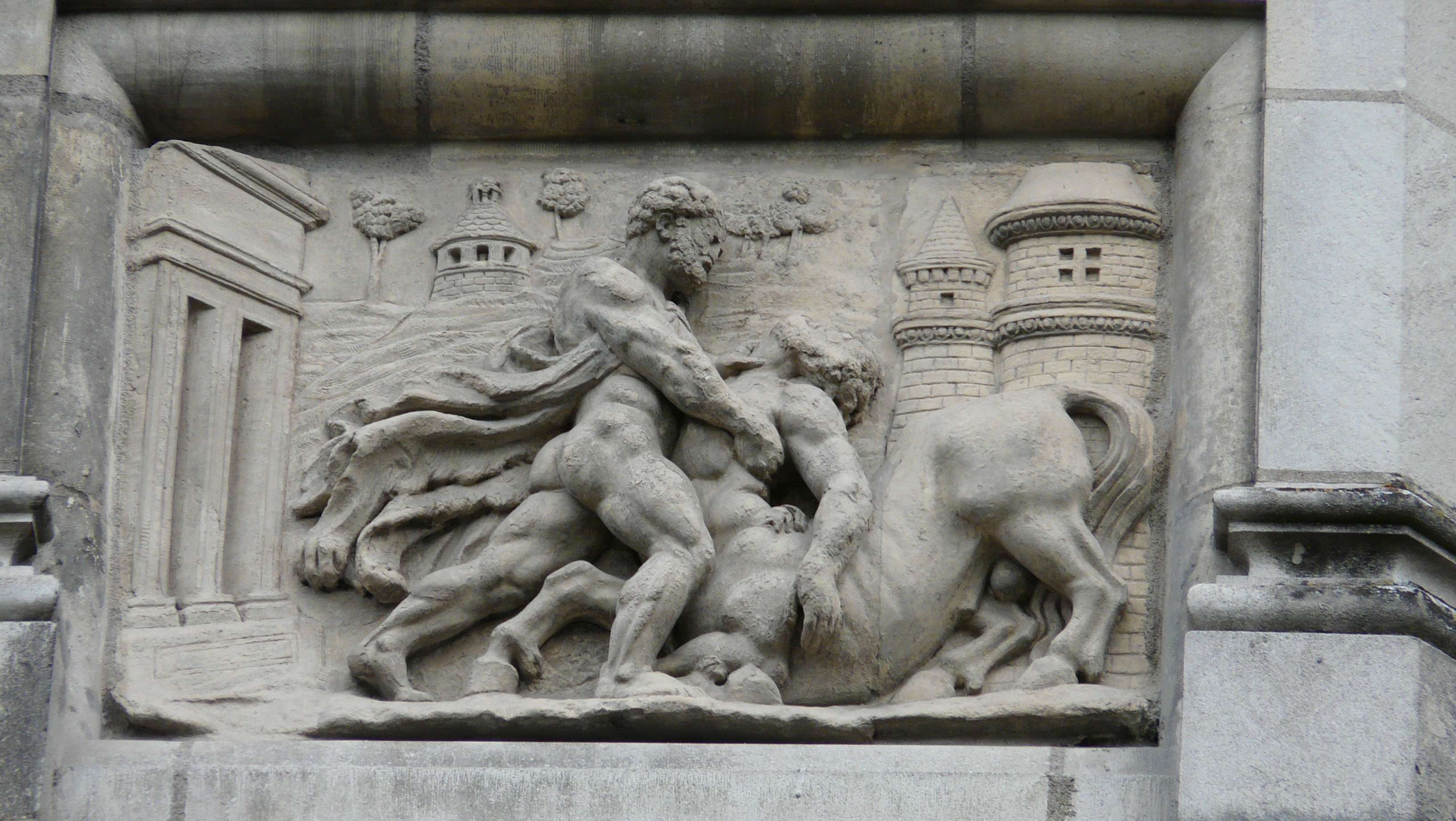
Горельеф из серии «Подвиги Геракла». Фасад лоджии замка Блуа
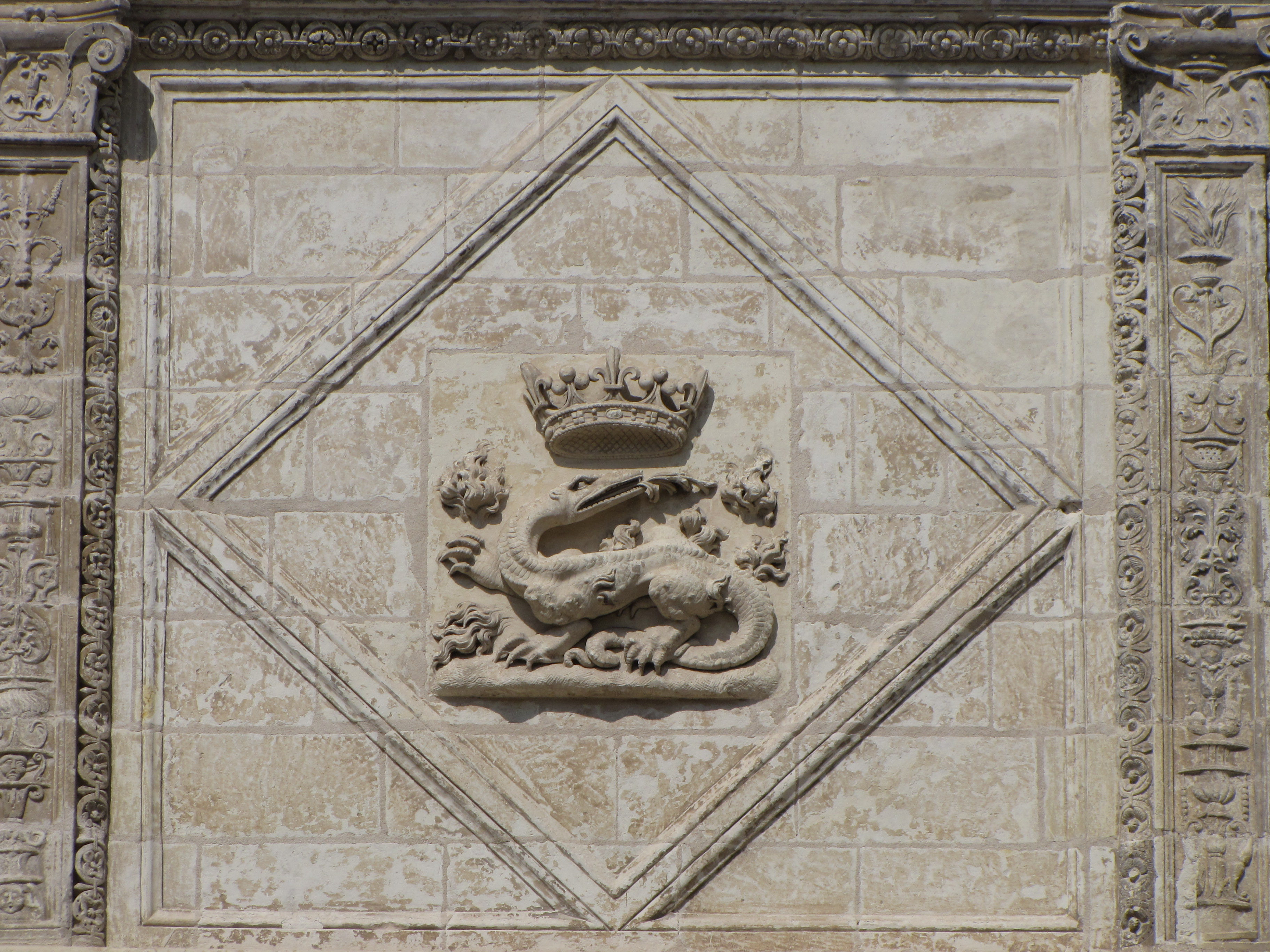
Коронованная саламандра. Замок Блуа
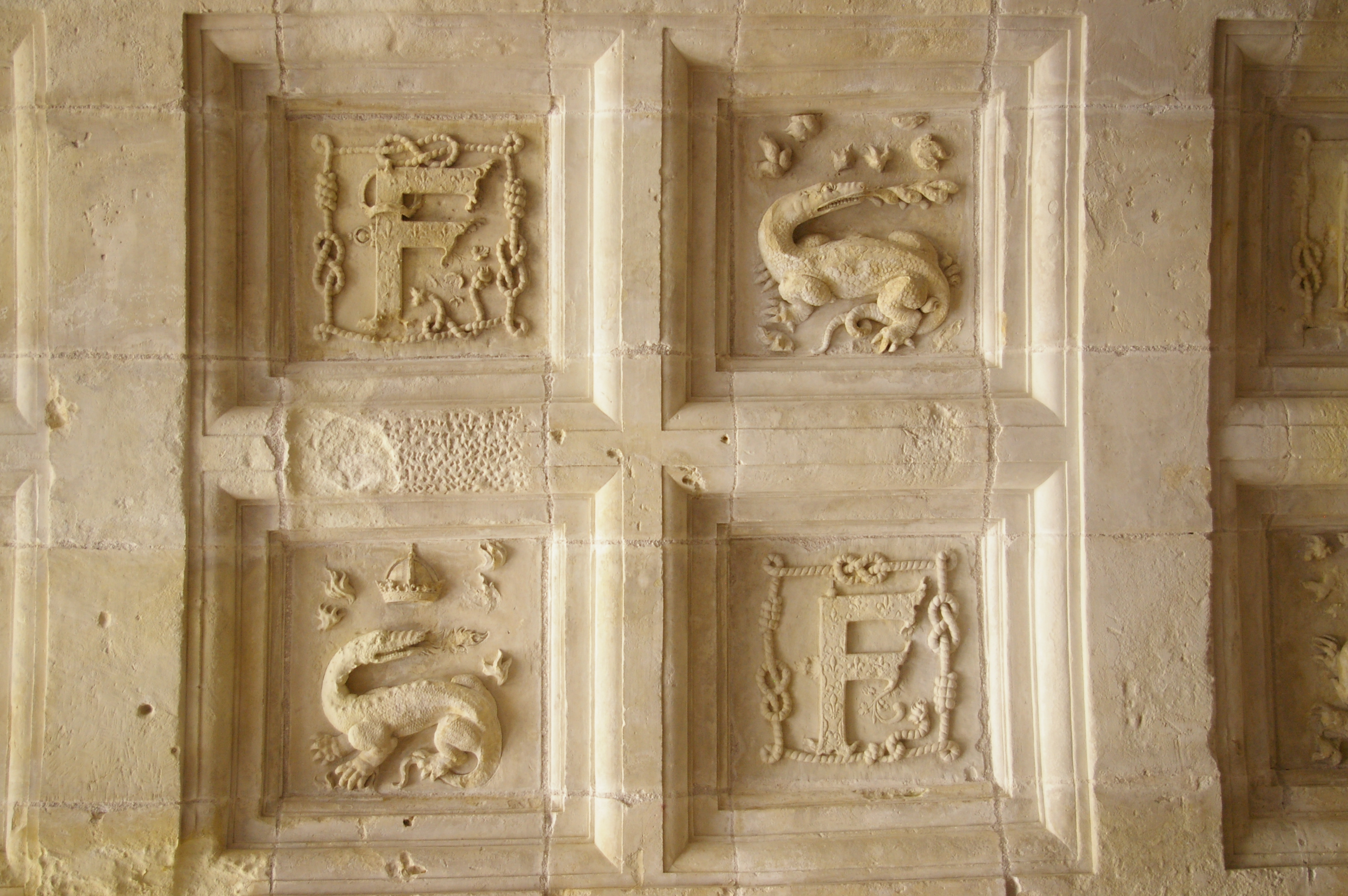
Рельефы саламандр и монограмм Франциска I. Замок Шамбор

Скульптурный декор французского Возрождения постепенно развивался, его вид кардинально менялся: скульпторы стали использовать преимущественно античные и ренессансные мотивы — овы, жемчужные нити, растительные побеги, роги изобилия, львиные головы, дельфинов. Особый вклад в развитие скульптурного мастерства внесла перестройка замка Фонтенбло и образовавшаяся там художественная школа. Для украшения помещений обширной резиденции короля были приглашены итальянцы Россо и Приматиччо, к которым присоединилось большое количество французских мастеров самых разнообразных профессий. Здесь была заложена французская школа объёмно-реалистичной скульптуры в новых формах итальянского ренессанса. Одним из новшеств школы Фонтенбло стала гипсовая скульптура Россо, использовавшаяся в оформлении галереи Франциска I, произведшая большое впечатление на современников: в его гипсах переплетались картуши, гирлянды плодов, полуколонны с вытянутыми фигурами, напоминавшими образы Микеланджело. В декоре замка Россо впервые применил сочетание фресок и стуковых скульптурных обрамлений. Подход Приматиччо к скульптурному декору отличался от подхода Россо. В его работах — галерее Улисса, комнатах герцогини д’Этан, отделке вестибюля павильона «Золотых ворот», колпаке камина в салоне Франциска I — было «больше изощрённости и холодной грации». В целом изображения крылатых сфинксов, человеческих фигур в окружении гирлянд и другие декоративные элементы интерьеров Фонтенбло производили впечатление несколько тяжеловесной роскоши.

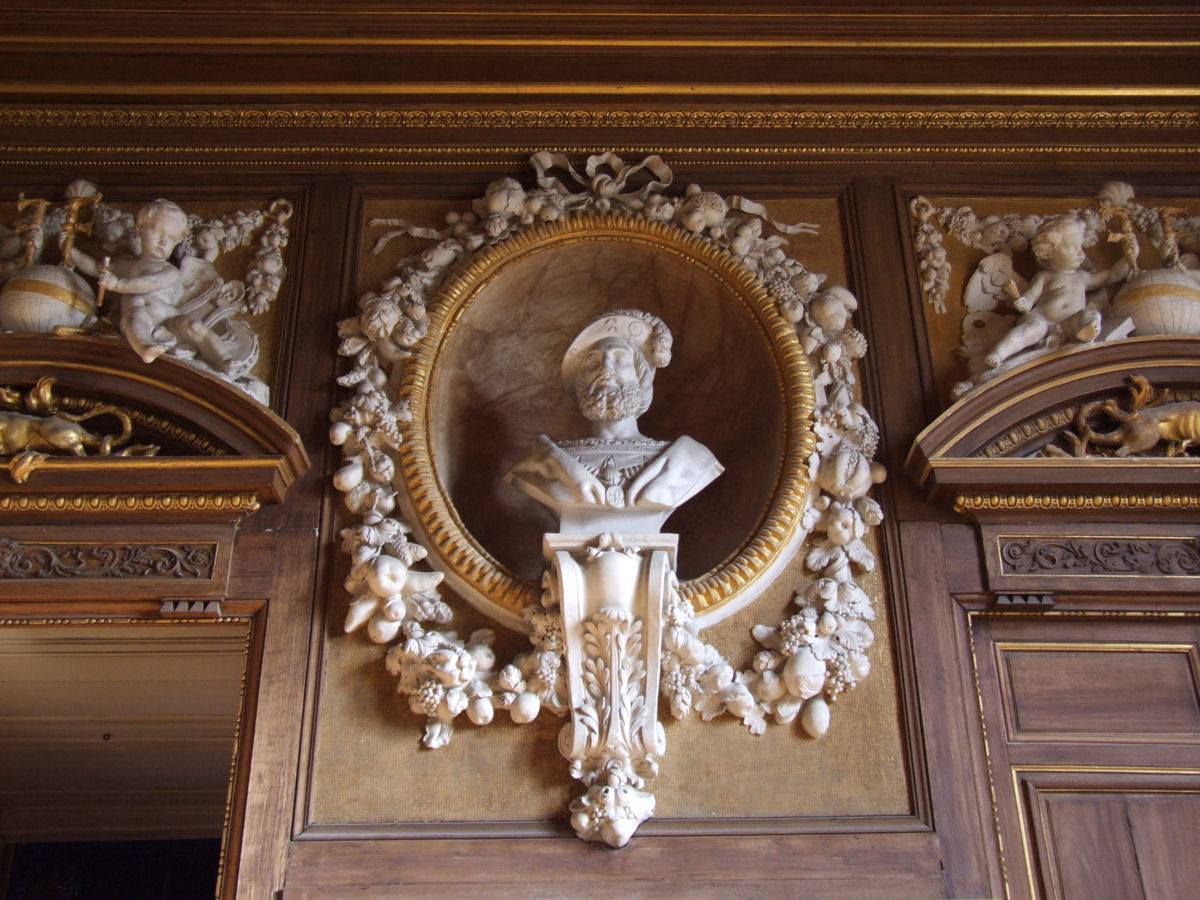
Скульптура галереи Франциска I
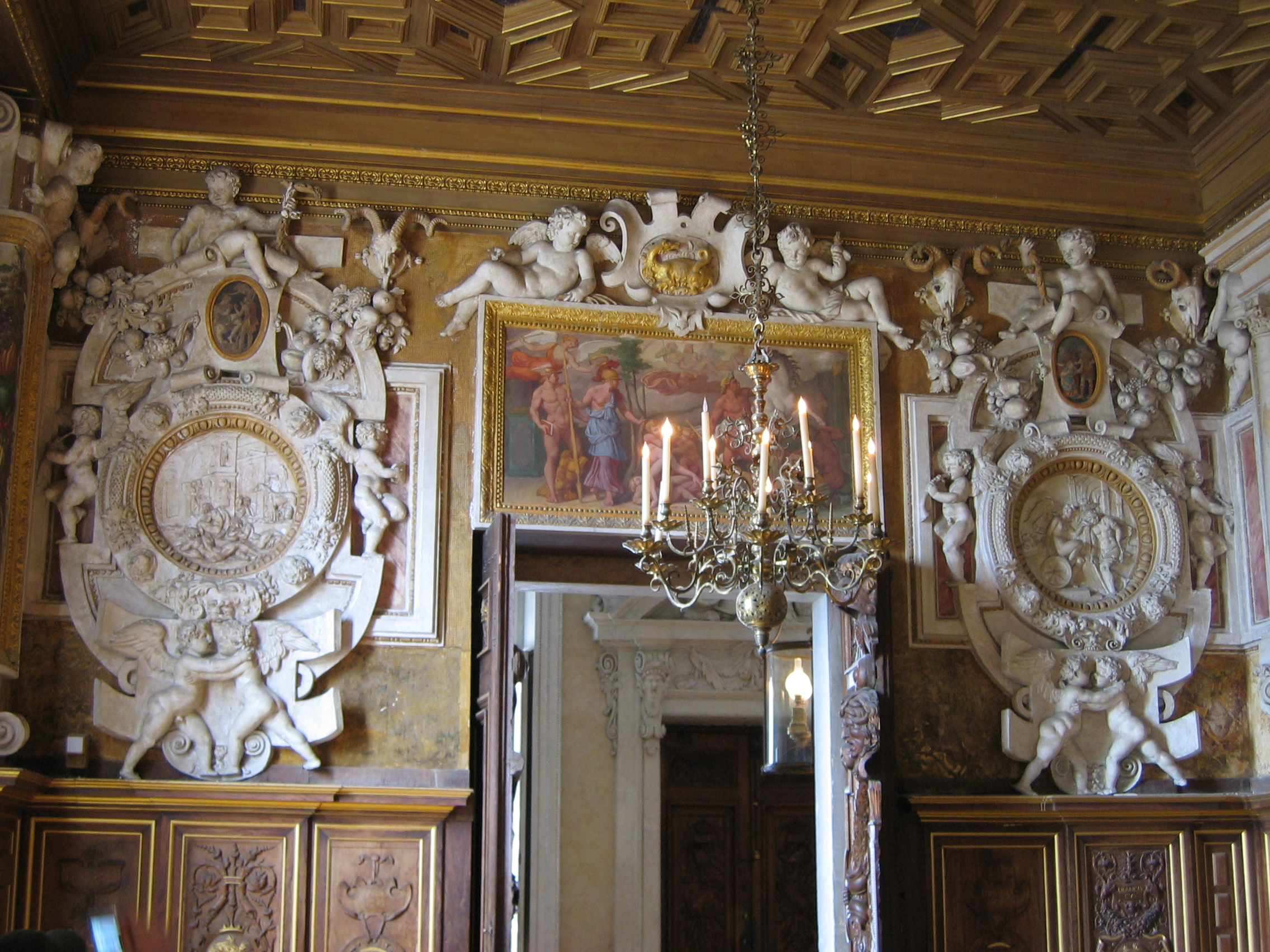
Скульптура галереи Франциска I
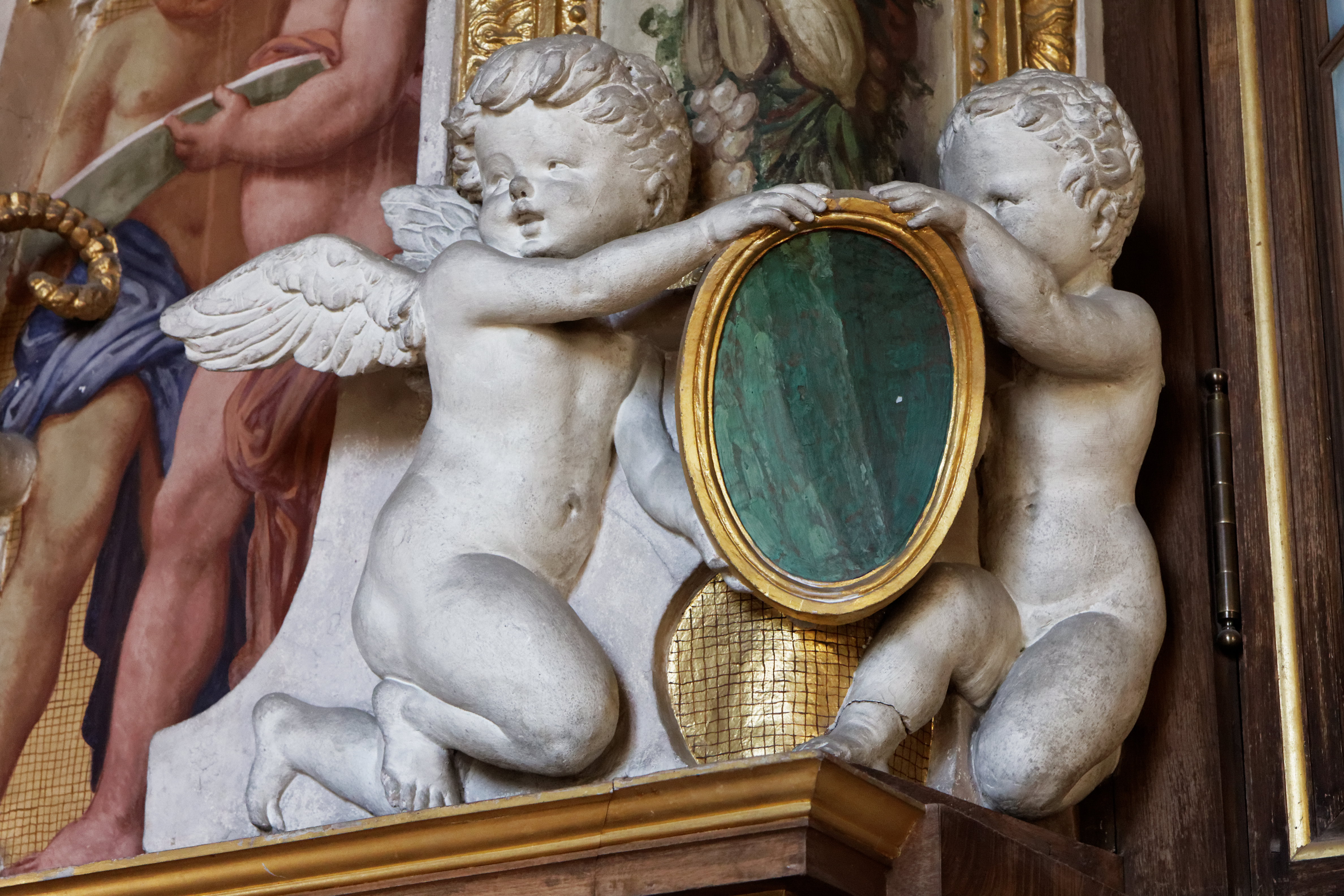
Скульптура галереи Франциска I
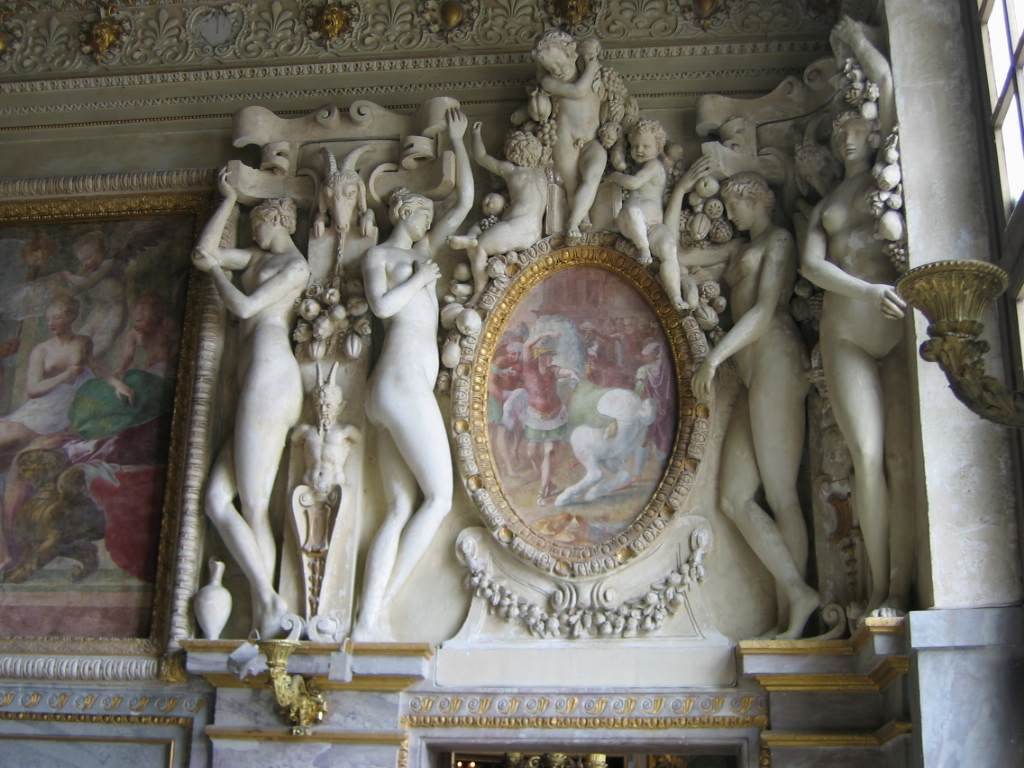
Скульптура в бывших покоях герцогини д’Этан
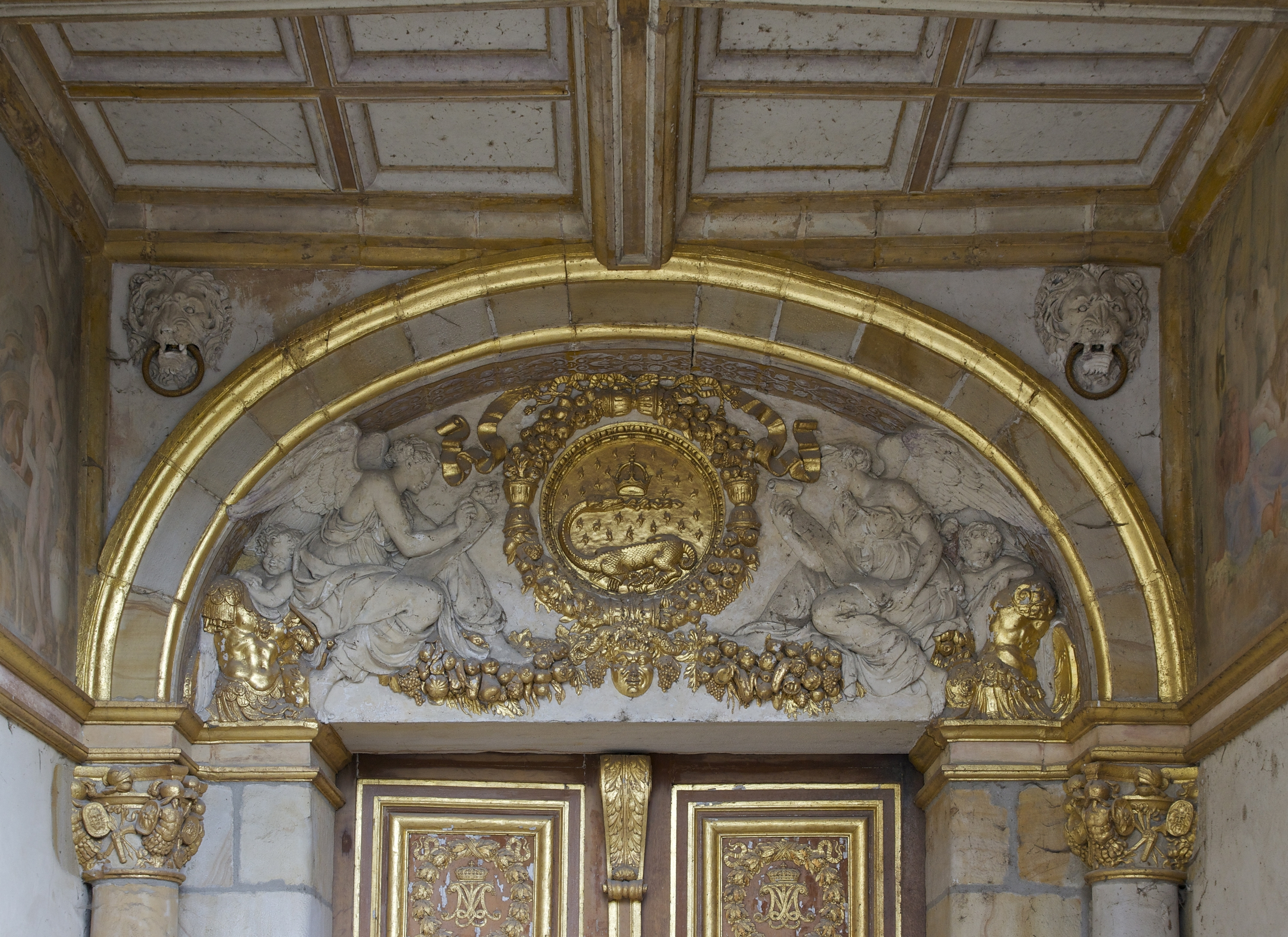
Скульптура павильона «Золотых ворот»
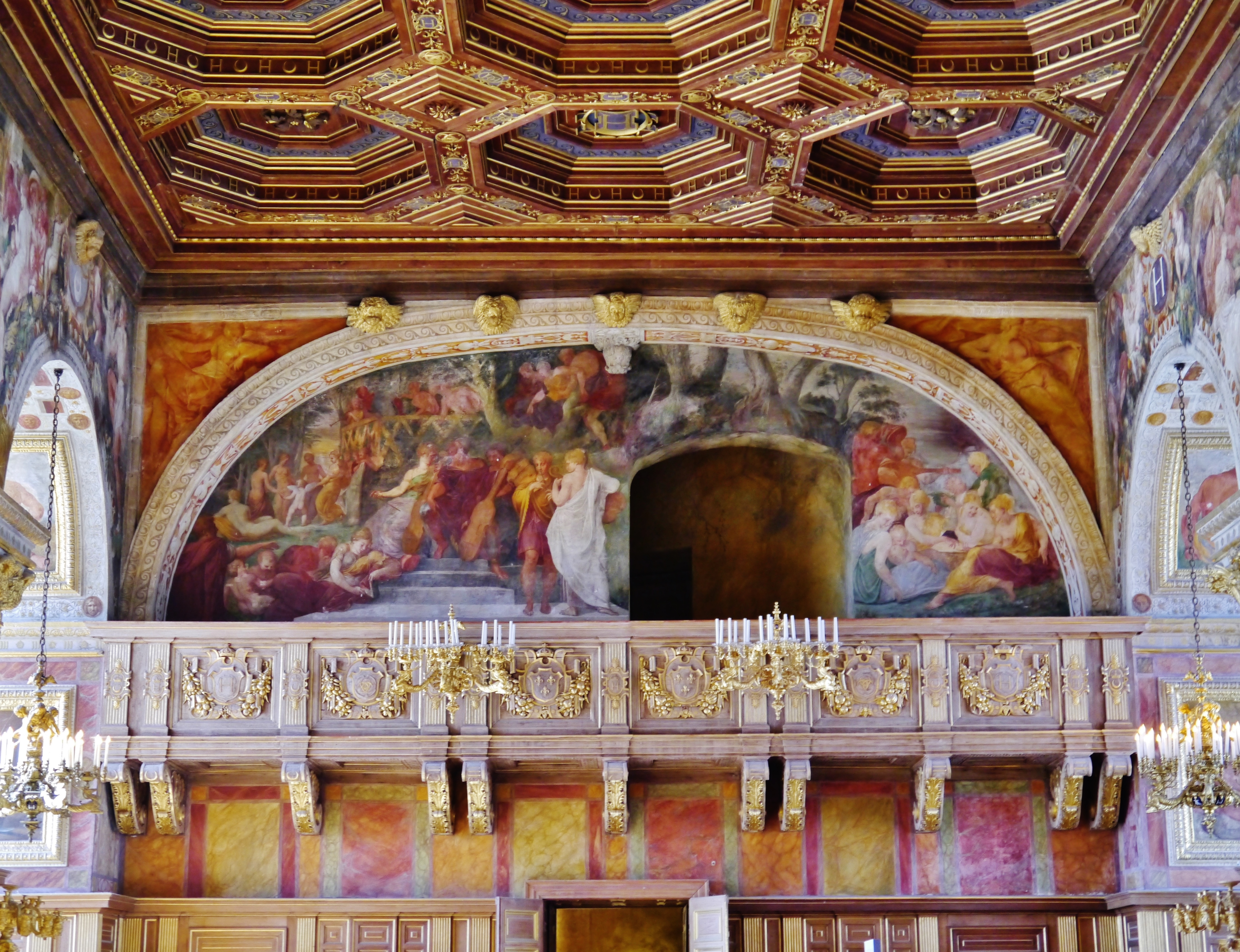
Скульптурные орнаменты Бальной залы Фонтенбло

Французская школа скульптурного декора достигла расцвета в период возведения Луврского дворца, в работах Жана Гужона и Поля Понсе. В 1549 году Гужон создал знаменитый «Фонтан невинных», декоративное убранство которого составили грациозные барельефы; самобытная манера данного произведения искусства выходила далеко за рамки подражания итальянским художникам и античному Риму. Западный фасад Лувра был вчерне выстроен к 1555 году и тогда же получил скульптурное оформление, которое отличалось «удивительным по гармонии» сочетанием архитектуры и скульптуры. Орнаментальный и скульптурный декор изначально был сосредоточен в обрамлении окон третьего этажа и на плоскостях ризалитов (круглые статуи появились значительно позже); круглые окна над входами — оформлены символичными скульптурами, а фронтоны — покрыты пышным рельефом. На первом этаже были размещены фигуры женщин — аллегорий Славы; растительный орнамент покрывал картуши, фризы и замковые камни арочных ниш; плоскости стен украшали вензеля короля Генриха II и Дианы де Пуатье. Во втором этаже были размещены антропоморфные и зооморфные скульптуры. Фриз второго этажа по всему фасаду украшала гирлянда с инициалами и эмблемами монарха, которую поддерживали путти. Особой пышностью отличался аттик, заполненный рельефами фигур воинов и пленников, божеств из древнегреческой мифологии и изображениями военных трофеев. Карнизы покрывала тонкая резьба, в которых были представлены самые разнообразные варианты классицистических орнаментов: «резные консоли, кессоны с розетками, пальметты, маскароны-водостоки, фризы с овами, листьями и наконечниками копий». Венчал ансамбль орнаментальный фриз с вензелями. В целом, фасад Лувра являлся манифестом новой национальной французской архитектуры, отражавший взгляды архитекторов на то, как должен выглядеть синтез местных традиций и античного наследия. Оформление луврского фасада оказало решающую роль на развитие скульптурного декора во Франции в последующие столетия.

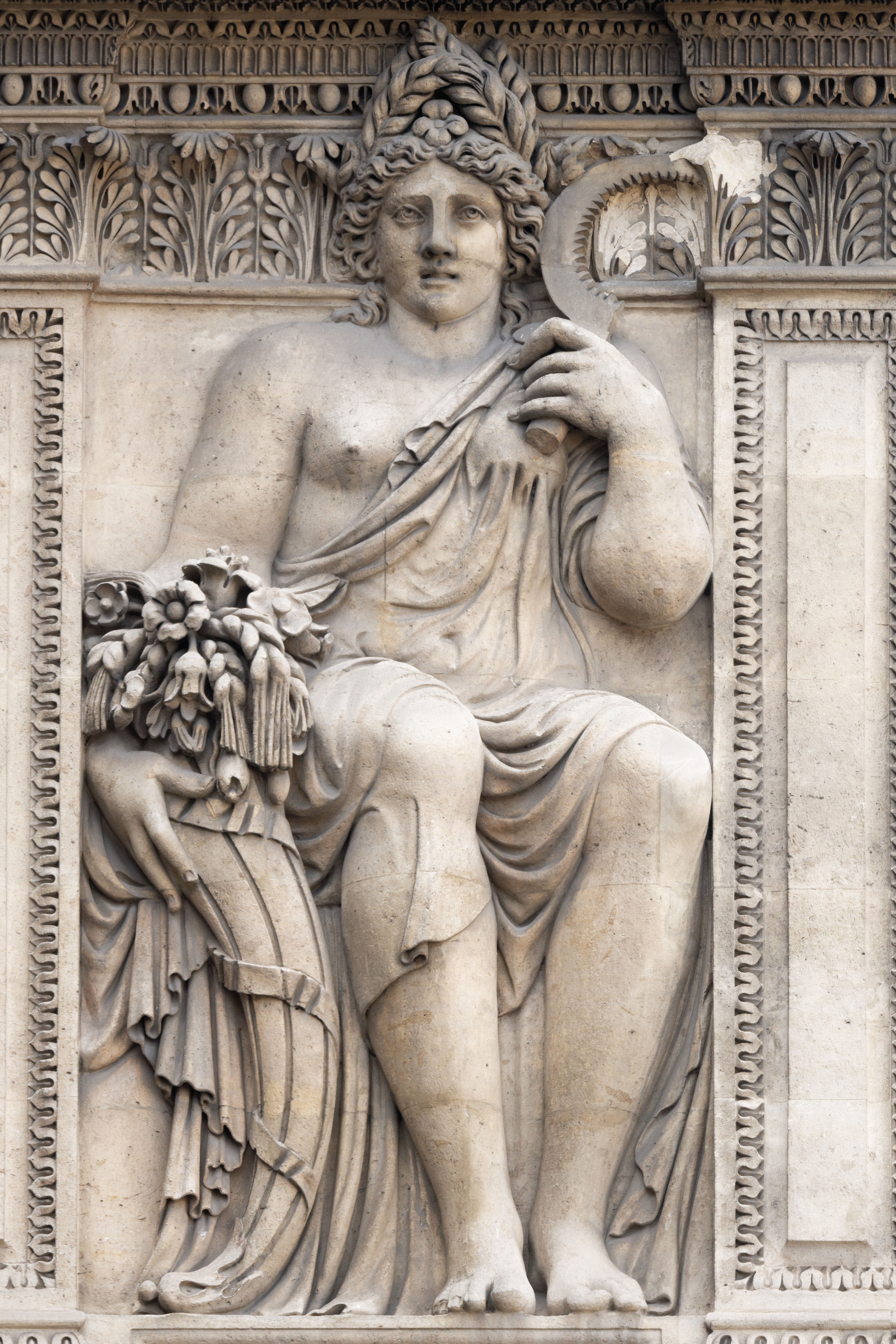
Рельеф с изображением Цереры
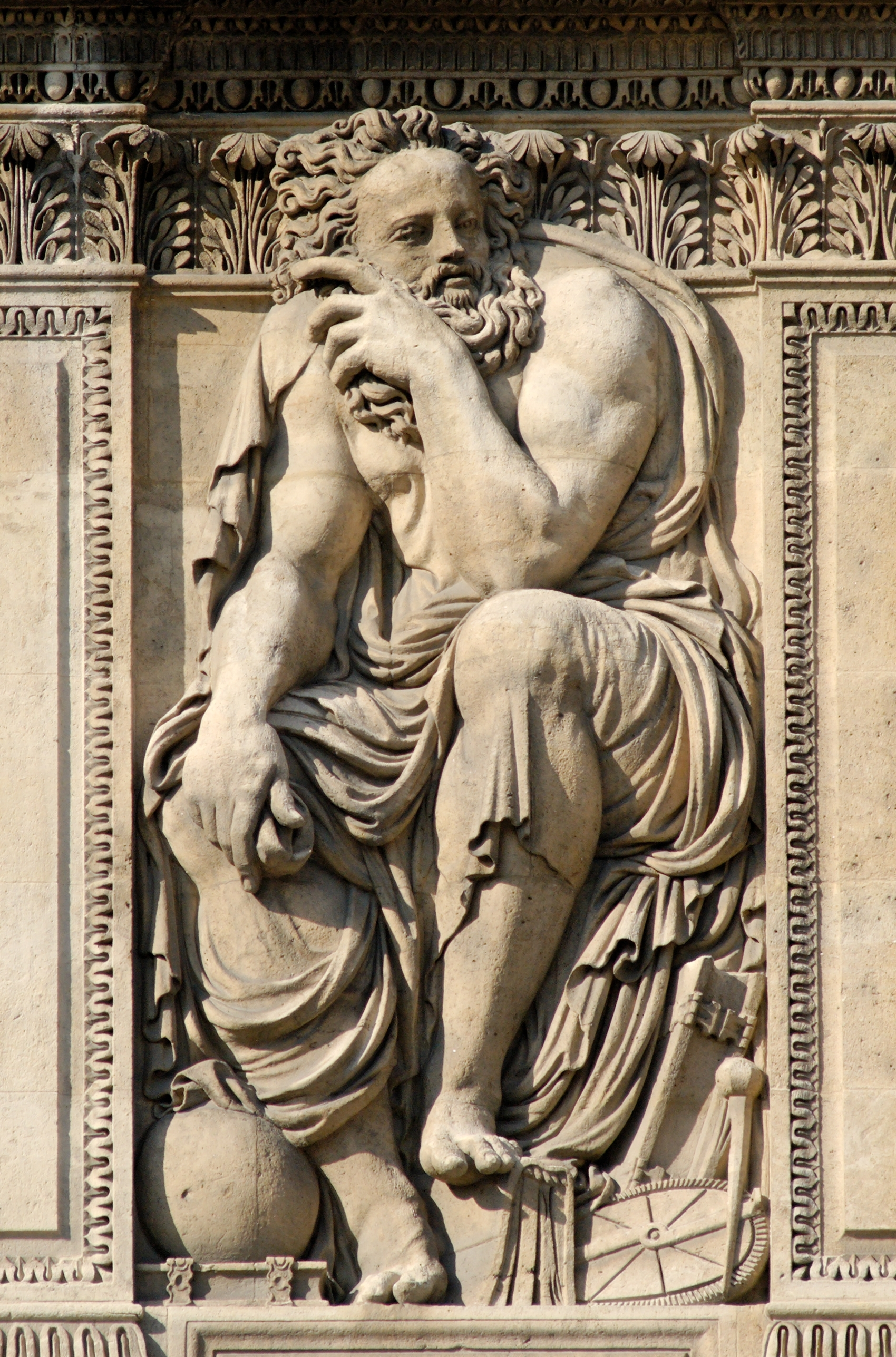
Рельеф с изображением Архимеда
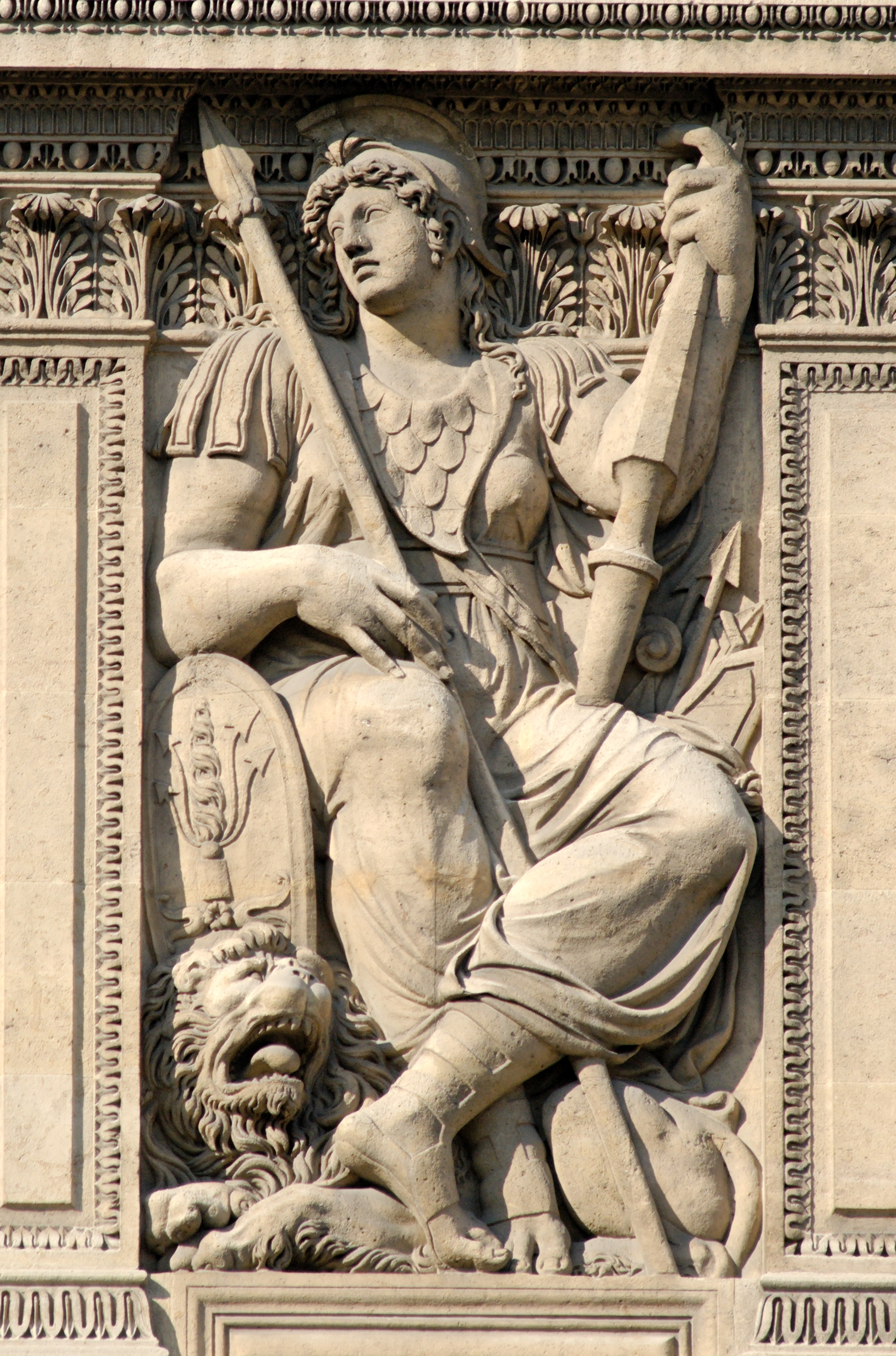
Рельеф с изображением Белонны
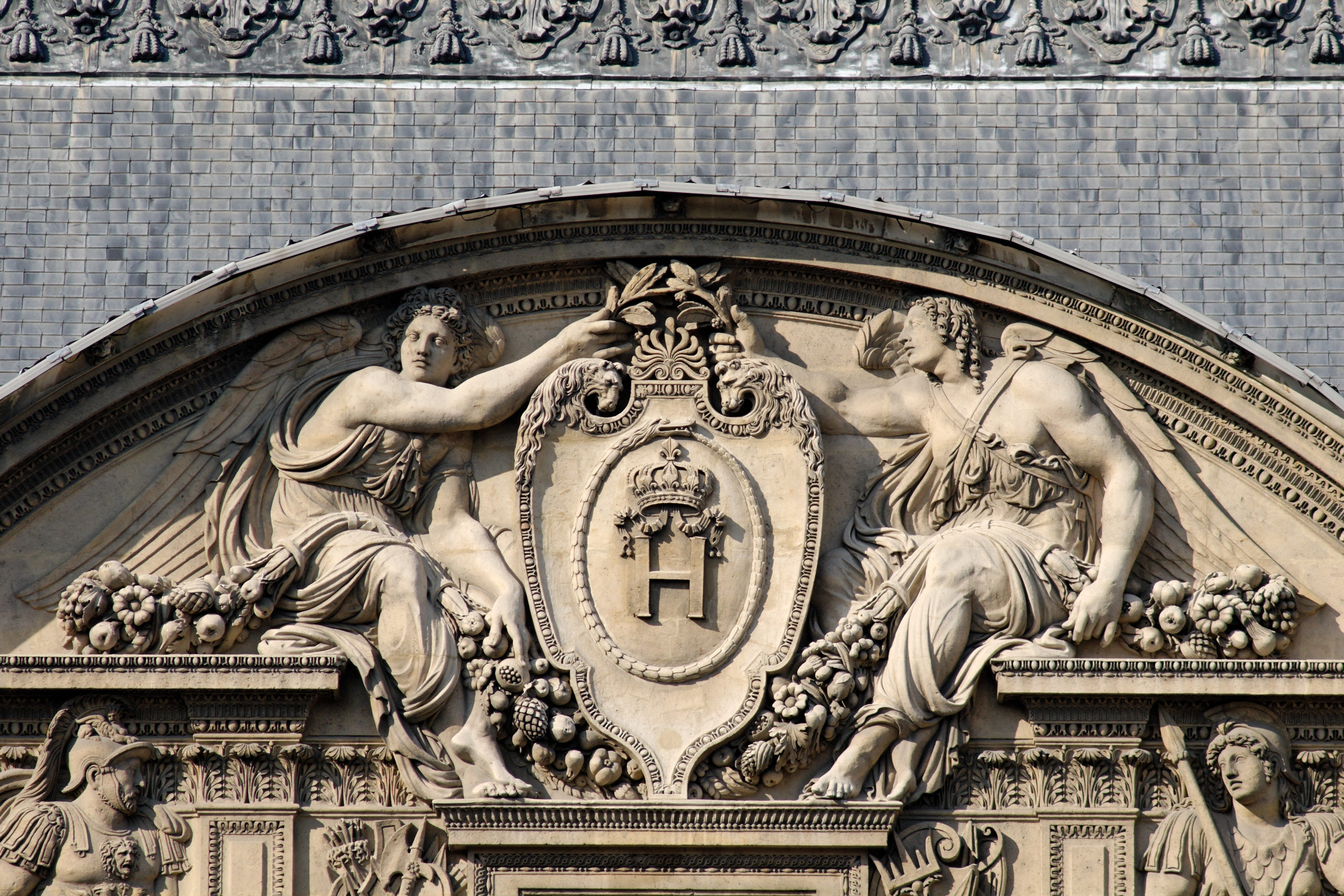
«Аллегория войны»
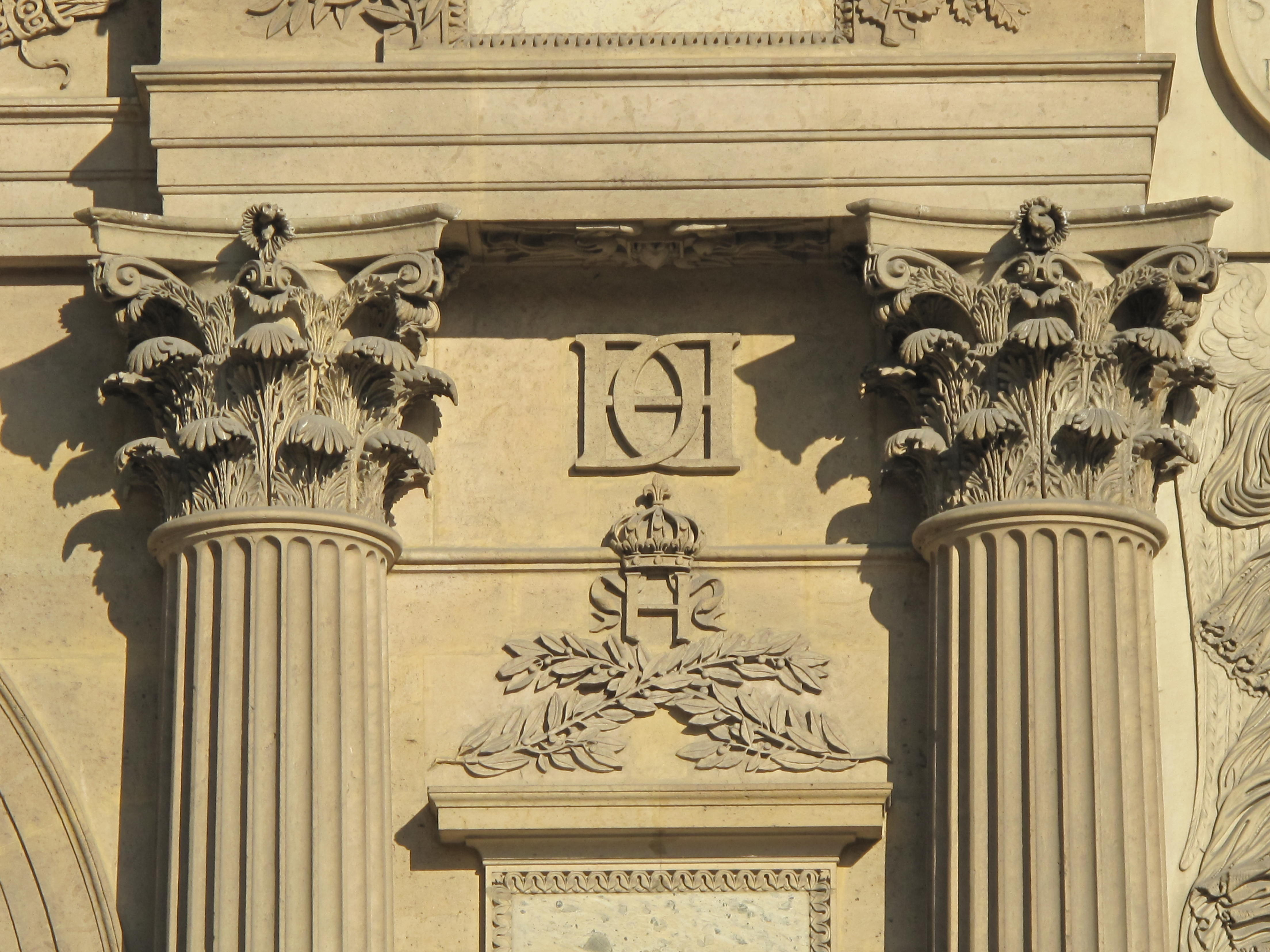
Монограмма Генриха II
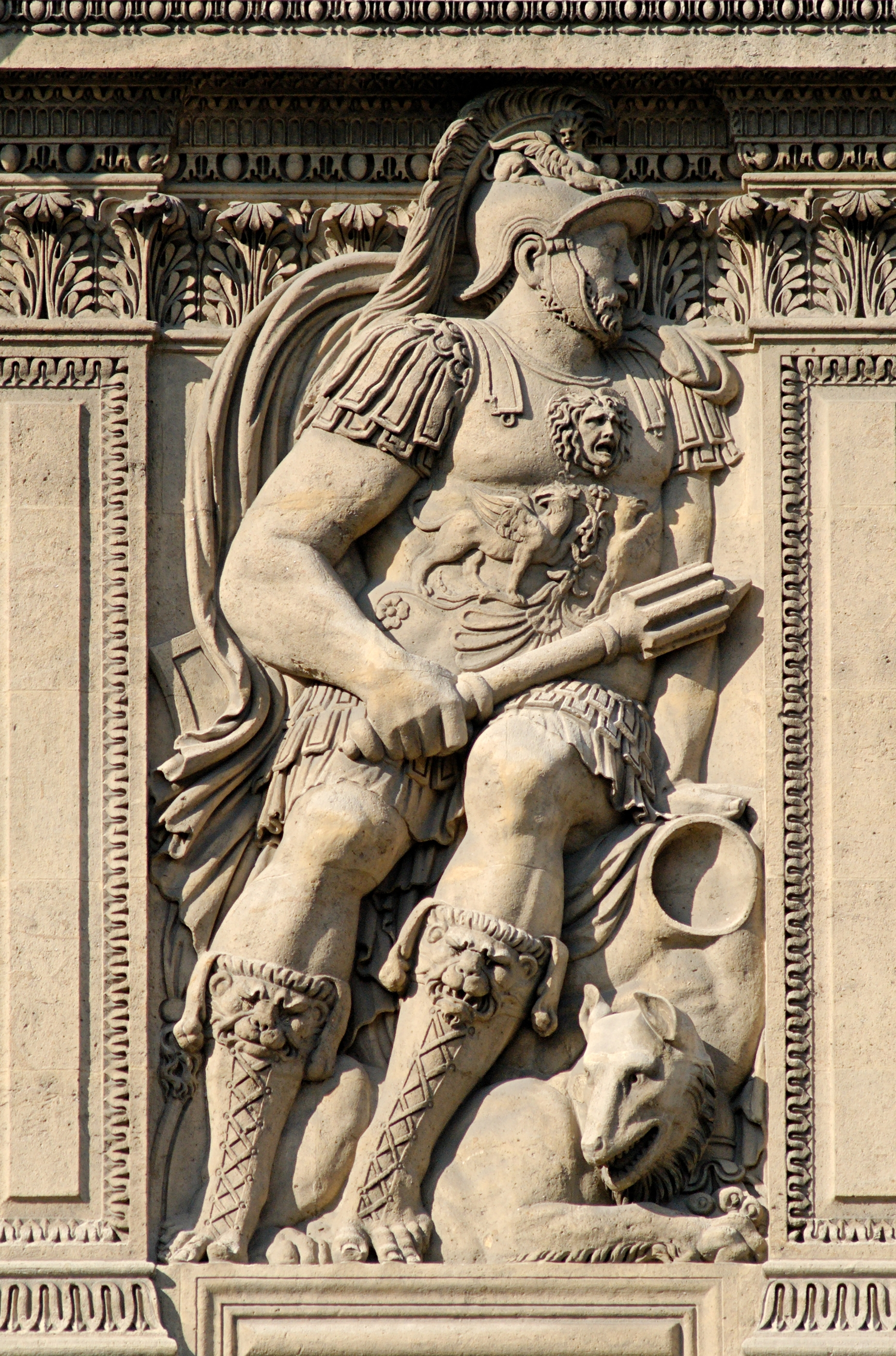
Рельеф с изображением Марса
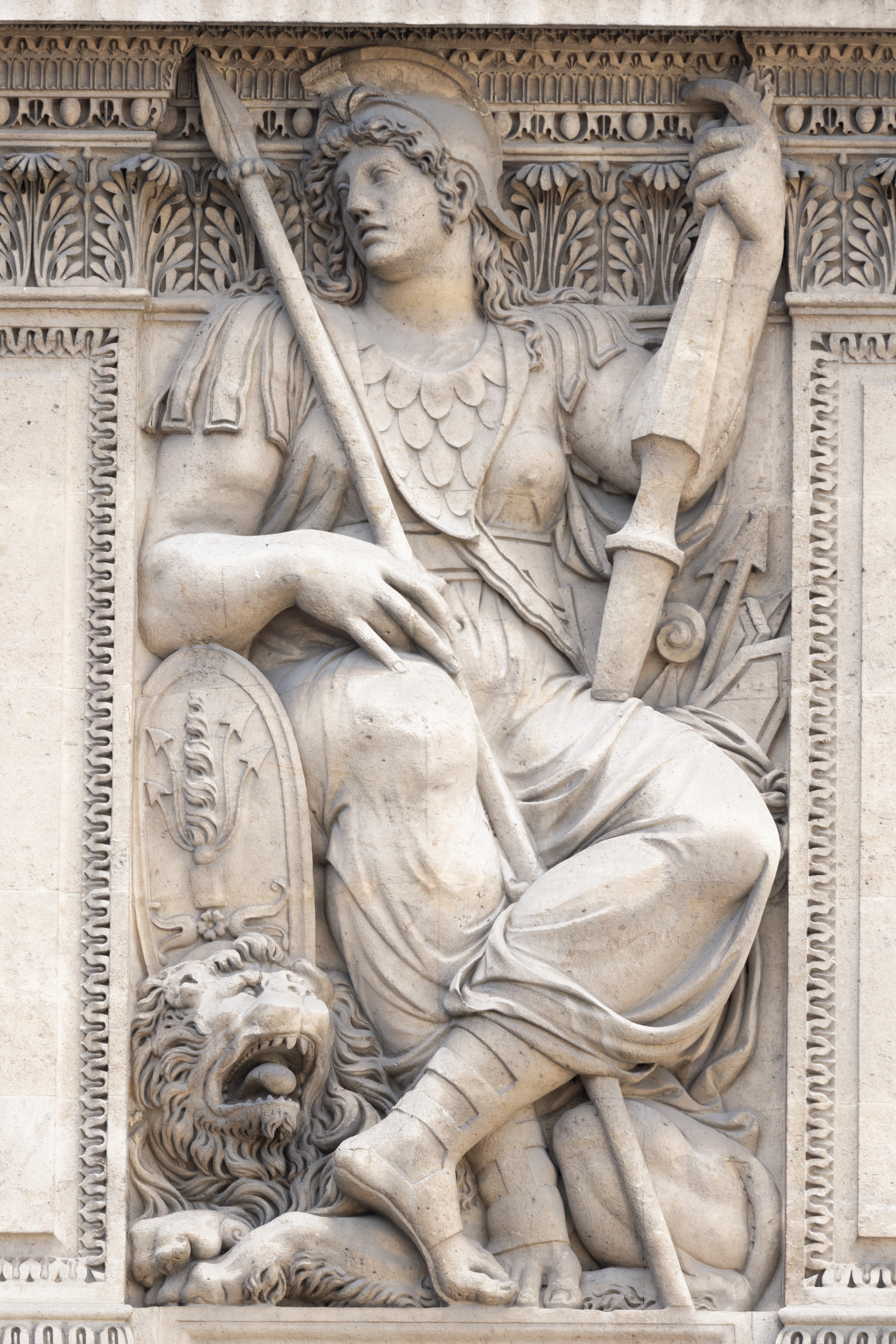
Рельеф с изображением Минервы
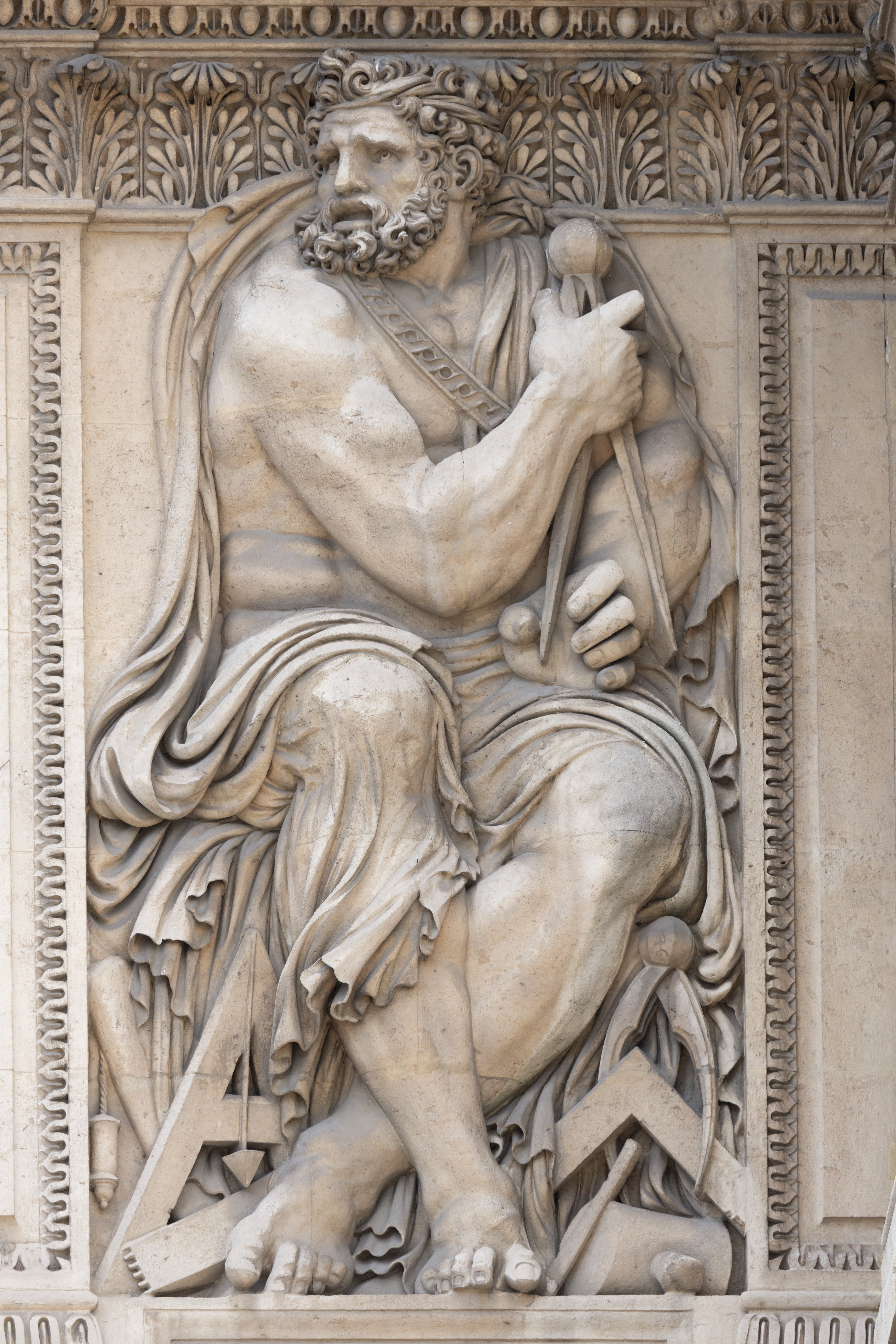
Рельеф с изображением Евклида

Высокого уровня исполнения, считавшегося «образцом изысканности», достигла скульптурная школа Делорма и Шамбижа, подходившая с особой тщательностью к обработке орнаментов, скрытых в тени. Столь же высоким уровнем отличалась скульптура Тюильри, малой галереи Лувра, ограды церкви Сент-Этьен в Моне, построенной при Генрихе IV. Широкому внедрению античных мотивов во второй половине XVI века способствовало дальнейшее издание популярных альбомов гравюр. Тем не менее, французские художники не ограничивались интерпретацией исключительно древнеримских мотивов. Важную роль в развитии скульптурного декора сыграли такие сборники, как «Книга гротесков» Жака Андруэ Дюсерсо, изданная в 1566 году. С середины XVI столетия школа Фонтенбло оказала очень большое влияние на архитектуру провинции. Фламандские художники, не проходившие обучение в Италии, с энтузиазмом примкнули к школе Фонтенбло и стали работать во французском стиле. Ярким примером влияния Фонтенбло стали обрамления окон особняка Мильсан в Дижоне (1561), подражавшие стуковым рельефам дворца. Ряд декоративных элементов в этот период распространились повсеместно, среди которых были маскароны, кариатиды, фигуры гениев, переходившие в листву, орнаментальные композиции с овальным медальоном в центре.
Тем не менее, французская скульптура со временем стала испытывать сильное влияние маньеризма, выразившееся в «преувеличениях, нагромождениях, причудах». Характерным примером стали орнаменты в виде картушей, подражавшие завиткам из кожи, появившиеся в конце правления Генриха II.

### Цветные украшения
Для достижения цветных контрастов ранний французский ренессанс допускал, вместе с сочетанием кирпича и камня, применение мозаики из шифера. Ярким примером стали чёрные шиферные панно, вписанные в рамы из белого камня в замке Шамбор.
Фасады Мадридского замка были облицованы глазурованными плитками, изготовленными итальянским мастером Андреа делла Роббиа. При Марии Медичи в строительстве сооружений Луврского дворца стали применять инкрустации из красного и чёрного мрамора.
Во внутреннем декоре получили распространение украшенные гербами витражи, глазурованные керамические плитки, пушистые ковры производства Фландрии или Реймса, гофрированные итальянские кожи, лепные украшения, фресковая или масляная живопись, по большей части исполнявшаяся итальянскими мастерами. Декоративные детали внутреннего убранства в самой меньшей степени имели французское происхождение.

## Французские стили в духе эпохи Возрождения
- Стиль шато (Châteauesque) — здания украшались сложными башнями, шпилями, крутой крышей. Находился под влиянием готической архитектуры и итальянской архитектуры эпохи Возрождения.
- Стиль Наполеон III[127].
- Стиль Вторая Империя (архитектура) — архитектурный стиль, который родился во Франции в рамках Второй империи, времен правления Наполеона III.

## Другие французские стили в духе Возрождения
- Стиль ампир (неоклассика)